# Євромайдан
Євромайда́н (також Єврореволю́ція, Революція гідності) — національно-патріотичні протестні акції в Україні, передусім проти корупції, свавілля правоохоронних органів та сил спецпризначення, а також на підтримку європейського вектора зовнішньої політики України.
Протести розпочалися 21 листопада 2013 року як реакція на рішення Кабінету Міністрів України про призупинення процесу підготування до підписання Угоди про асоціацію між Україною та Євросоюзом і значно поширилися після силового розгону демонстрації в Києві вночі 30 листопада. Протести, які з кінця 2013 року відбувалися у формі мітингів, демонстрацій, студентських страйків та силова протидія протестам із боку влади призвели до відкритого силового протистояння, яке надалі переросло у Революцію гідності.

## Передумови
З часу приходу Януковича до президентської влади в 2010 році та узурпації ним Конституції (див. статтю «Конституція України») в Україні постійно зростали протестні настрої, про що, зокрема, 7 лютого 2014 року сказав міністр МВС Захарченко
 — «Кілька цифр для прикладу. Тільки за останні два роки в країні зафіксовано 328 тис. масових заходів, в яких загалом взяли участь понад 100 млн осіб. І в багатьох випадках порядок забезпечували саме підрозділи „Беркута“ і внутрішні війська».
Зростання протестних настроїв у суспільстві фіксувались багатьма соціологами. Як зазначали фахівці: «Порівняно з жовтнем 2012 року, кількість людей, які готові виходити на вулиці, зросла на 5 % і значно зменшилась кількість тих, хто точно не збирається протестувати, — з 51 до 36 %».. Разом із тим, за соціологічними опитуваннями на листопад 2013 р. підтримка українцями вступу до Митного союзу і до Європейського союзу була майже рівною, з мінімальною перевагою прихильників МС, підписання Угоди про асоціацію підтримувала меншість мешканців України (хоча у вересні 2013 р., за іншої постановки питання 49 % опитаних підтримували підписання Угоди про асоціацію, при 31 % проти).
21 листопада 2013 року, за кілька днів до Вільнюського саміту східного партнерства, Кабінет Міністрів України вирішив призупинити процес підготування до укладання Угоди про асоціацію між Україною та Європейським Союзом. Розпорядження про це офіційно оприлюднив Прем'єр-міністр України Микола Азаров.
У відповідь на торговельну експортну блокаду України Росією Кабінет Міністрів доручив міністерствам та відомствам «вжити заходів, … спрямованих на розвиток торгівлі, виробничої кооперації та обмін технологіями з державами-членами СНД». За словами Миколи Азарова, це рішення зумовлено неможливістю проведення модернізації економіки в стислі терміни для підтримання конкуренції з європейськими виробниками, яка виникне в разі підписання Угоди, збільшенням зовнішніх боргів України, зокрема перед МВФ та неврегульованими торговельними відносинами із Російською Федерацією.
Крім того, Верховна Рада України вчасно не ухвалила євроінтеграційні закони (про прокуратуру, зміни до виборчого законодавства та лікування ув'язнених за кордоном), які були умовою підписання Угоди про асоціацію України з ЄС.

## Вимоги

### Вимоги, прийняті Євромайданом 24 листопада 2013 року
24 листопада 2013 року відбувся найбільший мітинг опозиції за період президентського правління Януковича, колони мітингарів розтяглися на увесь Хрещатик (від Бульвару Шевченка до Європейської площі) — за оцінками опозиції, мітинг зібрав до 150 тисяч осіб, за оцінками міліції — 50 тис. осіб. Цей мітинг одноголосно прийняв «вимоги Євромайдану»:
1) Відставка уряду Азарова за зраду національних інтересів.
2) Проведення 27 листопада (тобто до саміту у Вільнюсі) позачергової сесії Верховної Ради, на якій повинні бути прийняті всі необхідні євроінтеграційні закони, зокрема й закон про звільнення Юлії Тимошенко. У разі неприйняття вказаних законів Євромайдан вимагає розпуску парламенту і проведення позачергових виборів.
3) Майдан вимагає від Януковича скасувати рішення про призупинення підготовки до асоціації з ЄС, звільнити Тимошенко, підписати «Угоду про асоціацію України та Євросоюзу» на саміті у Вільнюсі. У разі непідписання «Угоди про асоціацію» Майдан вимагає імпічменту Януковича за зраду національних інтересів.
4) Також Євромайдан: — звертається:
- до країн Заходу із закликом — запровадити персональні санкції проти Януковича та представників його влади з боку Заходу;
- до керівництва ЄС із закликом — не закривати Україні двері в Європу, створити умови для підписання асоціації після зміни влади в Україні[43][44].

### Петиції до уряду США
27—28 листопада 2013 року «5 телеканал» повідомляв, що в рамках вимог про «персональні санкції Заходу проти Януковича» проводиться збір підписів під петицією до уряду США (для того, щоб уряд США розглянув будь-яку петицію, вона повинна зібрати 100 тисяч підписів за 30 днів). На сайті Білого Дому зареєстрували 6 петицій стосовно України, зокрема, отримали найбільшу підтримку петиції:
- Накласти особисті санкції проти президента України Віктора Януковича і членів кабінету міністрів України. Дата створення: 26 листопада 2013 року. За 2,5 доби петиція зібрала необхідні 100 000 підписів.
- Підтримайте народ України у мирному повалені нинішнього уряду. 29.11.2013. На 9.12.2013 доби зібрала 69 400 підписів.
- Введіть санкції щодо всіх великих капіталів, що походять з України і державних позик України[недоступне посилання з серпня 2019]. 28.11.2013.

Три інші петиції щодо України (запропоновані 29—30 листопада 2013) поки що отримали меншу підтримку.

### Інші вимоги
24 листопада 2013 року понад 20 000 львів'ян поставили свої підписи під зверненням, в якому, окрім підтримки євроінтеграційного курсу, відставки президента та уряду, йшлося про недовіру голові Львівської ОДА, генерала міліції Олега Сала
25 листопада студенти Івано-Франківська оголосили вимогу щодо відставки міністра освіти та науки Дмитра Табачника, скасування платних послуг у закладах вищої освіти, і дотримання положення про цілодобовий доступ студентів до гуртожитків.

### «План Б». Повернення до легітимної Конституції
Починаючи з 14 грудня 2013 року «головною вимогою Євромайдану» стало повернення до легітимної Конституції (тобто в редакції від 8.12.2004). Відновлення Конституції дозволяло сформувати Уряд не свавіллям президента, а на законних підставах у Верховній Раді України; а також дозволяло провести перевибори президента та парламенту, тоді як Януковича звинуватили в «узурпації конституції»

## Заклики у соціальних мережах
За твердженням BBC, уперше слово «Євромайдан» використали 21 листопада у соціальній мережі. Одразу хештег #Євромайдан потрапив до трендів Twitter. До 22 листопада його використали понад 21 000 раз, коли акції вже проводились у Донецьку, Івано-Франківську, Луцьку, Ужгороді та Львові.
Під час Помаранчевої революції важливу роль у координації й організації протестувальників зіграли мобільні телефони. В умовах контролю інформаційного простору з боку влади за допомогою SMS вдалось зібрати велику кількість людей. Підняти людей на протестні акції 2013 року допомогли соціальні мережі.
Першою на знак протесту на Майдан Незалежності вийшла журналіст «5 каналу» Інна Неродик із подругою Ольгою Іжик, про що повідомила у своєму Фейсбуку. За повідомленнями деяких ЗМІ, масово люди відгукнулися на заклик журналіста Мустафи Найєма у соціальній мережі Facebook виходити на Майдан Незалежності. Звернення опубліковано на персональній сторінці Найєма 21 листопада о 19:55.
Протестувальники швидко відгукнулись на заклики до організації Євромайдану. Хвиля протестів прокотилась Україною та світом.
За оцінкою української служби Deutsche Welle, станом на 28 листопада на всеукраїнський страйк вийшли десятки тисяч українських студентів.
Наступною акцією, про яку учасники Євромайдану повідомили у соцмережах, стало поширення інформації про збір підписів під петицією до Президента США Барака Обами з вимогою ввести санкції проти В. Януковича та членів українського уряду. Від 26 листопада до 6 грудня під цією петицією зібрали понад 135 тисяч підписів. 29 листопада на сайті Білого дому з'явився текст ще однієї петиції, у якій уряд США закликають допомогти українцям у мирному поваленні чинного уряду. За добу підписалось понад 30 000 осіб.
4 грудня громадська організація «Економічний спротив» в соціальній мережі розгорнула кампанію бойкоту бізнесу, що належить членам Партії Регіонів. Метою акції є «зменшити кошти, що прямо або непрямо йдуть на утримання „Беркуту“ і тітушок, змусити членів Партії Регіонів вийти з цієї злочинної партії».
Серед заходів організатори закликали:
1) максимально уникати співпраці з владою та членами Партії Регіонів.
2) не сплачувати або затримувати сплату податків.
3) зняти депозити й закрити рахунки в банках сім'ї Януковича, членів Партії Регіонів.
4) не купувати товарів виробників, які належать регіоналам тощо.

## Хід подій

Інтерактивна карта євромайданів, яка дозволяє відслідковувати виступи українців на підтримання євроінтеграції України. Карта була створена Богданом Цапом, про що він повідомив у своїй сторінці на Facebook. Поданий фрагмент карти відображає стан активності на 23 листопада 2013 року

### Перші дні (21—23 листопада)
Акції 21 до 23 листопада акції пройшли без використання політичної символіки.

#### 21 листопада

Таблички на Євромайдані в Києві

Перший «Євромайдан» почався саме зі столиці України — Києва. На Майдані Незалежності люди почали збиратися близько 22:00 і до кінця доби учасників мітингу нараховувалось близько 1500 осіб. На Майдан прийшли журналісти, громадські активісти, опозиційні політичні лідери. Стали з'являтися міліція та посилені загони Беркуту. Частина активістів пішла під Адміністрацію Президента України, після чого повернулась на Майдан Незалежності. Люди вирішили лишатися на ніч. Цього дня суд ухвалив рішення заборонити встановлення наметів, кіосків, навісів під час проведення акцій на Майдані Незалежності, вулиці Хрещатик та Європейській площі до 7 січня 2014 року.
Цього дня з'явилась інформація про те, що небайдужі люди вийшли на «євромайдани» також у Донецьку, Івано-Франківську, Луцьку, Львові, Харкові, Хмельницькому та Ужгороді.

#### 22 листопада
З ночі з 21 на 22 листопада у Києві на Майдані Незалежності лишалася частина активістів. З другої половини дня 22 листопада кількість людей знову стала рости. Вдень на місці мітингу встановили металеве огородження та різдвяні кіоски. Станом на 14:30 туди вивели Беркут. Близько 21:00 міліція перешкодила спробі активістів встановити намети, через що відбулися сутички. Пізніше також повідомили про підбурювання сутичок провокаторами. Увечері тривав мітинг, на який зібралося близько 3—5 тис. людей.
22 листопада з'явилась інформація про поширення фальшивих повідомлень про нібито «провал» Євромайдану, в яких були заклики розходитися по домах. Такі повідомлення розсилалися нібито від імені УДАРу.
Цього дня «євромайдани» відбулися також у Вінниці, Донецьку, Кривому Розі, Львові, Сумах, Харкові та Чернівцях.

#### 23 листопада
Ранок 23 листопада в Києві на Майдані Незалежності розпочався зі штовханини з міліцією, яка намагалася відтіснити мітингувальників, розширивши площу навколо місця встановлення новорічної ялинки.
У ніч з 22 на 23 листопада у Миколаєві на місцевому «Євромайдані» відбулися сутички з міліцією, яка спробувала знести два намети демонстрантів.
В інтернеті стала з'являтися інформація про те, що Партія регіонів та Український вибір збирають людей для участі у мітингах та для здійснення провокацій за гроші. Зокрема, за інформацією ЗМІ, Партія Регіонів розпочала пошук молодих хлопців спортивної статури у Полтаві та Луганську для поїздки до Києва за 200 гривень, щоб організовувати провокації проти людей на Євромайдані. З Макіївки до Києва організовано вирушили автобуси зі студентами, яких зібрали, пообіцявши по 200 гривень кожному, для участі у масових політичних заходах, запланованих на 24 листопада на підтримку Віктора Януковича. З'являються повідомлення про відправлення автобусів із проплаченими людьми і з інших міст.
Цього дня євромайдани відбулися в низці міст України та світу.

### Масові мітинги 24 листопада

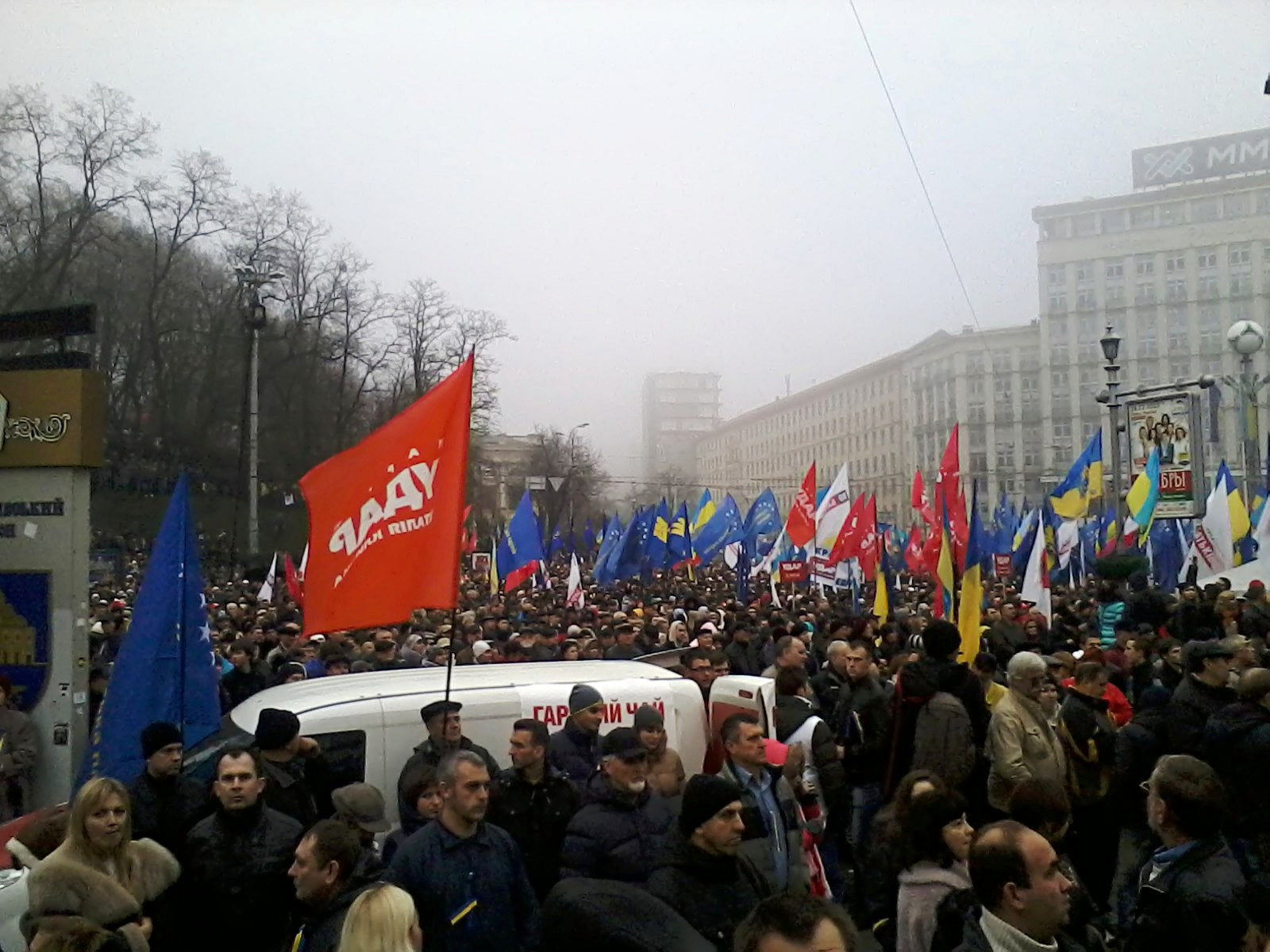
Євромайдан у Києві, 24 листопада 2013

- 24 листопада — Цього дня в Києві відбулася велика хода та мітинг на Майдані Незалежності, які зібрали більше ніж 100 тисяч громадян України[93][94] (противники євроінтеграції нарахували від 30 до 60 тис. учасників[95]). За визначенням BBC, протести стали найбільшими з часу Помаранчевої революції 2004 року[93].

У Львові на мітингу в підтримку євроінтеграції зібралося понад 20 тисяч учасників, основна частина яких — це студенти львівських вишів.
На Європейській площі Дніпропетровська зібралося близько тисячі протестувальників проти відтермінування підписання Угоди про асоціацію з Євросоюзом.
Цього дня в центрі Луганська, на площі біля пам'ятника Тарасу Шевченку (що у сквері Героїв Великої Вітчизняної війни), сталася сутичка між прихильниками євроінтеграції та донськими козаками, які виступають проти зближення України з ЄС. Спецпідрозділ Беркуту загородив «козаків» від євроінтеграторів. У Харкові цього дня зібралося більше тисячі харків'ян біля пам'ятника Тарасові Шевченку, щоб відстояти право підписання Україною асоціації з ЄС. У Донецьку біля пам'ятника Тарасу Шевченку, неподалік Донецької облдержадміністрації, близько 200 громадян зібралися на мітинг за підписання Угоди про асоціацію України з Євросоюзом.
У той же час Партія регіонів та Український вибір звезли людей на свій анти-євромайдан у Києві, пообіцявши їм грошову винагороду. Спочатку Український вибір зорганізував мітинг на Європейській площі, де найняті люди махали кульками з надписом «Євро=гомо». Пізніше вони змінили тактику і розташували найнятих людей у вигляді живого щита перед рядами «Беркуту» біля Кабінету Міністрів України на вулиці Михайла Грушевського та біля адміністрації президента на вулиці Банковій, щоб утримати кордони міліції виставлені проти євро-демонстрантів. За свідченнями очевидців, найнятих людей організовують у шеренги і наказують бігти на колони євроінтеграторів, щоб посіяти паніку. За свідченням очевидців, люди, яких Партія регіонів та Український вибір найняли для проплачених мітингів на 3 години, відстояли цей час, потім у більшій своїй масі порозходилися.
Близько 15:00 на вулиці Грушевського під будинком уряду відбулись зіткнення міліції з мітингувальниками. За даними столичного управління МВС, мітингарі зі «Свободи» кидали у правоохоронців якусь арматуру, запалені фаєри та каміння. Міліціонери застосували гумові кийки, сльозогінний газ і світлошумові гранати для розгону натовпу. За словами очевидців, вибухові пакети у правоохоронців почали кидати «тіту́шки», яких потім міліція організовано завела у Кабмін через третій під'їзд. Цього дня чимало киян та гостей міста постраждали від сльозогінного газу, розпиленого міліцією. За свідченням киян в інтернет-мережах, люди вдома намагаються відійти від впливу хімічних речовин сльозогінної дії (сльозогінний газ відносять до різновиду хімічної зброї).
Попри рішення Київського окружного адмінсуду про заборону встановлення МАФів у центрі Києва до 7 січня 2014 року, представники об'єднаної опозиції встановили 15 армійських брезентових наметів і 20 тентів «штабу європейського майдану» на Європейській площі в Києві. Комендантом наметового містечка обрано Андрія Парубія. Інформаційно-пропагандистську роботу очолить В'ячеслав Кириленко.

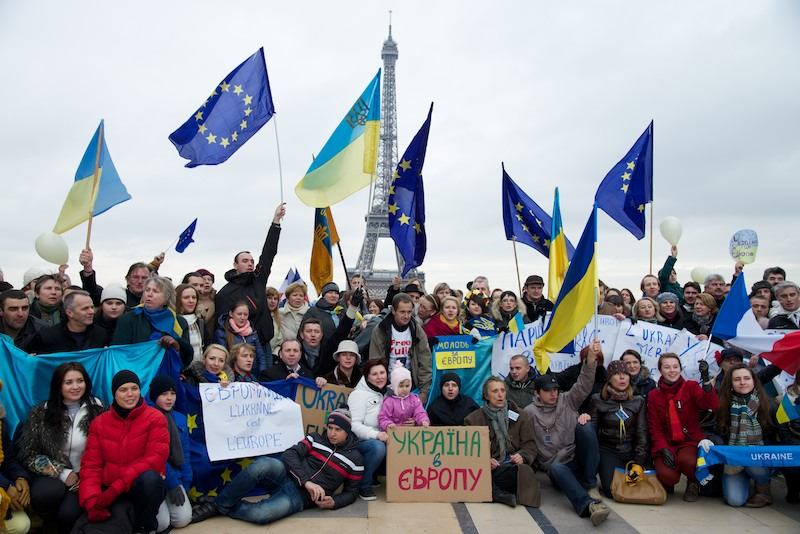
Мітинг на підтримку Українського Євромайдану в Парижі, 24 листопада 2013

Українська діаспора запланувала мітинги на підтримку Євромайдану на 23—24 листопада у містах Італії, Франції, Великої Британії, Німеччини, Польщі, Чехії, Канади та США. У Празі зібралося біля сотні українців та жителів міста на свій євромайдан. Цього дня євромайдани відбулися також у багатьох містах світу: Німеччина — Мюнхені, Берліні; Швейцарія — Женеві; Франція — Парижі (біля Ейфелевої вежі); Англія — Лондоні (кілька сотень учасників скандували «Україна в Європу»); Норвегія — Осло; Швеція — Стокгольмі, Мальме; Угорщина — Будапешті; Литва — Вільнюсі; Грузія — Тбілісі та ін. У Відні біля колони Святої Трійці зібралося близько 150 осіб із плакатами за зближення України з Євросоюзом. Коло Генконсульства України в Торонто 24 листопада пройшла демонстрація на підтримку Євромайдану, на якій крім представників українських організацій Канади, виступив депутат Канадського парламенту Тед Опіц, який пізніше заявив про підтримку євроінтеграції України на засіданні парламенту Канади.
Голова Львівської обласної ради Петро Колодій на мітингу на Євромайдані у Львові 24 листопада закликав громаду Львівщини до 1-годинного страйку на знак протесту проти рішення уряду призупинити євроінтеграційні процеси: «Я закликаю усіх завтра, 25 листопада, о 14.00 на одну годину припинити роботу і прийти сюди — на Євромайдан. Якщо ж хтось не має змоги долучитися до акції на Євромайдані, прошу вийти на вулиці біля своїх підприємств, щоб у такий спосіб долучитися до Всеукраїнської акції протесту та заявити про своє бажання бачити Україну в євроспільноті», — сказав він. Того ж дня 5000 львівських студентів о 20:00 влаштували мітинг на підтримку Євромайдану на площі перед головним корпусом Львівського університету Івана Франка і оголосили страйк на 25 листопада.
Громадське телебачення вело телемарафон (онлайн-трансляцію) перебігу подій Євромайдану в Києві. Українські телевізійні канали (як-от Перший національний, Інтер) інформацію про перебіг Євромайдану не транслювали. Основну інформацію про ці події громадяни могли загалом знайти лише в інтернет-виданнях. «Перший канал» російського телебачення на замовлення влади Російської Федерації продовжує випускати в ефір «страшилки» про кризу в країнах Європи після їх євроінтеграції.
Близько 23:20 спецпідрозділи Беркуту в кількості понад 1000 бійців розпочали штурм Євромайдану на Європейській площі в Києві із застосуванням сльозогінного газу. Повідомляється про жорстокі сутички з міліцією і десятки заарештованих. З лідерів опозиції серед мітингувальників є лише Юрій Луценко.
Під час нападу «Беркуту» на Європейську площу на Хрещатику зникло освітлення. Попри це, прихильники євроінтеграції України відбили дві атаки силовиків і відтіснили їх у бік готелю «Дніпро».

### Напередодні саміту у Вільнюсі (25—27 листопада)
- 25 листопада — Станом на 00:10 25 листопада наметове містечко на Європейській площі продовжує жити. Там перебуває близько 300 прихильників євроінтеграції України. Відновлено рух автотранспорту на Хрещатику та Європейській площі. На Майдані незалежності перебуває близько 600 осіб.[118]

Опозиція збирається розпочати в понеділок о 8 ранку пікетування Кабінету Міністрів із вимогою відставки уряду на чолі з Миколою Азаровим.
Учасники Євромайдану в Тернополі оголосили 25 листопада о 12:00 на Театральній площі початок загальноміського страйку.
Рано вранці міліція знесла намети та затримала протестувальників на Євромайдані в Одесі.
- 26 листопада — Цього дня студенти КНУ ім. Шевченка та НаУКМА вийшли на перший попереджувальний студентський страйк. Студенти Києво-Могилянської академії у кількості близько 1 500 вирушили колоною до КНУ ім. Шевченка, де об'єдналися зі студентами останнього вишу.[122] Після нетривалого мітингу у парку Шевченка, разом рушили на Майдан Незалежності.[123][124][125]

На Майдані Незалежності перед студентами, які оголосили страйк на підтримку підписання Угоди про Асоціацію з ЄС, виступив депутат Європейського парламенту від Польщі Павел Коваль. «Ви стійте тут за свій край, а ми про вас не забудемо», — наголосив він. Цього ж дня за рішенням лідерів об'єднаної опозиції у Києві відбулось об'єднання двох майданів в один. Намети і сцену на Європейській площі демонтують та частково перебазовують на майдан Незалежності, куди також групами переходять мітингувальники. До 23:00 об'єднання двох євромайданів закінчили. Того ж дня з підтримкою перед протестувальниками виступає голова Сейму Литовської Республіки Лорета Граужінене.
Цього дня на студентів-агітаторів напали «тітушки» біля Київського національного економічного університету, які пізніше виявилися охоронцями закладу освіти.
Ввечері, на заклик Ю. Тимошенко учасники «партійного» Євромайдану припинили акцію протесту на Європейській площі і, прибравши партійну символіку, приєдналися до протестувальників на Майдані незалежності, які проводили акцію під гаслом «Без політиків», таким чином створивши єдиний Євромайдан.
- 27 листопада — Цього дня відбувся попереджувальний студентський страйк. Декілька колон учасників, що формувалися біля КНУ ім. Шевченка, КПІ та НаУКМА, обійшли повз десятки вишів Києва, закликаючи студентів виходити на страйк. Керівництва цих трьох вишів раніше підтримали проведення студентського страйку. Всі колони вийшли на Євромайдан. Студенти НМУ ім. Богомольця, НУХТу зіштовхнулися з перешкоджаннями та/або погрозами з боку керівництва університетів.[133][134][135][136]

За вказівкою голови КМДА Олександра Попова, бійці МНС встановили на Майдані Незалежності великий армійський намет для обігріву мітингувальників. Ночувати в ньому не дозволять, можна лише зігрітися біля буржуйки та скуштувати гарячої їжі. Заявлено, що працюватиме цей пункт обігріву буде цілодобово. Поруч чергуватиме карета швидкої допомоги.
Близько 15 000 студентів з 12 університетів вирушили з Майдану Незалежності вирушили до Адміністрації Президента, аби вручити звернення з вимогою підписати Угоду про асоціацію з ЄС. Після цього колона рушила назад до Євромайдану

### Під час саміту у Вільнюсі (28 і 29 листопада)
- 28 листопада — Цього дня відбувся загальний студентський страйк. Декілька колон студентів із десятків різних вишів Києва об'єдналися у парку Шевченка, після чого рушили на Майдан Незалежності.[140] Керівництва декількох вишів знову не випустили студентів на страйк.[141] Біля НМУ ім. Богомольця, після того як охорона зачинила хвіртку навпроти центрального входу, близько 150 студентам вдалося пройти через бокові ворота на територію закладу, де вони влаштували пікет.[142]

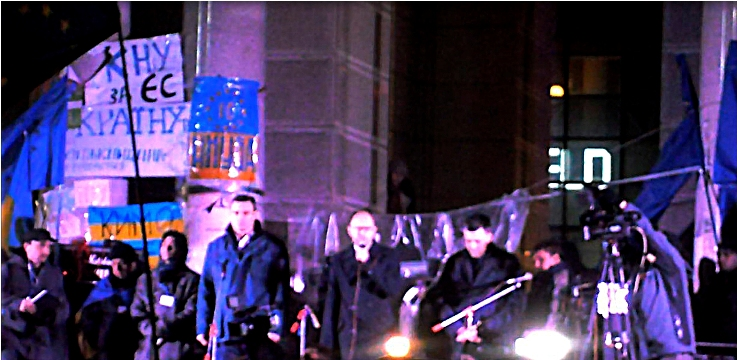
Лідери опозиційних партій — Віталій Кличко, Арсеній Яценюк та Олег Тягнибок — на Євромайдані

- 29 листопада — Увечері на Євромайдані відбувся великий мітинг. Участь у заході взяли лідери трьох опозиційних партій, а також ексглава МВС Юрій Луценко, які виступили приблизно о 19:00. Опозиційні лідери пояснили, що у Верховній Раді будуть вимагати дострокових виборів.[143]

### Силовий розгін Євромайдану 30 листопада
У ніч проти 30 листопада начальник ГУМВС України в Києві Валерій Коряк віддав безпосередній наказ про застосування сили під час розгону Євромайдану в Києві. Близько 4 години ранку, коли на Майдані Незалежності залишалося близько 400 протестувальників, площу оточили озброєні бійці «Беркуту» із двох областей України (Чернігівської і Луганської) та Автономної республіки Крим. та силою витіснили людей із площі. Під час розгону мітингувальників бійці «Беркуту» застосовували вибухові пакети, били людей кийками, скидали людей на землю з постаменту монумента Незалежності та давили ногами. Серед мітингувальників багато поранених. За повідомленням Reuters, серед постраждалих були також оператор і фотограф цієї агенції.
До 4:27 бійці «Беркуту» повністю оточили площу, витіснивши учасників Євромайдану та пропустивши комунальників нібито для встановлення Новорічної ялинки. Близько 5 ранку «Беркут» зачищав Хрещатик, б'ючи кийками та нецензурно лаючи присутніх там громадян.
У соціальних мережах цю ялинку охрестили Кривавою ялинкою та закликали не святкувати біля неї та не кататися на ковзанці, «яку заливають на крові мітингувальників».

#### Інші події 30 листопада
За інформацією тернопільської газети «За Збручем» на західні області України виїхали автобуси із «Беркутом» з Криму та з Києва.
Один із дописувачів газети повідомив, що за його даними на Івано-Франківськ, Тернопіль і Львів відправлено дуже багато беркуту з Донецька і Києва і так званих «тітушок». Їм дали наказ розганяти і бити всіх (дітей, жінок, і старших людей), а ще наказали прибрати всіх активістів євромайдану. Також українська влада готує армію до військових дій, звозять зброю і готують навіть танки.

### Масові протести 1 грудня

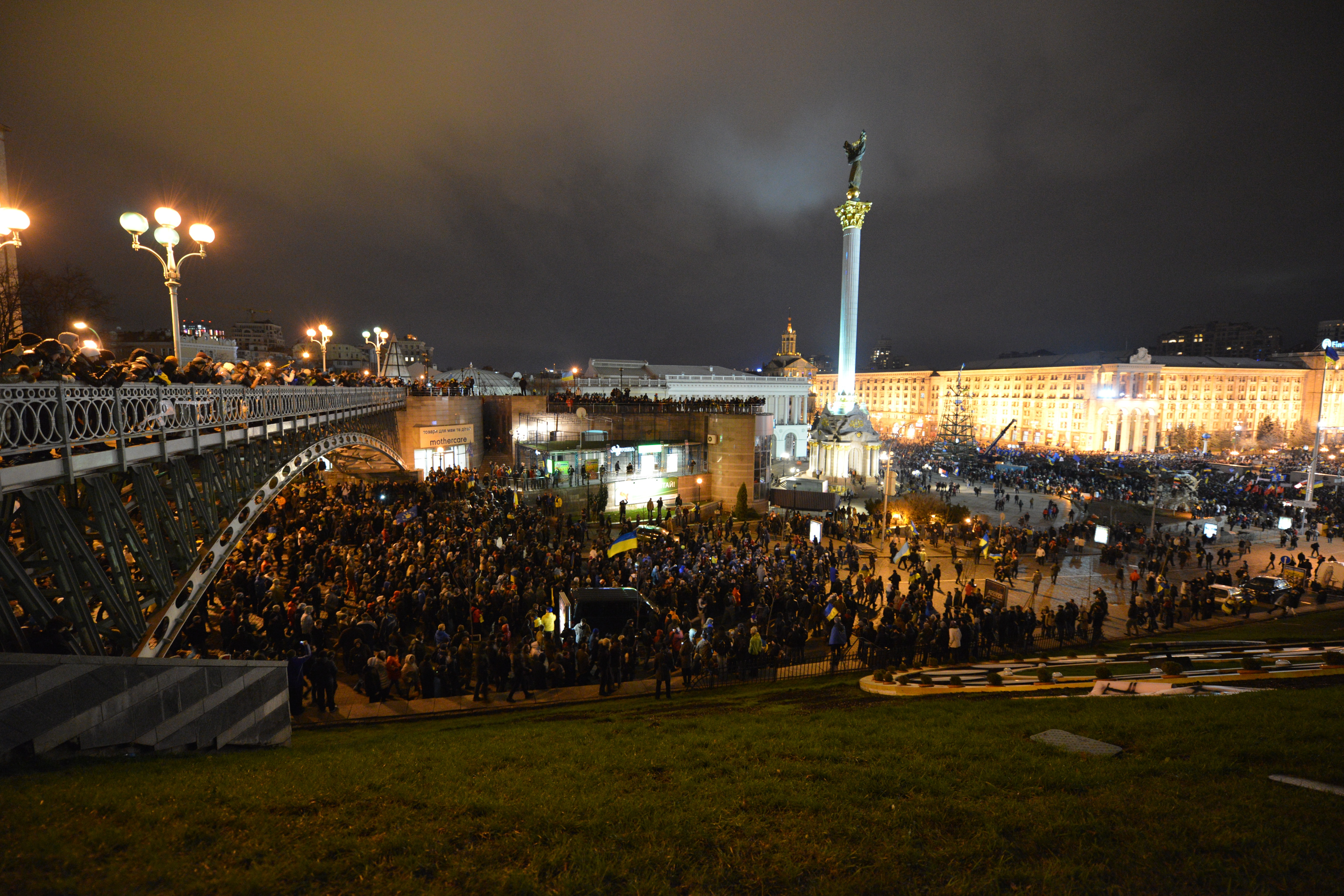
Майдан Незалежності. 1 грудня

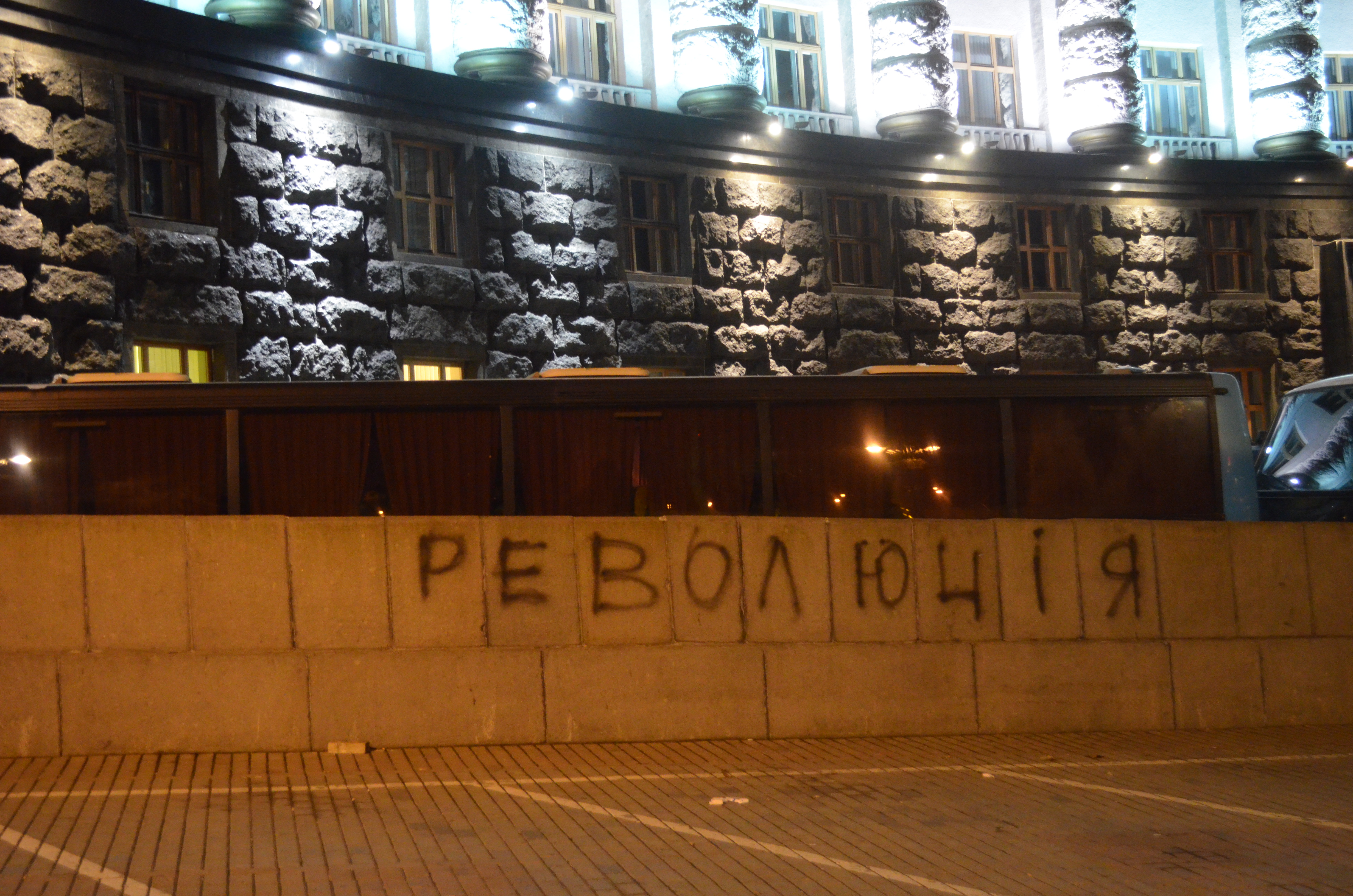
Заклик до революції. Урядова будівля. 1 грудня

Події ночі 30 листопада обурили громадськість. Лідери опозиції на Михайлівському майдані оголосили план подальших дій, а активісти подали заявку на проведення мітингів у центрі Києва. Київська міська державна адміністрація, очолювана членом Партії регіонів О. Поповим, звернулась із позовом до окружного адміністративного суду Києва про заборону проведення акцій протесту на Майдані Незалежності, Європейській площі, вулицях Банкова, Грушевського, Богомольця з 1 грудня 2013 року до 7 січня 2014 року, який був задоволений.
О 12:30 дня люди зібрались на Всеукраїнське віче. Хода розтяглась від парку Шевченка до Майдану Незалежності.
Міліція, яка заблокувала напередодні підступи до Майдану Незалежності, відступила. За даними ВВС, до акції долучилось до півмільйона протестувальників. Заходи відвідали європейські дипломати: віцепрезидент Європарламенту Яцек Протасевич, колишній глава Європарламенту Єжи Бузек та колишній глава польського уряду, лідер партії «Закон і справедливість» Ярослав Качинський.

#### Захоплення приміщення КМДА
Близько 13:00 організована група з 50—60 осіб у масках і касках, з битками та палицями увірвалася до приміщення КМДА, зламавши двері та розбивши вікна. Групу очолювала Тетяна Чорновол, яка закликала захопити будівлю для унеможливлення її підпалу. Міліція не чинила спротив атакувальникам, однак спробу затримати здійснили самі мітингувальники, в результаті чого нападники втекли, а приміщення зайняли мирні мітингувальники. Згодом депутати від «Свободи» заявили: «Ми просто сюди прийшли повернути нашу комунальну власність собі й забезпечити штаб революції».

#### Спроба повалення пам'ятника Леніну

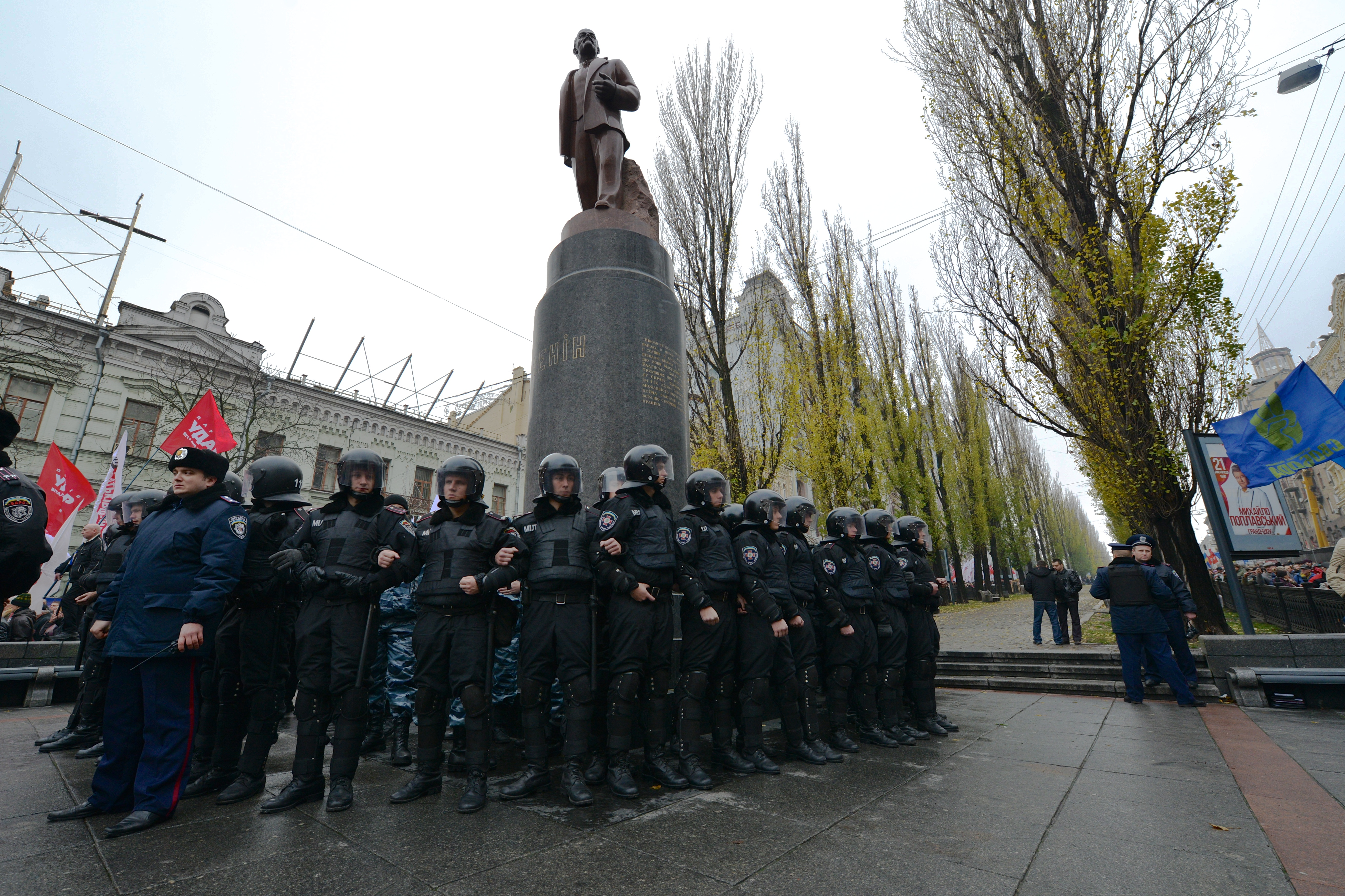
Міліція захищає пам'ятник Леніну

Того ж дня група із 20—30 молодиків спробували завалити пам'ятник Леніну, але були відбиті силовиками. В цей час підійшли до того місця подій депутати Свободи та журналісти телеканалу «Громадське ТБ». В ході інциденту депутати та один із силовиків дістали поранення. Після цього пам'ятник був оточений посиленим загоном «Беркуту»

#### Створення Штабу національного спротиву
Того ж дня опозиційні сили створили Штаб національного спротиву (ШНС) — координаційний центр Євромайдану, що був розташований у Будинку профспілок. Головними вимогами штабу стали відставка Кабміну, а також проведення позачергових виборів президента й уряду. Для реалізації цих цілей проголошений був заклик до загальнонаціонального страйку. Згодом, О. Тягнибок озвучив намір перенести штаб до будинку Адміністрації Президента, який, однак не був втілений.

#### Події біля Адміністрації Президента України
О 12:00 на вул. Банкову у внутрішній двір через ворота арки між будинками № 6 та № 8 на двох білих автобусах завезли «тітушок» у кількості близько 50—60 осіб. Близько 14:20 розпочався штурм біля будівлі Адміністрації Президента — група молодиків закидала працівників міліції брукняком і фаєрами, робились спроби прорвати ланцюг силовиків за допомогою екскаватора, захопленого із включеним двигуном на вулиці Інститутській. Представники опозиції, зокрема Петро Порошенко, закликали людей не піддаватись на провокації й не йти на штурм, але отримали у відповідь образливі вигуки російською мовою..
Приблизно о 16:30 «Беркут» перейшов у наступ За повідомленням Громадського телебачення, під час розгону постраждали кілька журналістів, що висвітлювали події. Затриманих приводили у двір Адміністрації Президента, де над ними чинили знущання та насильство. «Беркут» також увірвався у будинок письменників України, де сховалось кілька учасників, яких жорстоко побили.
Існують докази того, що події біля Адміністрації президента були спланованою провокацією влади, узгодженою з силовими структурами, про що свідчать такі факти:
- Частину невідомих під будівлю АП привів Корчинський, який ще до того часто характеризувався як відомий провокатор, якого колишні соратники по УНСО підозрюють у роботі на спецслужби (ще з часів СРСР).
- Шлях для трактора, який був використаний при штурмі, був заздалегідь очищений, що підтверджується відеозаписом із камер постійної відеотрансляції й він не був затриманий при дорозі до АП.
- Майже 3 години під час цих подій рядом за рядами внутрішніх військ знаходились підрозділи «Беркуту» і вони не робили ніяких спроб відбити трактор у нападників.
- Під час штурму з вікон Адміністрації Президента велася зйомка відео, яке потім передали й тиражували російські ЗМІ. Також проводив зйомку російський блоґер з кабінету, розташованого в сусідній будівлі.
- Після цих подій «націоналісти» відпочивали і робили фото «на згадку» в приміщенні, яке дуже нагадує вестибюль одного зі входів Адміністрації Президента.
- Деякі «націоналісти» під час подій вільно переходили через ряди внутрішніх військ і повертались назад, що зафіксовано на відео.
- Потім учасники нападу дружно, як по команді, залишили територію, і зразу ж почався наступ «Беркуту» з масовим побиттям журналістів.

#### Побиття журналістів
Громадське телебачення повідомляє про 22 випадки побиття українських та іноземних журналістів у Києві силами спецпідрозділів «Беркут» лише за один день. Пізніше інформагентство ЛІГА.Новости склало список побитих журналістів, фотокореспондентів та операторів, до якого включено 40 постраждалих осіб. Не всі звернулися до медичних закладів і не зняли офіційно побоїв, і не задокументували. Журналістів били спецпідрозділи «Беркуту» в сірій камуфляжній формі (хоча захист вулиці Банкової тримали бійці внутрішніх військ, а не «Беркуту»). Журналісти намагалися продовжувати знімати дії «Беркуту», хоча журналісти іноді мали на собі відповідні жовті жилети і вони казали, що вони журналісти, та показували силовикам посвідчення журналіста, їх все одно били кількома ударами кийками та ногами. Ті бійці «Беркуту», що підбігали до лежачих журналістів теж нещадно били до крові по всіх місцях тіла. Ще одним фактом є те, що у всіх журналістів силовики трощили (кийками та ногами) професійне обладнання: фотокамери, спалахи до камер, мобільні телефони, при чому робили це навмисно, організовано та групами. Журналісти стверджують, що вони намагались пояснити, що вони — представники преси, але у відповідь отримували ще більшу агресію.

### Продовження протестів, 2—7 грудня
3 грудня
При голосуванні у Верховній Раді України про відставку уряду Миколи Азарова «За» проголосувало лише 186 народних обранців і відповідно уряд дії якого призвели до народного протесту за рішенням депутатів залишився працювати. За відставку уряду проголосував лише один представник ПР, фракція комуністів була присутня у повному складі, але не взяла участі у голосуванні, оскільки не була згодна з формулюванням підстав відставки в опозиційному проєкті, й мала власний проєкт. Також від народного депутата України Жванії Д. В. до Голови Верховної Ради України надійшла заява з проханням вважати результатом його голосування — «За».
| Фракція | Фракція                     | За  | Проти | Утрималося | Не голосувало | Відсутні |
| ------- | --------------------------- | --- | ----- | ---------- | ------------- | -------- |
|         | Партія регіонів             | 1   | 5     | 12         | 100           | 87       |
|         | ВО «Батьківщина»            | 90  | 0     | 0          | 0             | 0        |
|         | УДАР                        | 42  | 0     | 0          | 0             | 0        |
|         | ВО «Свобода»                | 36  | 0     | 0          | 0             | 0        |
|         | Комуністична партія України | 0   | 0     | 0          | 31            | 0        |
|         | Позафракційні               | 17  | 0     | 0          | 4             | 17       |
| Загалом | Загалом                     | 186 | 5     | 12         | 135           | 104      |

Відповідно до закону, ініціювати відставку уряду Азарова 2013 року вже не можна.
4 грудня
Зранку 4 грудня 2013 року відповідальність за штурм Адміністрації Президента на вул. Банковій взяла на себе Соціал-національна асамблея, зазначаючи, що це була стихійна акція, оскільки вони «прийшли захищати людей, оскільки після розгону Майдану в людей назбиралася ненависть до влади», а також повідомивши, що «КмДА та Будинок Профспілок були зайняті ними». Фактично ж, зайняті ці будівлі ними не були, але частину помешкань таки зайняла пізніше опозиція.
Базувалося це свідчення Азарова на змонтованому й урізаному відеозапису, яке розповсюдила пресслужба МВС України, аби спотворити факти, хоча повна версія відеоматеріалу свідчить про протилежне — наступ силовиків на мирних мітингувальників почався раніше біля колони Незалежності, а не біля пам'ятника засновникам Києва, де розміщувались активісти «Правого сектора» (представники різних націоналістичних організацій), і які дійсно почали чинити справедливий спротив проти насильства і масових знущань.
Ближче до вечора три Президенти України — Леонід Кравчук, Леонід Кучма та Віктор Ющенко висловлюють свою солідарність із мирними громадянськими діями сотень тисяч українців.
5 грудня
Петро Порошенко передав у Генпрокуратуру докази того, що штурм Адміністрації був організованою провокацією, зокрема відеозапис в'їзду у двір Адміністрації Президента автобусів з «тітушками».
На Майдані Незалежності, неподалік від стели, встановили каплицю-намет, зверху височить хрест, а всередині є престол, ікони, свічки; каплиця почала діяти зі старань декана Київського УГКЦ отця Ігоря Онишкевича.
6 грудня
Мітингарі з організації Демократичний Альянс почали лежачий протест під Генпрокуратурою. Протест проводиться на підтримку вимоги звільнити дев'ятьох хлопців, заарештованих Шевченківським районним судом 3 грудня на 60 днів за підозрою в організації масових заворушень у Києві 1 грудня, шляхом зняття з них підозри, на що генпрокурор має право згідно з пунктами 7, 9, 13 та 15 статті 36 Кримінального Кодексу України.
Від 8-ї години ранку активісти з Майдану лежать на всіх входах до ГПУ таким чином, що зайти в будівлю можна було, лише переступивши через них. «Переступили через закон — переступайте через українських громадян», — такий послання Демократичного Альянсу. Протестувальники пропонують працівникам ГПУ підписати петицію про звільнення заарештованих активістів.

### «Марш мільйона», 8 грудня
На заздалегідь оголошений «Марш мільйона», або ж Народне Віче, на Майдані Незалежності в Києві зібралися за різними оцінками від кількадесят до кількасот тисяч людей. Зі сцени виступали політичні, культурні й духовні діячі. Зокрема Ю. Андрухович зачитав «звернення 5/12», адресоване як владі, так і опозиції. Голова політради ВО «Батьківщина» О. Турчинов зі сцени оголосив намір блокувати решту урядових будівель та встановлювати наметові містечка на вулицях урядового кварталу. Опозиція дала Януковичу 48 годин на виконання вимог Майдану, пообіцявши блокувати його резиденцію Межигір'я. По завершенні офіційної частини заходу мітингувальники рушили на вулиці урядового кварталу, де створили та збудували кілька блокпостів та барикад, зокрема на вул. Грушевського, Лютеранській, Круглоуніверситетській та перехресті Шовковичної і Богомольця
Надвечір кілька невідомих активістів під мовчазне спостереження міліції ручним способом із застосуванням тросів повалили пам'ятник Леніну на бульварі Шевченка на Бесарабці в Києві.
Охорона Євромайдану затримала провокатора, який намагався розпочати бійку з представниками міліції. Ним виявився капітан УДО Литвак Іван Олександрович, який мав при собі спецзасоби (рацію та табельну зброю) і підтвердив, що під час затримання він перебував при виконанні службових обов'язків. Озвучити отриманий від свого керівництва наказ він відмовився.
Український журналіст Віталій Седюк у прямому ефірі новин «Росія 24» на Майдані в Києві вимагав передати телеканалу «Росія 24» і Дмитру Кисельову «Оскар» за брехню.

### Продовження протестів, 9—13 грудня
9 грудня

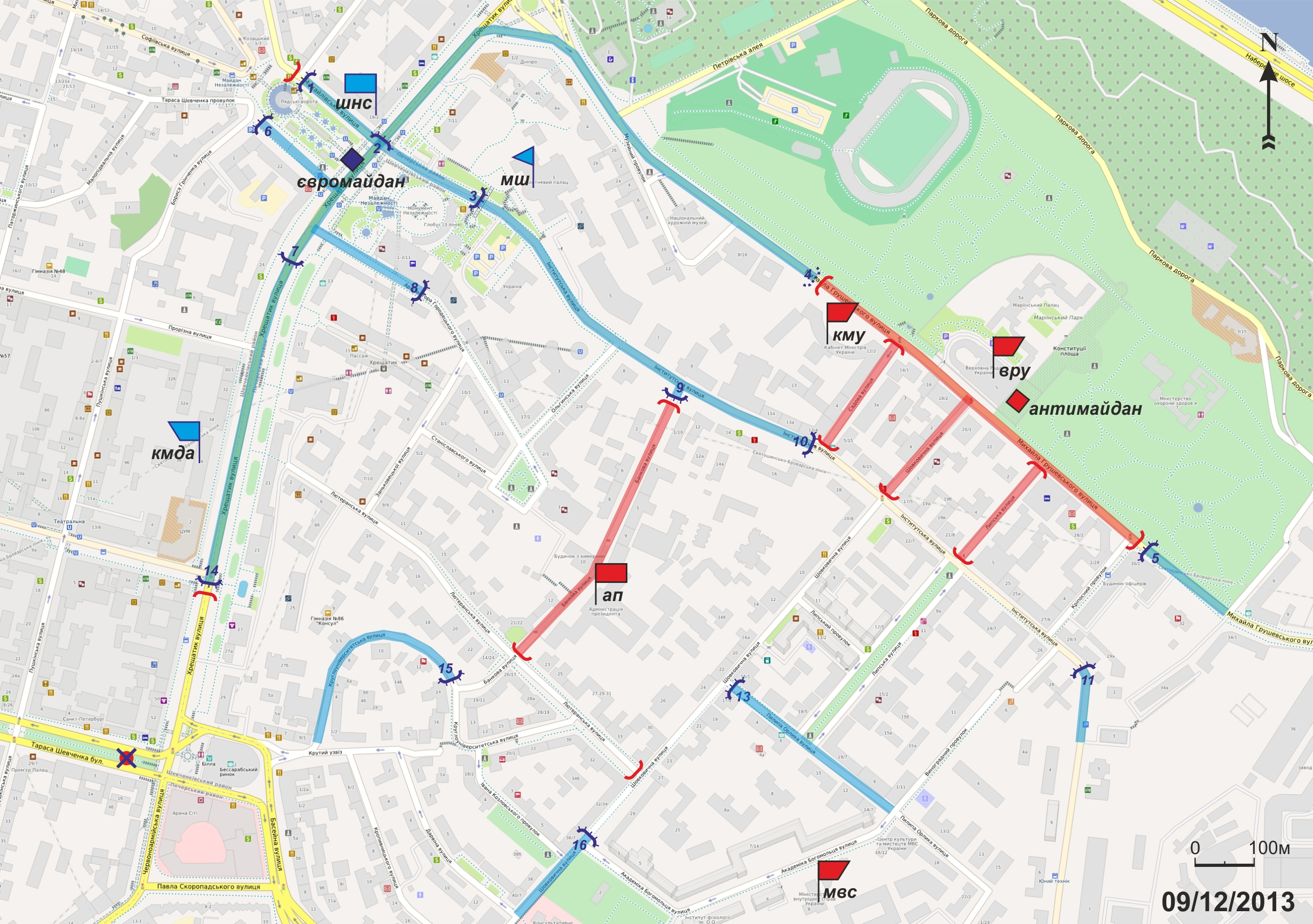
Схема оперативної обстановки в центрі Києва 9 грудня. Синім кольором показані барикади і територія, яку контролюють повстанці, синій пунктир — барикади розібрані беркутом і комунальниками; червоним кольором показано кордони і підрозділи МВС та Беркуту, заблоковані ними вулиці виділені червоним. Прапорці — штаби сил. Закреслена червона точка — руїни пам'ятника Леніну на Бесарабці. Скорочення: шнс — штаб національного спротиву (будинок профспілок), кмда — київська міська держадміністрація, мш — мобілізаційний штаб повстанців у Палаці Свободи (колишній Жовтневий), шзс — штаб загонів самооборони (будинок архітекторів), ап — адміністрація президента, кму — кабінет міністрів України, вру — верховна рада України, мвс — міністерство внутрішніх справ

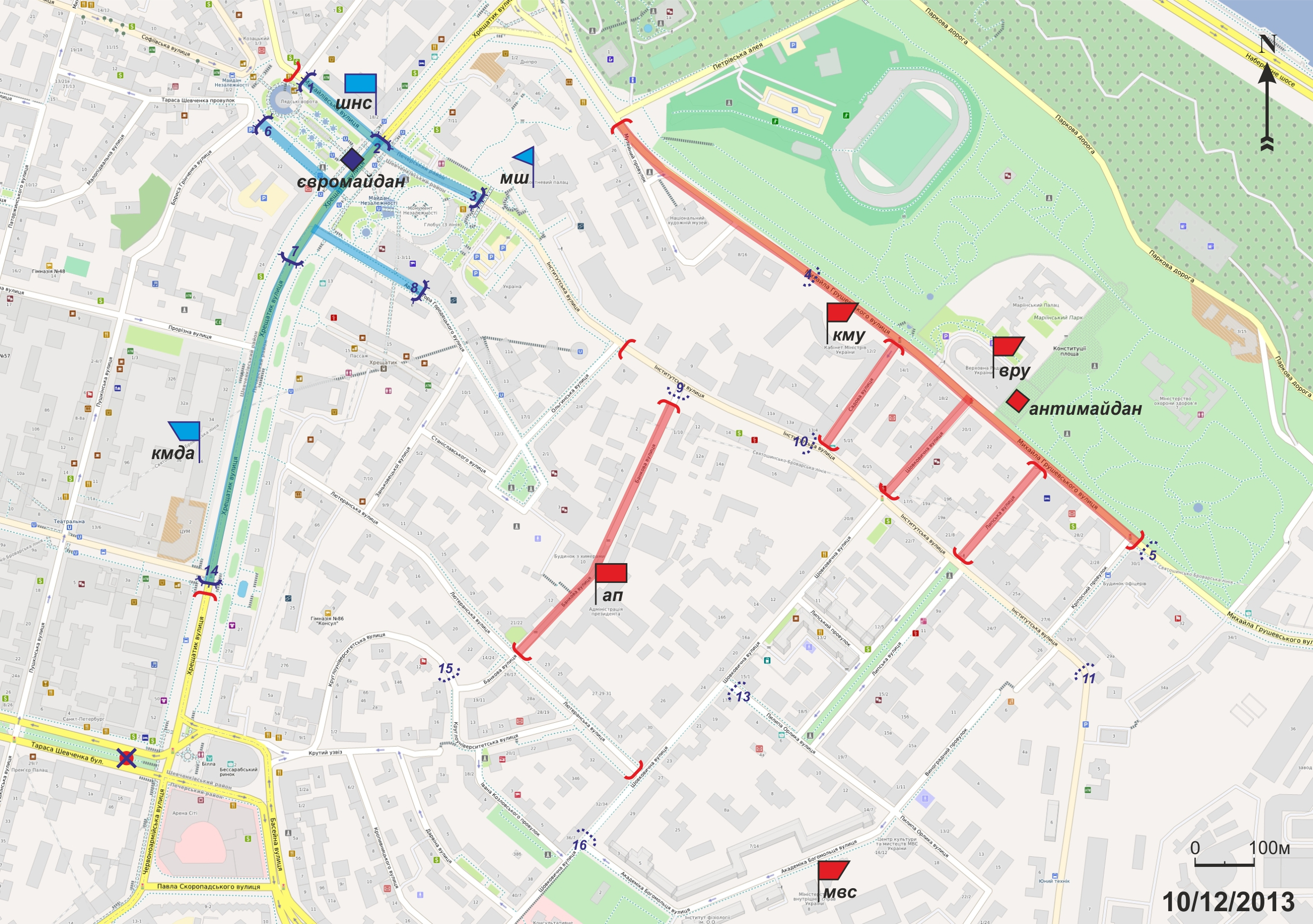
Схема барикад та заблокованих вулиць Києва станом на вечір 10/12/2013

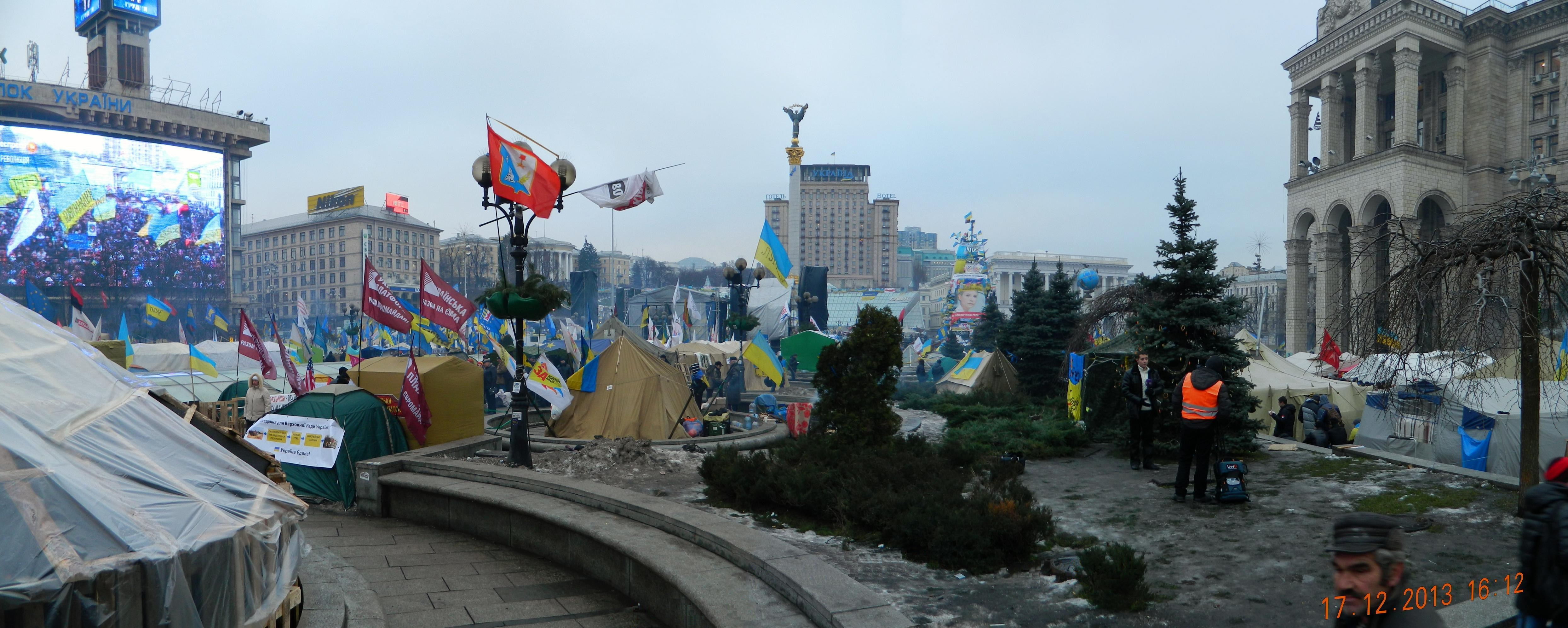
Панорама Майдану. 17 грудня 2013 року

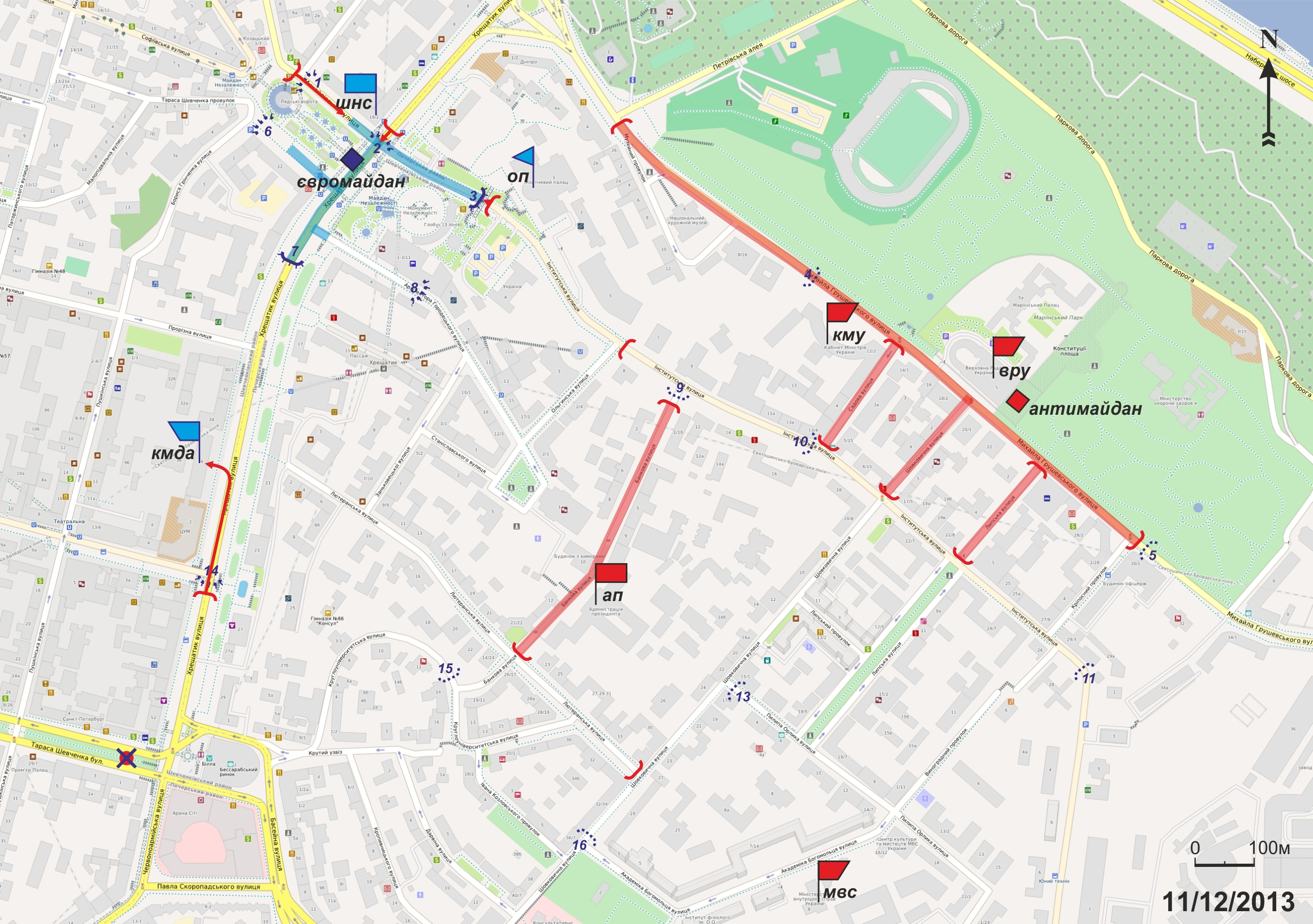
Схема оперативної обстановки в центрі Києва з 1:00 до 9:00 11 грудня.

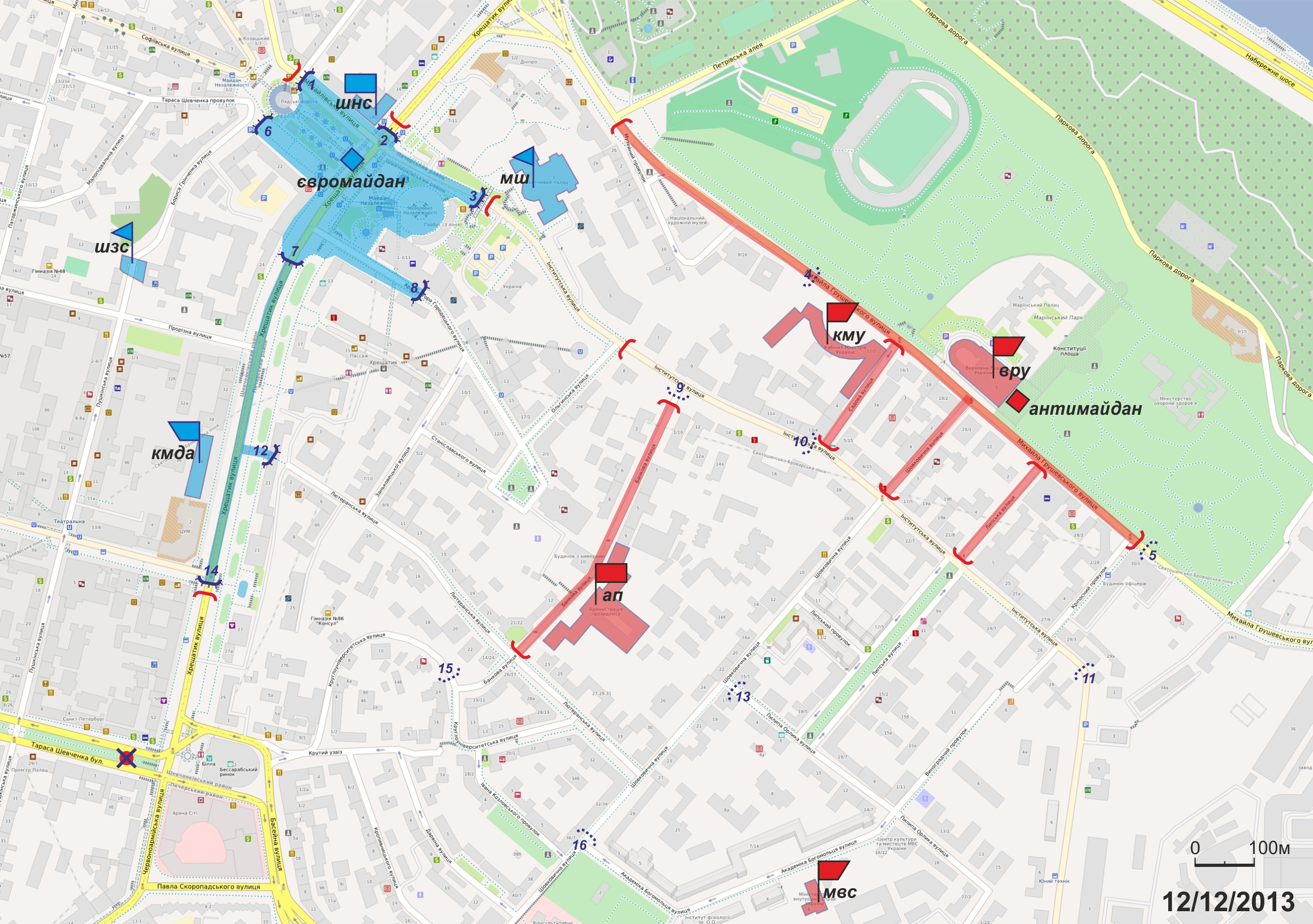
Схема оперативної обстановки в центрі Києва ввечері 12 грудня

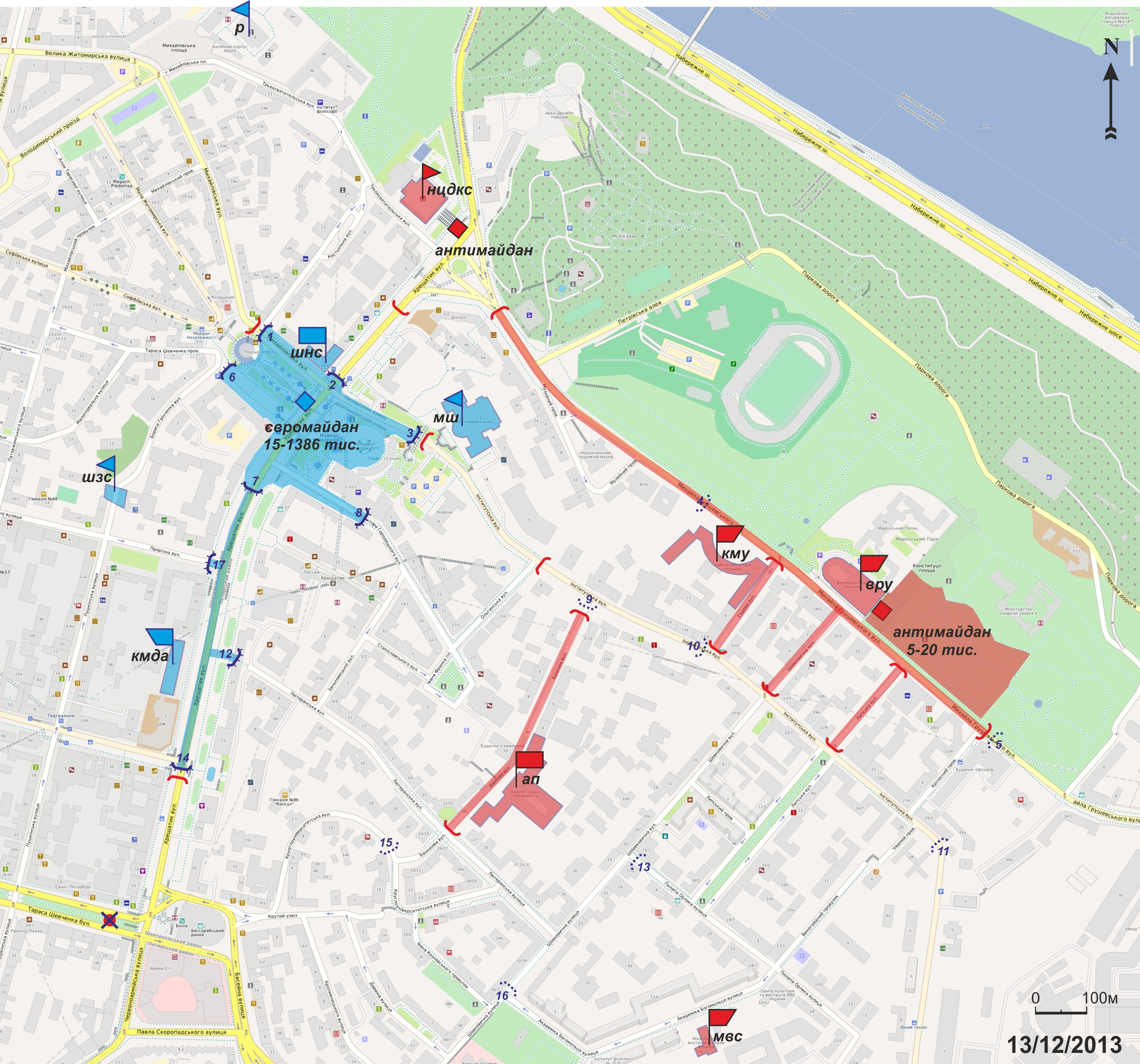
Схема оперативної обстановки в центрі Києва ввечері 13 грудня

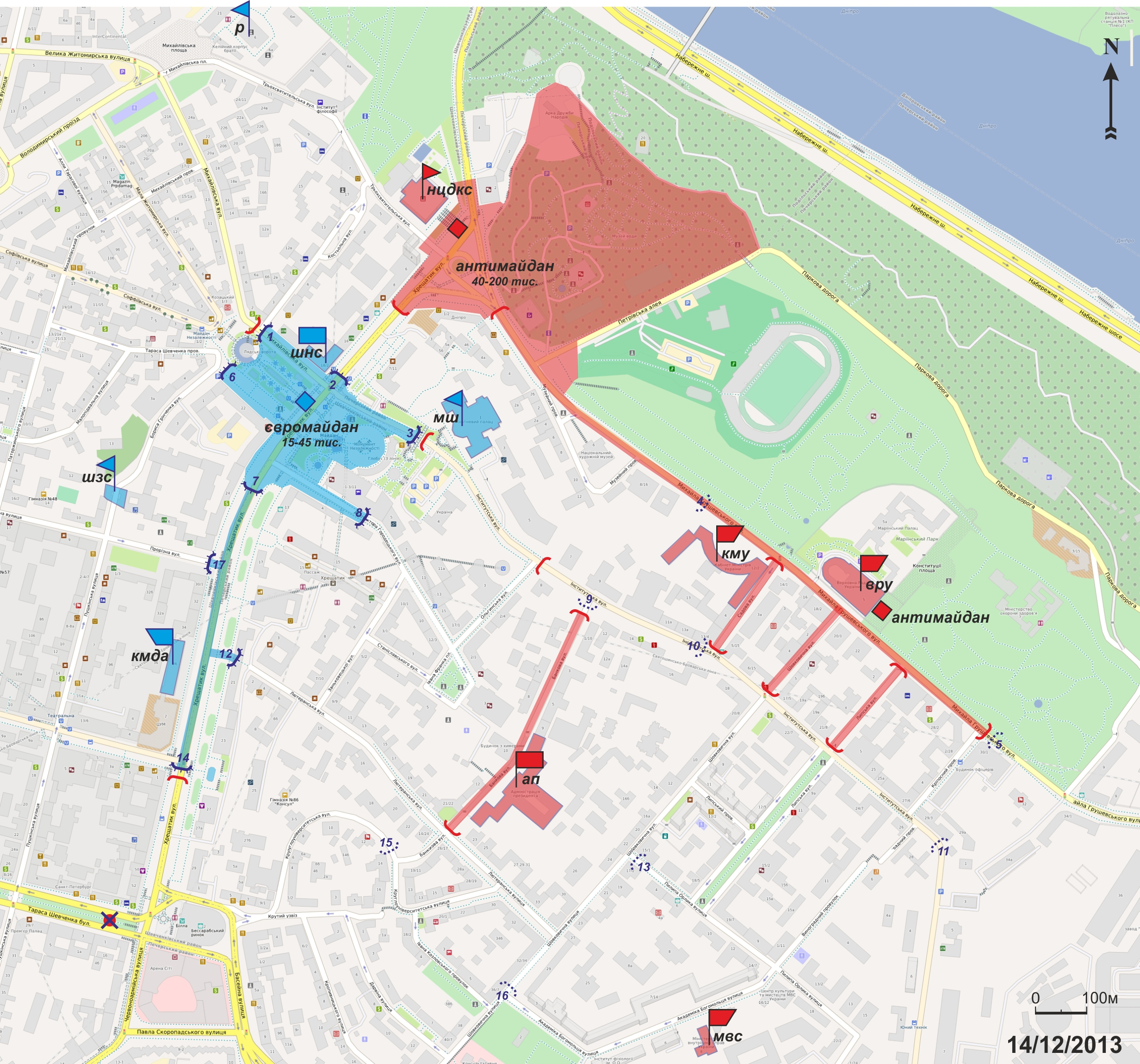
Схема оперативної обстановки в центрі Києва вдень 14 грудня

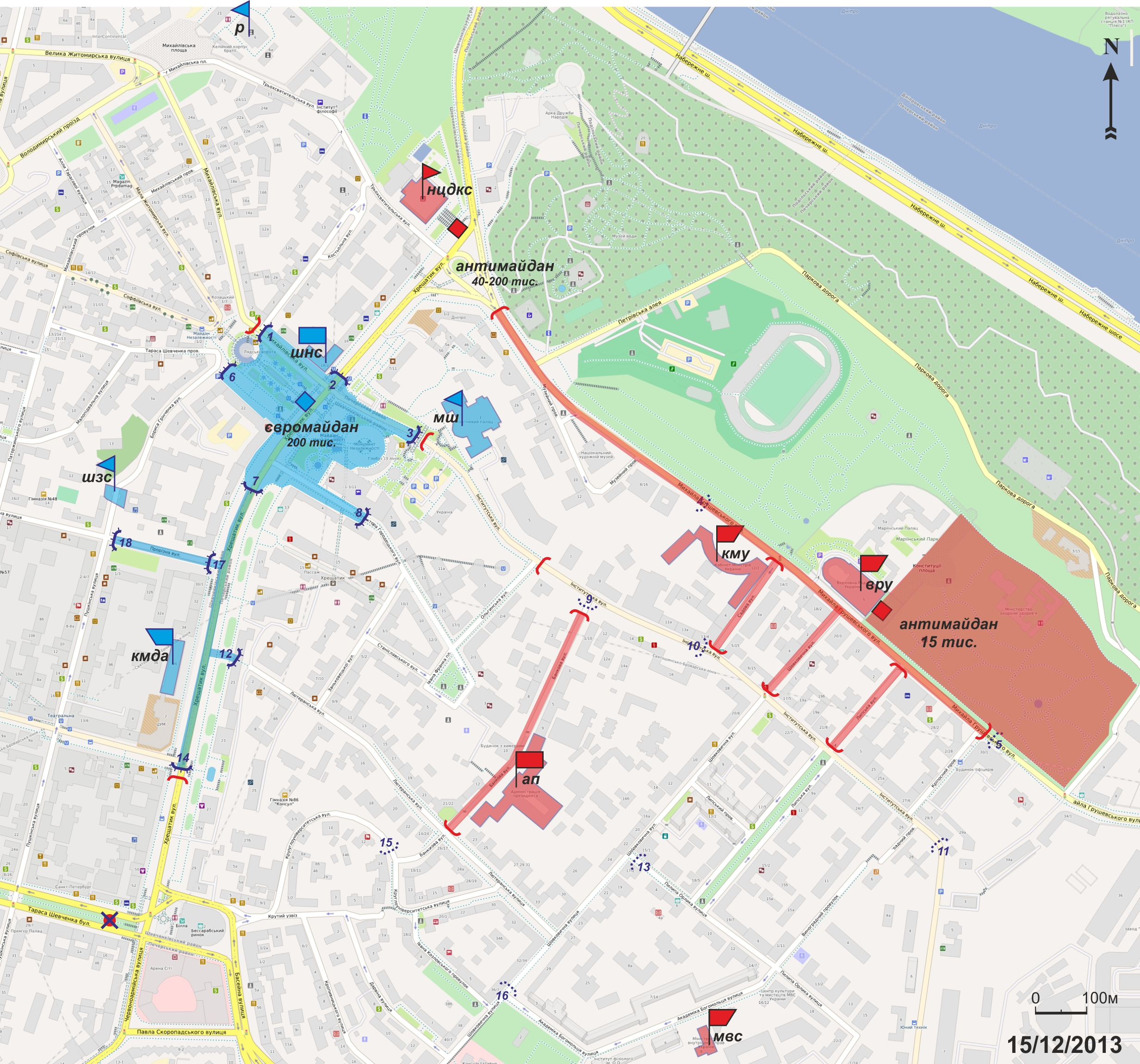
Схема оперативної обстановки в центрі Києва 15 грудня

«Тигр» та внутрішні війська близько 10:00 силою прорвали блокаду військової частини у Василькові, де місцеві мешканці з 4 грудня безперервно блокували автобуси зі спецпризначенцями. Внаслідок прориву блокади влада змогла привезти в центр столиці 18 одиниць військової техніки та автобуси з військовослужбовцями та спецпризначенцями.
Після появи підкріплення близько 11:30 МВС оголосило про закриття станцій метро «Театральна», «Хрещатик» та «Майдан Незалежності», за офіційною версією через мінування. Щойно підземне транспортне сполучення з Майданом закрили, новоприбулі силовики почали перекривати шляхи до Хрещатика та Майдану Незалежності (з боку Михайлівської вулиці). Метро до кінця дня працювало з перебоями, «Хрещатик» і «Майдан Незалежності» відкрили лише близько 19:00 (протягом 7 годин, за офіційною версією, перевіряли на наявність вибухівки), проте вже о 22:00 станція «Хрещатик» була знову закрита (за офіційною версією — через загрозу вибуху). На думку мітингувальників, ці дії насправді були підготовкою до штурму Майдану.
Із настанням темряви близько 16:30 внутрішні війська та спецпризначенці розпочали атаки на блокпости та барикади Євромайдану в урядовому кварталі, першою була розібрана барикада біля будинку уряду.
10 грудня
До 4 години ранку 10 грудня спецпризначенці знищили всі барикади в урядовому кварталі. Зокрема, були знищені барикади на розі вулиці Грушевського і Кріпосного провулка та на вулиці Богомольця, та на вулиці Лютеранській У більшості випадків силовики оточували барикаду, після чого тітушки за ігнорування їх дій силовиками починали трощити табір. У сутичках постраждали близько 10 мітингувальників.
11 грудня
У ніч проти 11 грудня силовики спробували штурмувати Євромайдан. Наступ розпочали о 1 годині ночі з боку вулиць Інститутської та Європейської площі, після 3-ї ночі здійснювалися також спроби штурму КМДА. В цей час дзвони Михайлівського золотоверхого задзвонили тривогу, зі сцени Майдану, оточеної силовиками, звучали заклики до киян прийти на допомогу, зокрема виступали Руслана Лижичко, Юрій Луценко, Віталій Кличко, Святослав Вакарчук. Завдяки трансляції подій через інтернет, тисячі киян вийшли на допомогу протестувальникам, завдяки чому до 9 ранку периметр Євромайдану вдалося стабілізувати, а до 11-ї ранку нападники покинули Хрещатик.
13 грудня
13 грудня Янукович вперше прийшов на «Круглий Стіл» з «трьома лідерами опозиції» (Яценюк, Кличко, Тягнибок), але перемови, за свідченням В. Кличка не принесли результату: «Красиво знову говорили про ті проблеми, які є, про вимоги, які їх вирішити. Але конкретні кроки — звільнення затриманих, покарання винних, відставка уряду — жодного з цих питань не було вирішено».

### «Антимайдан» і «День гідності», 14—15 грудня
На вихідні дні, 14—15 грудня, заплановано проведення масштабного провладного мітингу. Як повідомляє ZN.UA, посилаючись на джерело в РНБО, керівництво країни поставило перед Міністерством оборони та іншими відомствами завдання забезпечити проведення масштабного провладного мітингу на противагу Євромайдану.
У четвер, 12 грудня, в ЗМІ появились повідомлення про підготовку владою масштабних провокацій із людськими жертвами під час проведення провладного мітингу, яка буде використана як привід для силового придушення Євромайдану. За словами блоґера, витік інформації був санкціонований впливовою особою, яка проти такого розвитку подій. Про реальність підготовки такого сценарію подій заявило кілька політиків і політичних експертів, вказувалося також на можливу причетність до підготовки цих подій і російської влади. Віктор Балога оприлюднив три документи СБУ, один із них, датований 10 грудня рівень терористичної загрози характеризує як «потенційну» і продовжує її дію до 31 грудня 2013 р. Ці дані політик розцінив як свідчення того, що в ці вихідні провокації з використанням зброї та вибухівки можуть стати реальністю і що з перших днів влада активно готує «теракт», який розв'яже їй руки для використання ще більшої сили.
Опозиція оголосила про проведення народного віча 15 грудня о 12 годині. За словами Яценюка, «основне питання порядку денного Народного віче, яке ми називаємо День гідності — не дати можливості Віктору Януковичу підписати угоду про вступ України в Митний союз».

### Всеукраїнське об'єднання «Майдан», 22 грудня
Народне віче на Євромайдані у Києві 22 грудня 2013 р. ухвалило резолюцію про створення загальнонаціональної організації Всеукраїнське об'єднання «Майдан» з метою поглиблення, розширення та подальшої координації діяльності Євромайдану. Це позапартійна громадська організація, члени якої брали або братимуть участь у Євромайдані.

### Мирний автопробіг до Межигір'я, 29 грудня
29 грудня 2013 р. організовано акцію протесту, спрямовану персонально до головних представників влади, щоб звернути їхню увагу на вимоги, висунуті Євромайданом та опозицією.
В акції взяла участь велика кількість автомобілістів, велосипедистів та людей без транспортних засобів, яких брали до себе власники автомобілів, щоб разом, організованою колоною дістатись місця призначення та влаштувати мітинг. Учасників було настільки багато, що автоколона розтягнулась на кілька кілометрів.
Серед учасників акції були лідери опозиції — Віталій Кличко, Арсеній Яценюк та Олег Тягнибок, депутати — Олександр Бригинець, Андрій Парубинець, письменники — Юрій Андрухович, Андрій Любка та Сергій Пантюк. Також автоколону супроводжував невеликий автобус з учасниками самооборони з Євромайдану для підтримки безпеки акції.
У Нових Петрівцях дорогу до резиденції президента перекрили два автомобілі ДАІ та КАМАЗ. Але учасникам вдалось прибрати ці автомобілі зі шляху і продовжити рух. За 300 метрів до будинку Віктора Януковича мітингувальників зустріла стіна з автобусів та внутрішніх військ. Проте агресії ні з боку військ, ні з боку мітингувальників не було. Як і планувалось, акція пройшла мирно та без інцидентів.
На акції виступили політики, лідери опозиції, громадські активісти та інші учасники акції.
Пізніше акція вирушила до будинку Віктора Медведчука, а потім Миколи Азарова.

### Ухвалення репресивних законів проти громадянських прав
16 січня 2014 року в Верховній Раді України з порушенням установленої процедури голосування ухвалили 10 законів, спрямованих на звуження конституційних прав і свобод громадян, а саме:
1. обмеження свободи мирних зібрань, гарантованої ст. 39 Конституції (необґрунтоване посилення відповідальності і введення додаткових обмежень);
2. обмеження свободи слова в засобах масової інформації й Інтернеті, створення тим самих умов для цензури в ЗМІ й Інтернеті;
3. реєстрації як «іноземних агентів» організацій, які отримують допомогу від закордонних організацій та громадян, введення податкових механізмів обмеження фінансової допомоги для громадської активності;
4. заборона збору інформації про майновий стан суддів, правоохоронців та членів їх родин (захист від антикорупційних розслідувань журналістами);
5. прийняття законів про екстремізм, який на думку експертів, може бути використаний проти учасників мирних протестів.

В той же день у ЗМІ появились повідомлення, що Президент підписав п'ять прийнятих Радою законів. Також у ЗМІ повідомлялось, що депутати від ПР після голосування обурились, що не знали, за які закони голосували.
Ці закони, на думку експертів, можуть відкрити шлях до масових репресій проти мирних громадян. Опозиція назвала ці події державним переворотом і путчем. Автори закону (представники Партії Регіонів) назвали голосування легітимним, а самі закони — «кодексом правової держави».

### Штурм на Грушевського, 19 січня
19 січня 2014 року, за повідомленням BBC, у Києві на Народному Вічі зібралось кілька десятків тисяч мітингувальників, що висловили своє обурення ухваленням «Законів про диктатуру». Поступово мирна акція переросла в жорстке протистояння з міліцією та внутрішніми військами.
Близько 15 години радикально налаштована група з «Правого сектора» зробили спробу штурму кордону охорони до урядового кварталу. У наслідок сутичок радикали підпалили автобус «Беркута»[джерело?], а самих бійців закидали камінням і петардами. Спецпризначенці застосували спецзасоби і водомет. При цьому, слід відзначити, що чинне законодавство забороняє застосовувати водомет при температурі атмосферного повітря нижче 0 °C, отож його застосували незаконно. Демонстранти Євромайдану спорудили катапульту (требушет), що був з 20 грудня 2013 р. на барикаді.

### Кривавий День Соборності, 22 січня

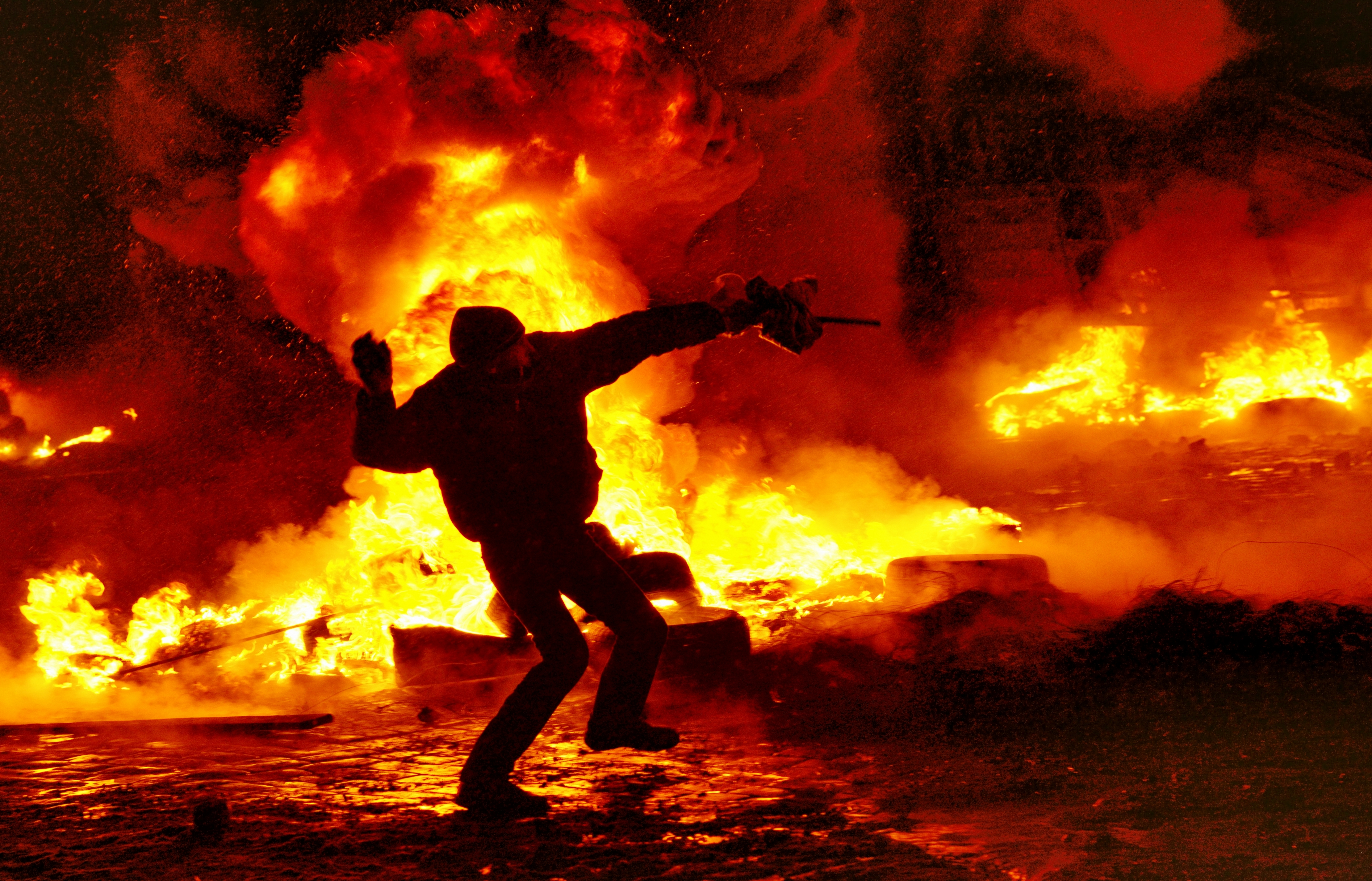
Київ, вул. Грушевського, 22 січня 2014

22 січня 2014 року під час протистоянь на вулиці Грушевського перші загиблі. Були вбиті вогнепальною зброєю Сергій Нігоян, вірмен за походженням, та Михайло Жизневський, білорус. Отримали поранення й померли наступного тижня в лікарнях Роман Сеник та Олександр Бадера.
З'являлася також інформація про загибель активіста, що впав із колонади, пізніше однак, не підтверджена.
Цього ж дня в лісосмузі в Бориспільському районі Київської області знайдено тіло Юрія Вербицького, що був викрадений з Олександрівської лікарні.

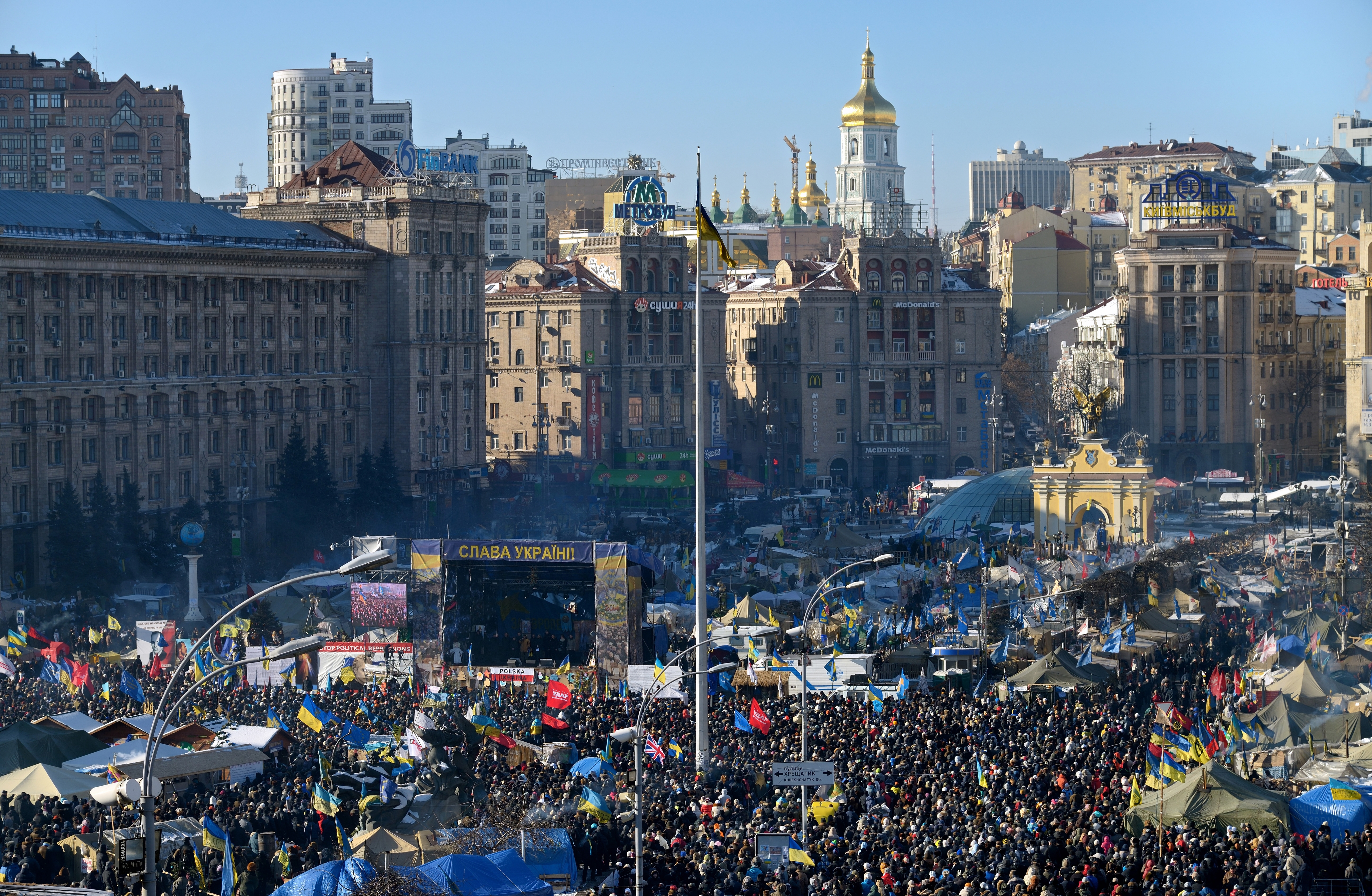
Мітинг 2 лютого 2014 року на Євромайдані

### Переговори влади й опозиції
Під час переговорів із владою в середу, 22 січня, було озвучено пропозицію зібрати найближчим часом засідання Верховної Ради для скасування ухвалених 16 січня законів.

### Захоплення обласних та міських адміністрацій 22—25 січня
З 22 січня по 27 січня було захоплено 10 адміністрацій. Це всі західні ОДА, крім Закарпатської, та Чернігівської з Полтавською. На півдні захоплення не відбулися. Черкаську ОДА міліція відбила і почала зачищення серед населення. Схоплено й ув'язнено близько 56 чоловік. У всіх областях проходять мітинги на підтримку Євромайдану.

### Захоплення адміністративних споруд 25—26 січня
25 січня 2014 активісти координованого Олександром Данилюком руху «Спільна справа» зайняли будівлю Міністерства енергетики та вугільної промисловості на вулиці Хрещатик, а 26 січня 2014 — будівлю Міністерства юстиції на Городецького 13 в Києві.

### Події у Києві 18—20 лютого 2014 року
Фінальним і найбільш драматичним етапом революції стали події у Києві 18—20 лютого, в ході яких загинуло більше сотні протестувальників і кілька тисяч було травмовано.
Вранці 18 лютого протестувальники розпочали ходу до Верховної Ради, де депутати мали розглянути зміни до Конституції України щодо обмеження повноважень Президента. Натомість за вказівкою голови Верховної ради В. Рибака канцелярія ВРУ відмовлялася реєструвати цей документ, що викликало обурення протестувальників і призвело до зіткнень з силовиками. Спроба протестувальників боронити барикади по вулиці Інститутській і Грушевського виявились не ефективними. Протягом 18 лютого в ході зіткнень, силовики захопили всі барикади на вулиці М. Грушевського і Інститутській, відтіснили протестувальників до Майдану Незалежності, де попри штурм силовиків із застосуванням БТР, світло-шумових гранат і помпових рушниць, протестувальники змогли утримати снігову барикаду на Хрещатику (зі сторони Європейської площі). Протестувальники, для захисту барикад від навали силовиків, застосовували биту брущатку і коктейлі «молотова». Скориставшись зупинкою силовиків на вулиці Інститутській, які очікували падіння барикади на Хрещатику, ентузіасти з піддонів і дощок з 16 до 19 години збудували ще одну (останню) барикаду по вулиці Інститутській (в межах Майдану Незалежності), яка витримала навалу силовиків. Критичною була ніч з 18 на 19 лютого. Коли силовикам вдалося захопити барикаду на Хрещатику, підпалити барикаду по вулиці Інститутській, табір протестувальників і Будинок профспілок, єдиним бар'єром між силовиками і протестувальниками, яких витіснили до сцени, розташованої на Майдані по середині між Головпоштою і Будинком профспілок, став вогонь, який протестувальники підтримували усіма підручними засобами, а силовики гасили водометами. При цьому, як тільки силовикам вдавалося погасити «палаючу барикаду» вони намагалися прорватися до протестувальників. Штурм припинився тільки під ранок, коли у силовиків закінчились гранати і набої. Злам ситуації на користь протестувальників відбувся близько 6 ранку 19 лютого, коли на допомогу «оборонцям майдану» крізь блокаду силовиків прорвався автобус «львів'ян». Вони (близько 40 осіб) з палицями і щитами кинулись у наступ на солдатів ВВ (кілька сотень), які цепом стояли через увесь Майдан. Хтось із офіцерів ВВ крикнув: «оні с огнєстрєламі!», чим вчинив паніку серед солдатів. Тікаючи догори по Інститутській, солдати ВВ вторили: «бендери прорвалісь с автоматамі!», вони зім'яли і затоптали «бєркут», що з АК біг їм назустріч, сполохали табір «тітушок» у Маріїнському парку, які навіть не взувшись, покинули його, скотившись разом із «бєркутом» до Паркової алеї і Набережної, де штурмом із бійками брали автобуси, що там стояли.

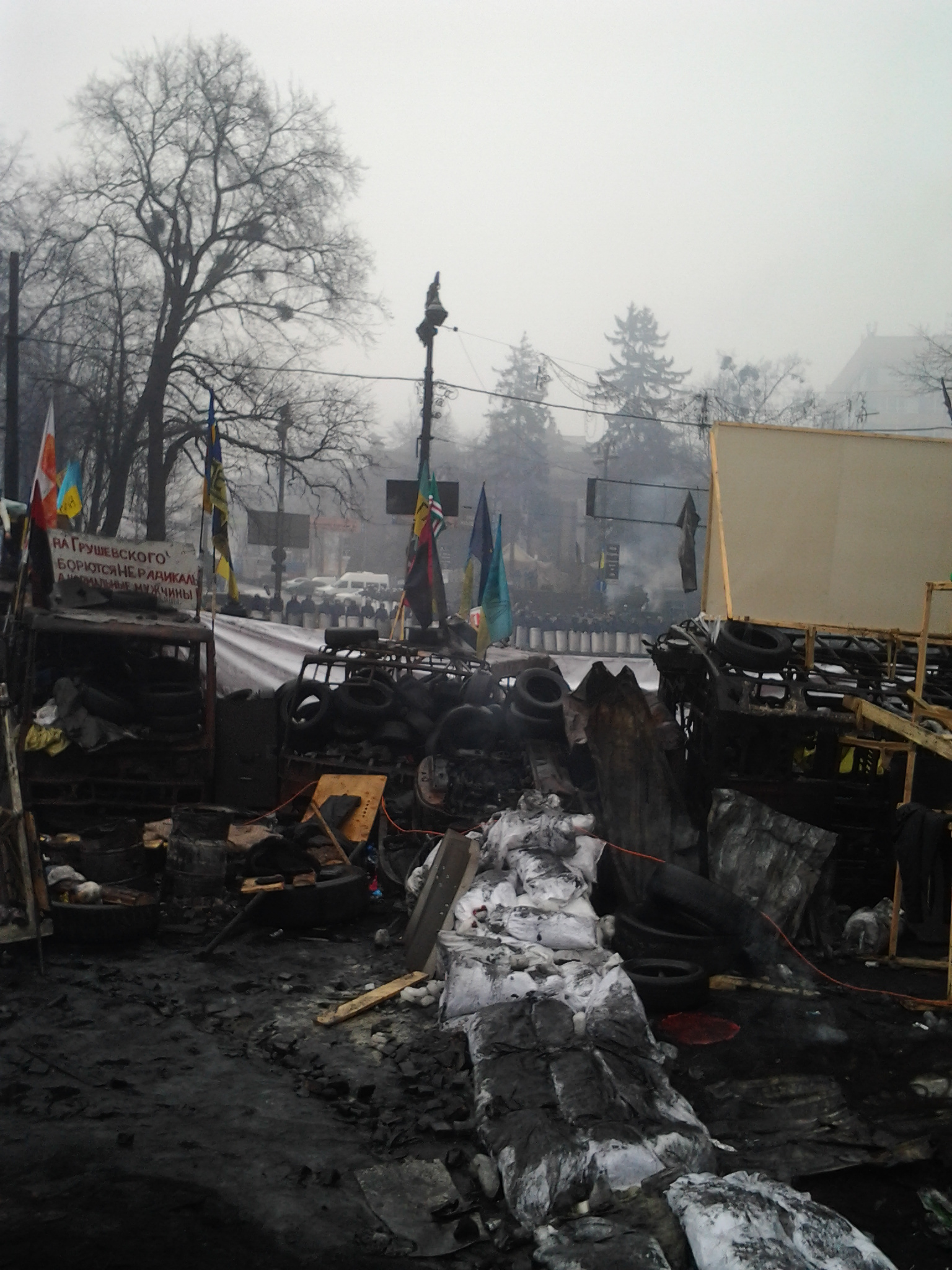
Барикади на вулиці Грушевського. Вдалині видно загони «Беркуту». Зліва є напис: «На Грушевського борються не радикали, а нормальні чоловіки». 10.02.2014

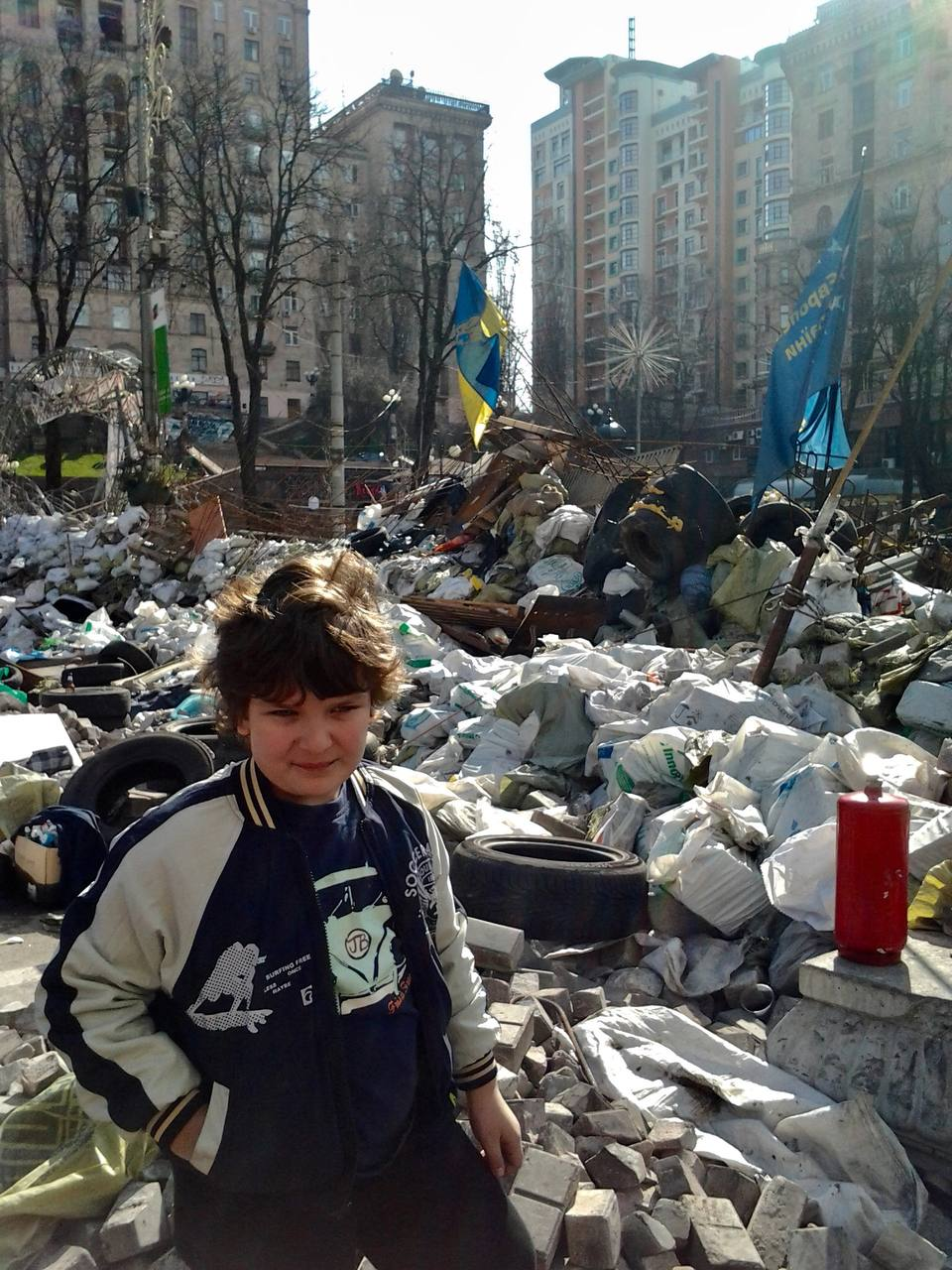
Восьмирічний хлопчик на барикадах у Києві. Березень 2014 року

Протестувальникам вдалося повністю відновити контроль над Майданом Незалежності. Під час цих подій силовиками з вогнепальної зброї було вбито понад 20 осіб.
Упродовж 19 лютого протестувальники втримували позиції на Майдані Незалежності, тоді як силові структури розпочали підготовку до «антитерористичної операції». Переговори лідерів опозиції з Януковичем залишились безрезультатними. Незважаючи на блокування під'їздів до Києва та блокування роботи метрополітену, киянам та громадянам із різних міст України вдалося прийти на підтримку протестувальникам і зосередити на Майдані до 30 тисяч осіб.
Вранці 20 лютого протестувальники перейшли у контрнаступ, і попри значні втрати, змогли зайняти Український Дім, Жовтневий палац та відтіснити силовиків до урядового кварталу. Того ж дня та пізніше в інтернеті з'явились декілька відео, на яких зображено, як силовики стріляють із вогнепальної зброї в неозброєних протестувальників на вулиці Інститутській. Ряд силовиків заявили про перехід на бік протестувальників, про вихід із партії Регіонів заявив голова КМДА Макеєнко. Після 15 години 20 лютого міліцейські підрозділи почали масово отримувати зброю та бойові набої. Загалом було видано 1000 стволів, з них 408 — тітушкам. Через те жертв могло бути значно більше, але не було надано наказу на застосування цієї зброї.
Результати балістичних експертиз підтвердили, що до вбивств майданівців причетний міліцейський підрозділ «Беркут», оскільки, відповідно до результатів цих експертиз, між кулями, витягнутими з тіл майданівців, та зброєю міліцейського підрозділу «Беркут» виявлені збіги: ці кулі були випущені зі зброї міліцейського підрозділу «Беркут».

## Злам подій: перехід влади до протестувальників
Переломним моментом Єврореволюції стало прийняття Верховною Радою 20 лютого о 22:17 постанови «Про засудження застосування насильства, яке призвело до загибелі мирних громадян України». Цей правовий акт визнав, що дії силових структур були незаконними і постановив «Кабінету Міністрів України, Службі безпеки України, Міністерству внутрішніх справ України, Міністерству оборони України та підпорядкованим їм військовим та воєнізованим формуванням негайно припинити та не допускати надалі застосування сили. Заборонити використання будь-яких видів зброї та спеціальних засобів проти учасників акцій протесту». За прийняття цієї постанови проголосувало 236 депутатів, зокрема 35 депутатів від фракції Партії регіонів та 35 позафракційних. Жодного голосу не дала лише фракція Комуністичної партії.
21 лютого 2014 лідери опозиції підписали з Віктором Януковичем угоду щодо врегулювання кризи в Україні. Відповідно до угоди, протягом 48 годин з моменту її підписання мала б відновити дію Конституція України в редакції 2004 року та сформовано новий коаліційний уряд; до вересня 2014 року треба було провести конституційну реформу; до грудня 2014 року — провести позачергові президентські вибори; також треба прийняти нове виборче законодавство та обрати новий склад ЦВК; провести розслідування випадків насильства під наглядом Ради Європи; також влада та опозиція відмовилися від силових дій. Угоду було засвідчено главами МЗС Польщі та Німеччини, представником МЗС Франції, представник від Росії відмовився підписати.
21 лютого 2014 близько 50 офіцерів силових відомств, без розпізнавальних знаків, озброєних автоматичною зброєю вдерлися до кулуарів Верховної Ради, але були видворені за її межі кількома беззбройними депутатами Верховної Ради і їхніми помічниками-консультантами.
21 лютого 2014 Верховна Рада, «за» 386 депутатів, проголосувала Постанову про відновлення легітимного Конституційного ладу (в редакції від 8.12.2004), це означало, що тепер буде сформовано новий Уряд, а Янукович втратив можливість — диктувати склад Уряду.
21 лютого увечері відбувся велелюдний Майдан — вже після виступу лідерів опозиції, на трибуну піднявся один з «сотників Самооборони Майдану» Володимир Парасюк й заявив, що Майдан не буде терпіти Януковича (який винен у розстрілі десятків майданівців) ще рік, до виборів у грудні 2014. Сотник проголосив ультиматум (гаряче підтриманий Майданом), що якщо Янукович не піде у відставку до ранку, то самооборона піде на штурм. У ніч з 21 на 22 лютого Янукович залишив Адміністрацію президента та від'їхав у Харків, де 22 лютого мав відбутися з'їзд сепаратистів. Зранку 22 лютого, за інформацією Арсенія Яценюка, Янукович спочатку був згодний на добровільну відставку, однак після консультацій почав категорично відхрещуватись від цього.
22 лютого о 17 годині 11 хвилин Верховна Рада України 328-ма голосами народних депутатів підтримала Постанову про усунення Віктора Януковича з посади Президента України, аргументуючи таке рішення самоусуненням Януковича від виконання своїх обов'язків, та призначила позачергові вибори Президента України на 25 травня 2014 року.
22 лютого Віктор Янукович записав телезвернення, у якому назвав події 18—20 лютого в Україні державним переворотом, порівнявши їх із приходом нацистів до влади у Німеччині, назвав депутатів, що вийшли з Партії регіонів, «зрадниками» та заперечив легітимність прийнятих Верховною Радою рішень.
23 лютого 2014 року фракція Партії регіонів оприлюднила свою заяву, в якій усю відповідальність за ситуацію в Україні поклала на президента Віктора Януковича та його найближче оточення:
| «Ми, фракція Партії Регіонів у Верховній Раді України і наші однопартійці, рішуче засуджуємо злочинні накази, що призвели до людських жертв, до порожньої скарбниці, величезних боргів, ганьби в очах українського народу і всього світу, в результаті чого наша країна опинилася на краю прірви, загрози розколу і втрати національного суверенітету»[271] |
25 лютого 2014 року Генеральний прокурор України Олег Махніцький повідомив, що Віктора Януковича оголошено у розшук за підозрою у масових вбивствах людей з обтяжливими обставинами відповідно до частини 2 статті 115 Кримінального кодексу. Від 22 лютого місце перебування Януковича лишається невідомим: з'являлися повідомлення, що Президент знаходився у Харкові, Донецьку або Криму.
27 лютого з'явилась інформація, що Янукович перебуває на території Росії, куди дістався морем разом зі своїм сином Віктором. Російські ЗМІ оприлюднили звернення Януковича до українського народу, у якому знову зазначив, що є легітимним Президентом України, назвав рішення Верховної Ради незаконними та попросив владу Росії забезпечити йому особисту безпеку. Влада Росії повідомила, що прохання про забезпечення особистої безпеки «було задоволено на території РФ». Колишній радник Януковича Ганна Герман назвала публікацію такої заяви фейком.

## Євромайдан у регіонах України

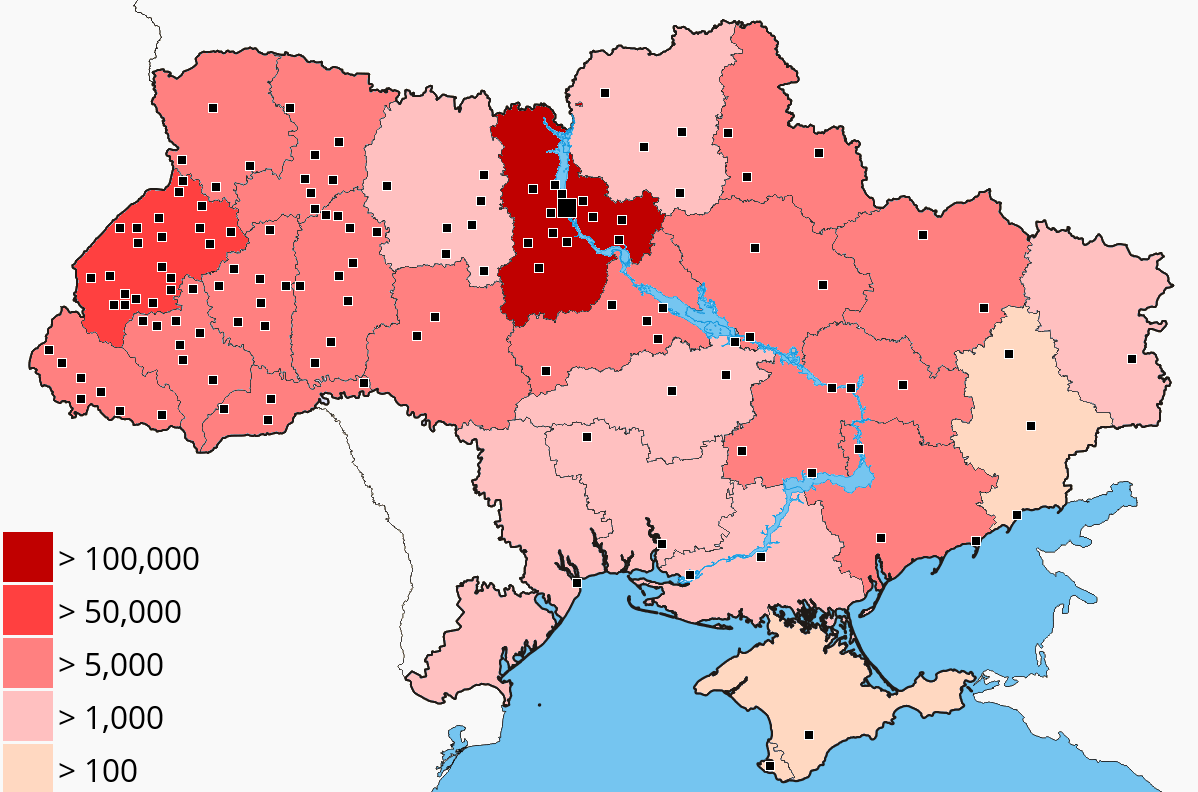
Протести в областях України (2014)

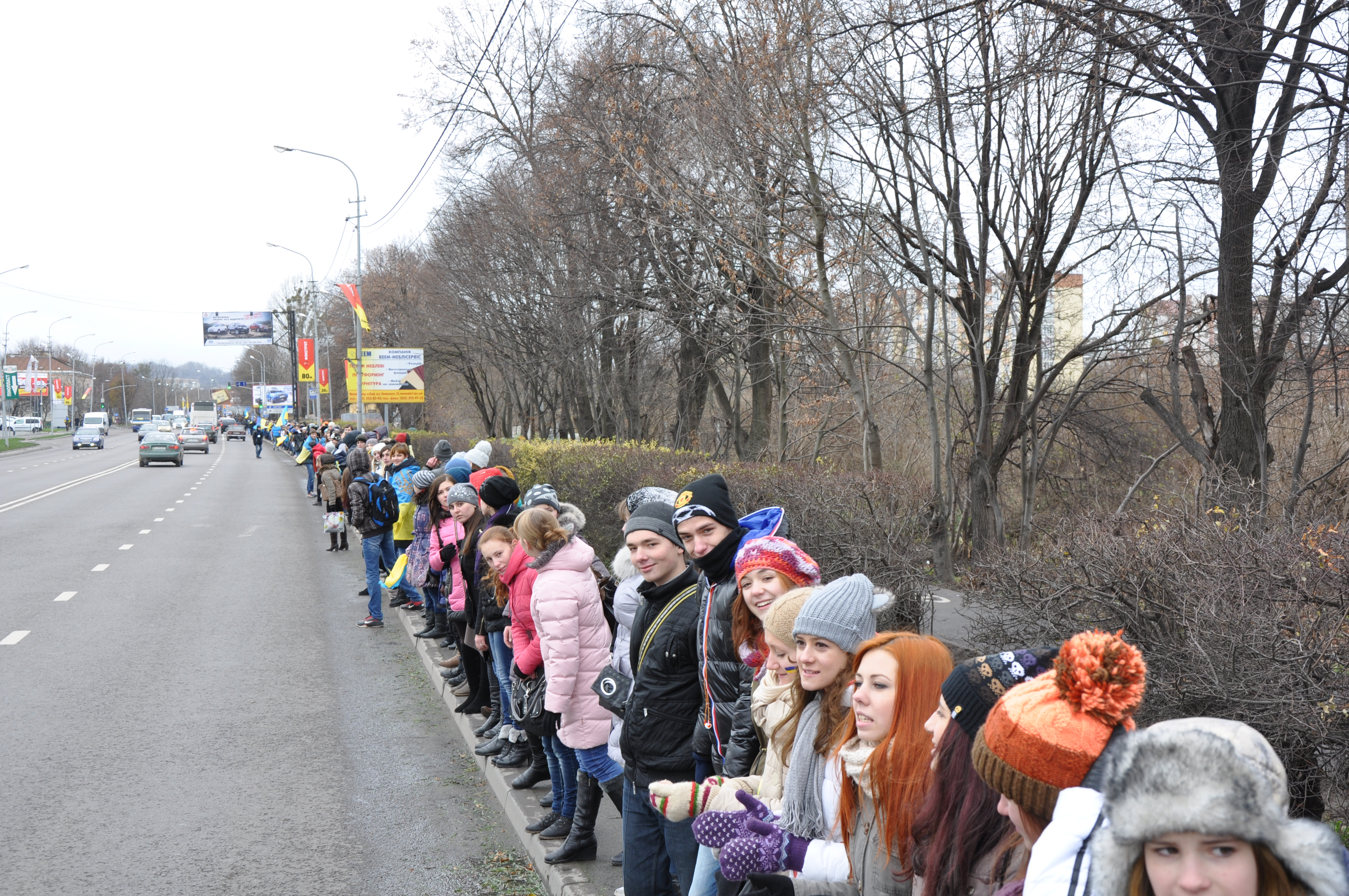
Живий ланцюг у Львові

## Акції у світі
23—25 листопада у 20 країнах світу відбулися акції солідарності з українцями, які виступають проти рішення влади України призупинити процес підготовки до асоціації з Євросоюзом.
Наймасовішими євромайдани були у містах Канади, США, Німеччини, Польщі, Великої Британії, Італії та Франції. Менші акції відбулися в Австрії (Відень), Австралії (Мельбурн), Бельгії (Брюссель), Грузії (Тбілісі), Естонії (Таллінн) Ізраїлі (Тель-Авів), Ірландії (Дублін), Іспанії (Барселона), Литві (Вільнюс), Норвегії (Берґен, Осло), Португалії (Лісабон), Угорщині (Будапешт), Фінляндії (Турку), Тунісі (Туніс), Чехії (Брно, Прага), Швеції (Мальме, Стокгольм) Швейцарії (Базель, Женева) та інших країнах.
Акції відбувалися за участі українського студентства, діаспори, а також громадян, які підтримують прагнення України підписати асоціацію з ЄС.

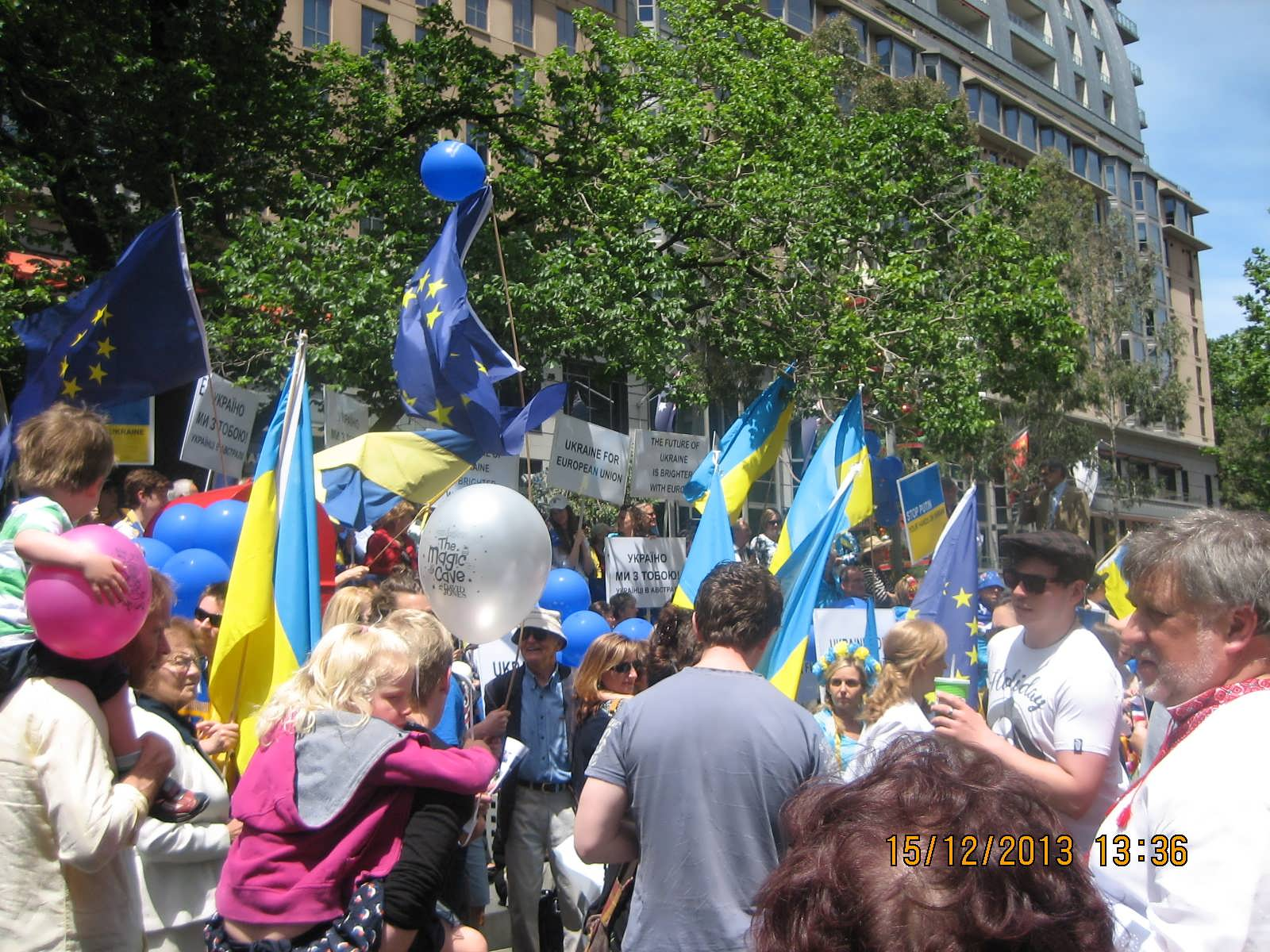
Мітинг на підтримку Євромайдану у Мельбурні

### Білорусь
Білоруська опозиційна «Об'єднана громадянська партія» (біл. Аб'яднаная грамадзянская партыя) висловила свою солідарність з учасниками Євромайдану. Окрім того, білоруські політики висловили сподівання, що «українські еліти знайдуть компроміс і рішення, які відкриють двері до Європи для всіх прихильників змін на пострадянському просторі». 3 грудня у посольство України у Мінську було передано звернення білоруського руху «Разам» до Євромайдану, у якому білоруси засудили дії правоохоронців.
|  | Ми вимагаємо негайного звільнення всіх затриманих і покарання винних, бо побиття мирних людей - це злочин. Завдяки телебаченню звірства силових структур побачив весь світ. Ми солідарні з постраждалими під час розгону мирної акції та їх сім'ями. Ми закликаємо білоруську та міжнародні організації висловити солідарність з братським українським народом. Відзначаємо, що криваві події в Києві були б неможливі без того тиску на Україну, який провадило керівництво Російської Федерації, а зокрема, Володимир Путін протягом останнього часу. Те, що не вдалося зробити Путіну під час Помаранчевої революції, сталося тієї ночі. На Майдані пролилася кров українців. Ми звертаємося до міжнародного співтовариства з вимогою дати оцінку діям Кремля на пострадянському просторі та вжити відповідних заходів з нейтралізації злочинної імперської російської політики. |

### Велика Британія
- У Лондоні 23 та 24 листопада пройшли акції солідарності з українським народом. На знак підтримки Євромайдану українці, які проживають у столиці Англії, вийшли до пам'ятника київському князю Володимиру Великому. У мітингу за європейську інтеграцію України взяли участь більше ста українців Великої Британії. Учасники мітингу тримали в руках прапори України та Європи і гасла: «Лондон підтримує Євромайдан!», «Україна і Європа — разом назавжди!», «UKRAINE GO TO WEST»[284].
- 7 грудня прихильники євроінтеграції України в Лондоні пікетували апартаменти, які належать українському мільярдеру Рінату Ахметову. Вони тримали плакати із закликом засудити насильство в Україні і підтримати український народ, а не «кривавого Януковича»[285].

### Німеччина

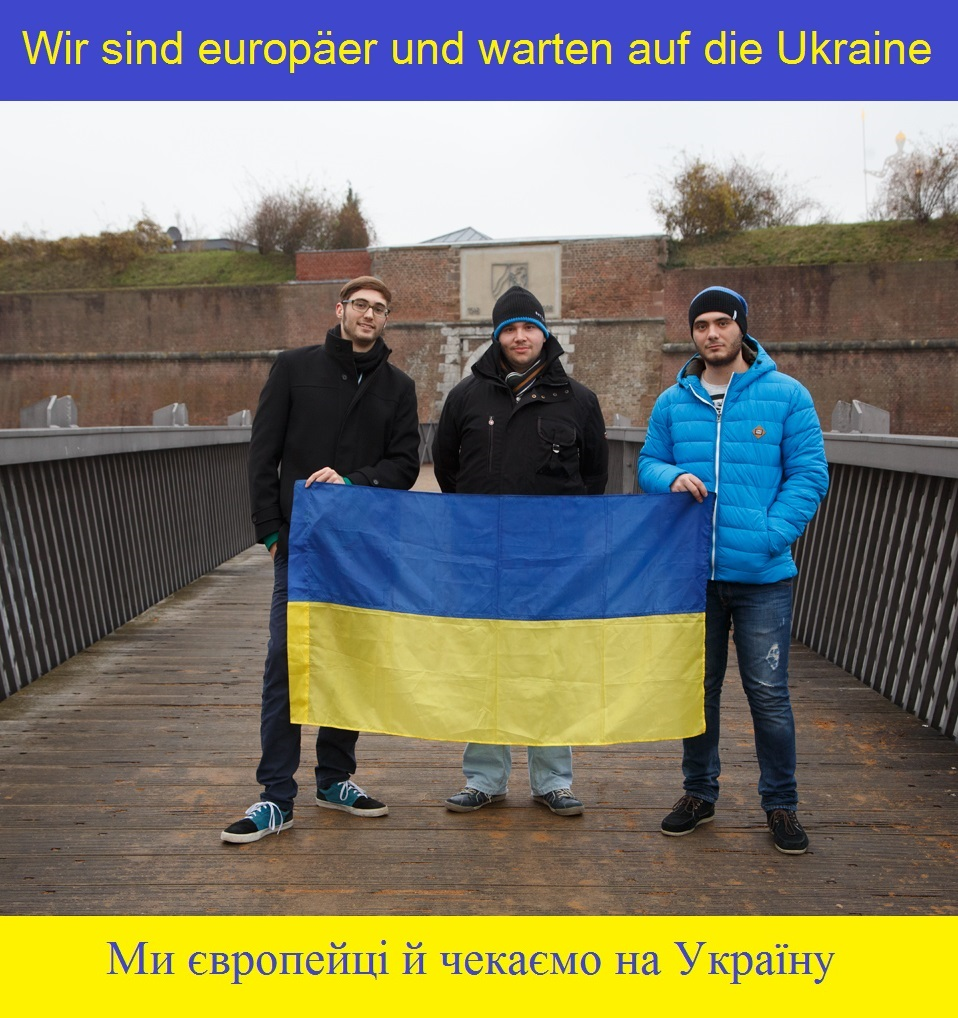

24 листопада відбулась мирна демонстрація біля Бранденбурзьких воріт, в Берліні, щодо підтримки курсу євроінтеграції України. На цей євромайдан приїхали українці з багатьох міст Німеччини — з Лейпцига, Штутгарта, Гамбурга, Дрездена.
24 листопада відбувся також Євромайдан біля Центрального Європейського Банку в Франкфурті-на-Майні. Цю зустріч організувало Українське Товариство у Франкфурті-на-Майні.
24 листопада небайдужі мешканці містечка Юліх (Північний Рейн — Вестфалія, Німеччина) розпочали акцію підтримки українських Євромайданів під назвою «Я європеєць й чекаю на Україну» (нім. Ich bin europäer und warte auf die Ukraine). Місцева світлярка українського походження Ірина Шумахер закликала всіх небайдужих сфотографуватися з українським прапором, аби таким чином висловити своє позитивне ставлення до України. Світлини поширюються соцмережами.

### Польща

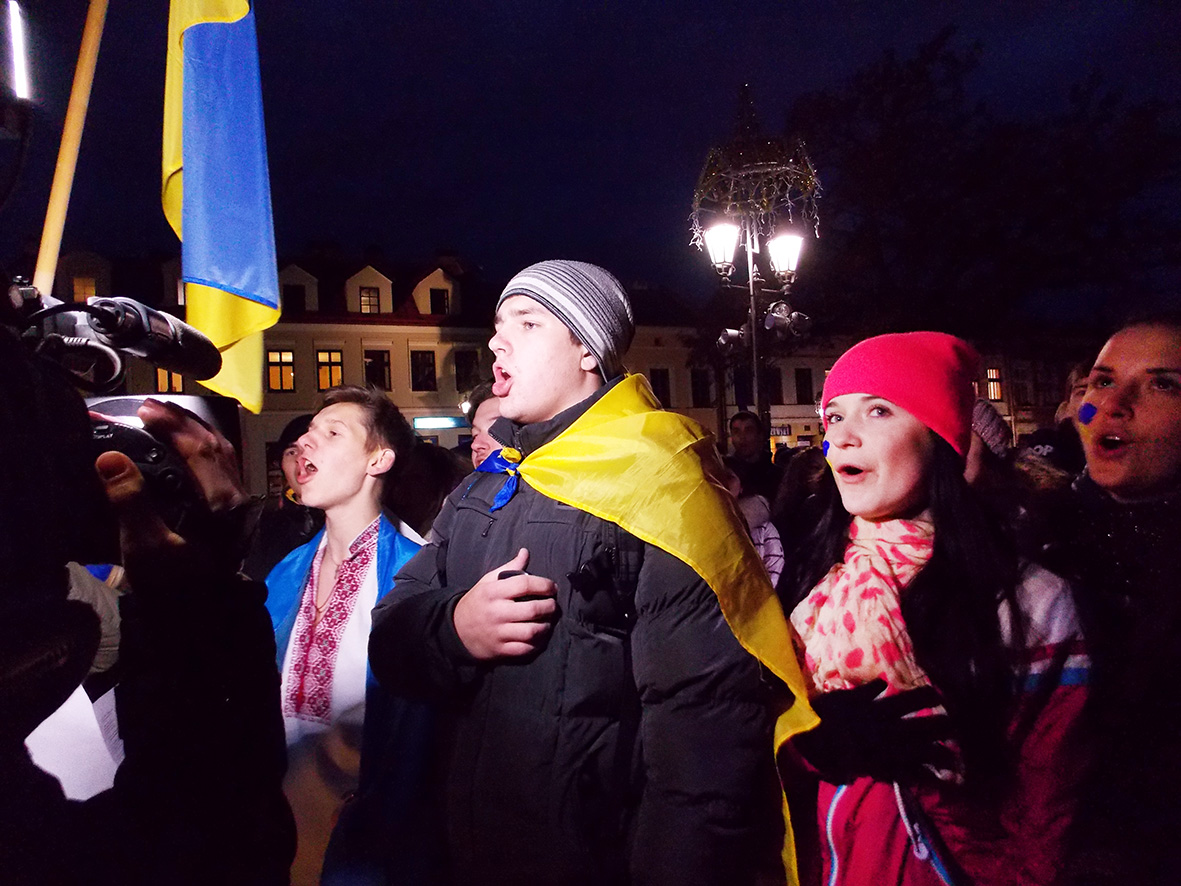
Українські студенти, що вчаться за кордоном, на Євромайдані в Ряшеві (Польща), 26 листопада 2013

Євромайдани зібралися у Варшаві, Кракові, Вроцлаві, Ґданську, Ряшеві, Любліні та інших містах.
26 листопада до акції протесту долучились українські студенти, що навчаються у польських вишах. Демонстрації пройшли у Варшаві, Кракові, Вроцлаві, Любліні. У Ряшеві на Євромайдані зібралось близько 400 осіб.

### Росія: Мітинг солідарності пройшов уМосквінаКрасній Площі
2 грудня в Москві біля посольства України були затримані 11 людей, що проводили акцію у підтримку Євромайдану. Активісти тримали в руках плакат із написом: «Україно, ми з тобою!». Серед затриманих був також російський опозиціонер, Борис Нємцов, що виступав також за євроінтеграцію Росії. Під час інтерв'ю політик також зазначив, що співчуває українським демонстрантам, але не зможе приїхати до Києва, через прийняття регіонального бюджету Ярославської області, де він є депутатом.. (Відео:).
7 грудня біля посольства України в Москві пройшла акція на підтримку Євромайдану. В акції взяло участь близько 30 осіб.
Влада Москви погодила з прихильниками української опозиції акцію на підтримку Євромайдану на 50 учасників, яка повинна була відбутися 7 грудня на Дівочому полі за Садовим кільцем..
23 січня 2014 року біля посольства України в Москві на акцію солідарності з Україною зібралися мітингувальники. Вони тримали в руках плакати і свічки на знак жалоби за загиблим активістами Євромайдану, співали Гімн України, скандували рос. «Майдан, поджигай, Бандюкович, убегай» та розтягнули полотно з написом рос. «Украина, мы с тобой».
23 лютого в Петербурзі пройшла акція підтримки подій у Києві. За словами активістів, це була акція волі. «Ми запалили покришки і все це супроводжувалося звуком, характерним для Майдану — дзвоном заліза». Поліцейським вдалося затримати трьох учасників акції У центрі Петербурга підпалили барикаду з шин.

### Сполучені Штати Америки
- У Нью-Йорку велелюдна акція зібрала небайдужих українців під стінами постійного представництва України при Організації Об'єднаних Націй.
- У Чикаго відбувся один із наймасштабніших Євромайданів у діаспорі. Декілька сотень українців зібрались, щоб продемонструвати мешканцям Чикаго, американській владі і чиказькій пресі своє занепокоєння зупинкою євроінтеграції України. У протесті взяли участь представники багатьох хвиль еміграції, було багато молоді.[296]
- Українська громада США надіслала листи усім 100 американським сенаторам із проханням запровадити санкції проти президента Віктора Януковича і членів Кабінету міністрів. Про це повідомляється на сторінці програми «ЧАС Time» телекомпанії «Голос Америки» у Facebook[297]. На цей час (17:01, 6 грудня 2013 року) відповідну петицію підписало понад 135 000 осіб[298].
- 15 лютого 2014 віче українців на підтримку Євромайдану відбулося у Вірджинії, в центрі міста Норфолк.[299]

### Франція

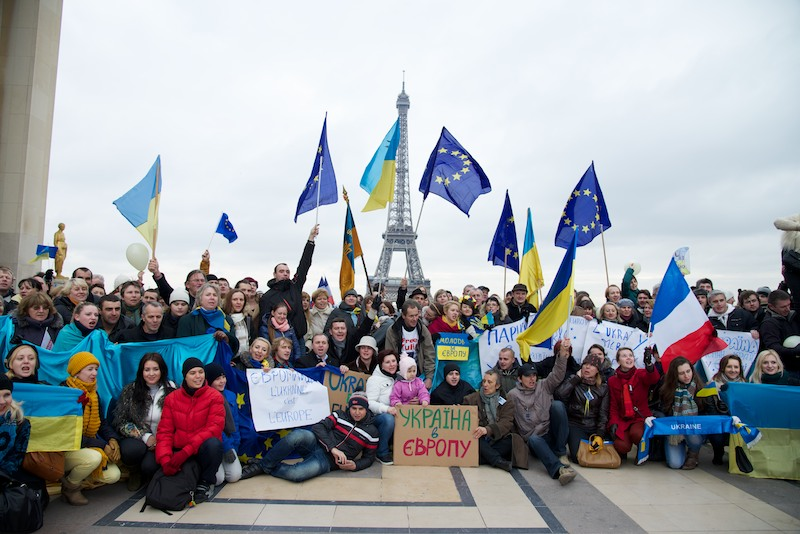
Євромайдан у Парижі, 24 листопада 2013

Очолив волонтерський рух і координував у Франції акції на підтримку України Василь Сліпак. 24 листопада в Парижі на площі Прав людини (Трокадеро) навпроти Ейфелевої вежі відбулася акція на підтримку Євромайдану в Україні. На заклик Репрезентативного комітету української громади Франції з Парижа та інших міст Франції близько 300 осіб вийшли на мітинг під прапорами України та ЄС.. Постійно відправляв на Майдан передачі з гуманітарною допомогою, збирав гроші, влаштовував благодійні концерти.
Співак організував проведення регулярних публічних лекцій для представників засобів масової інформації, освіти та політики, що допомагало правдиво висвітлювати події в Україні.
12 січня 2014 року у Парижі провів мітинг солідарності на підтримку Євромайдану.
Брав участь в акції на підтримку російського телеканалу «Дождь» 9 лютого 2014 р. у Парижі.
Організував і провів 16 лютого 2014 року Артмайдан-маніфестацію, котра супроводжувалася виступами музикантів, співаків, художників, акторів, що підтримували українських протестувальників.
Був серед активістів, які 19 лютого 2014 року біля українського посольства організували акцію вшанування пам'яті людей, розстріляних 18 лютого 2014 року на вул. Інститутській.
5 березня 2014 року провів у Парижі чергову людну маніфестацію проти агресії Росії. За ініціативи активістів Об'єднання Євромайдан Париж, українці пікетували Міністерство закордонних справ Франції із закликами до дипломатів, спонукати світову спільноту, задіяти всі можливі дипломатичні, економічні, інформаційні та інші засоби для припинення загарбницького втручання Росії у внутрішні справи України.
5 червня 2014 року неподалік будівлі Національної асамблеї Франції українські, сирійські й російські активісти провели акцію протесту проти візиту Путіна до Парижа. Організаторами з української сторони були учасники Паризького «Євромайдану», котрий став уже 41-м у французькій столиці. Вів мітинг Василь Сліпак.
27 червня 2014 року взяв участь у благодійному концерті, що відбувся в Культурно-інформаційному центрі Посольства України у Франції. Виконав «Щаслива будь» на муз. В. Барвінського, сл. Б. Лепкого.
З нагоди Дня Незалежності України 24 серпня 2014 року організував і провів у Парижі акцію «Смайли для України» — фотосесію учасників в українському національному одязі.
4 вересня 2014 року у Парижі, на площі Трокадеро, біля Палацу Шайо, брав участь в акції протесту проти продажу «Містралів» Росії.
Був серед активістів ініціативи «Євромайдан Бордо» («Collectif Euromaidan Bordeaux»), які, створивши відповідну петицію, у грудні 2015 р. домоглися скасування показу російського фільму «Крым. Путь на Родину», що розповідає про анексію півострова.

## Репресії та перешкоджання протестам

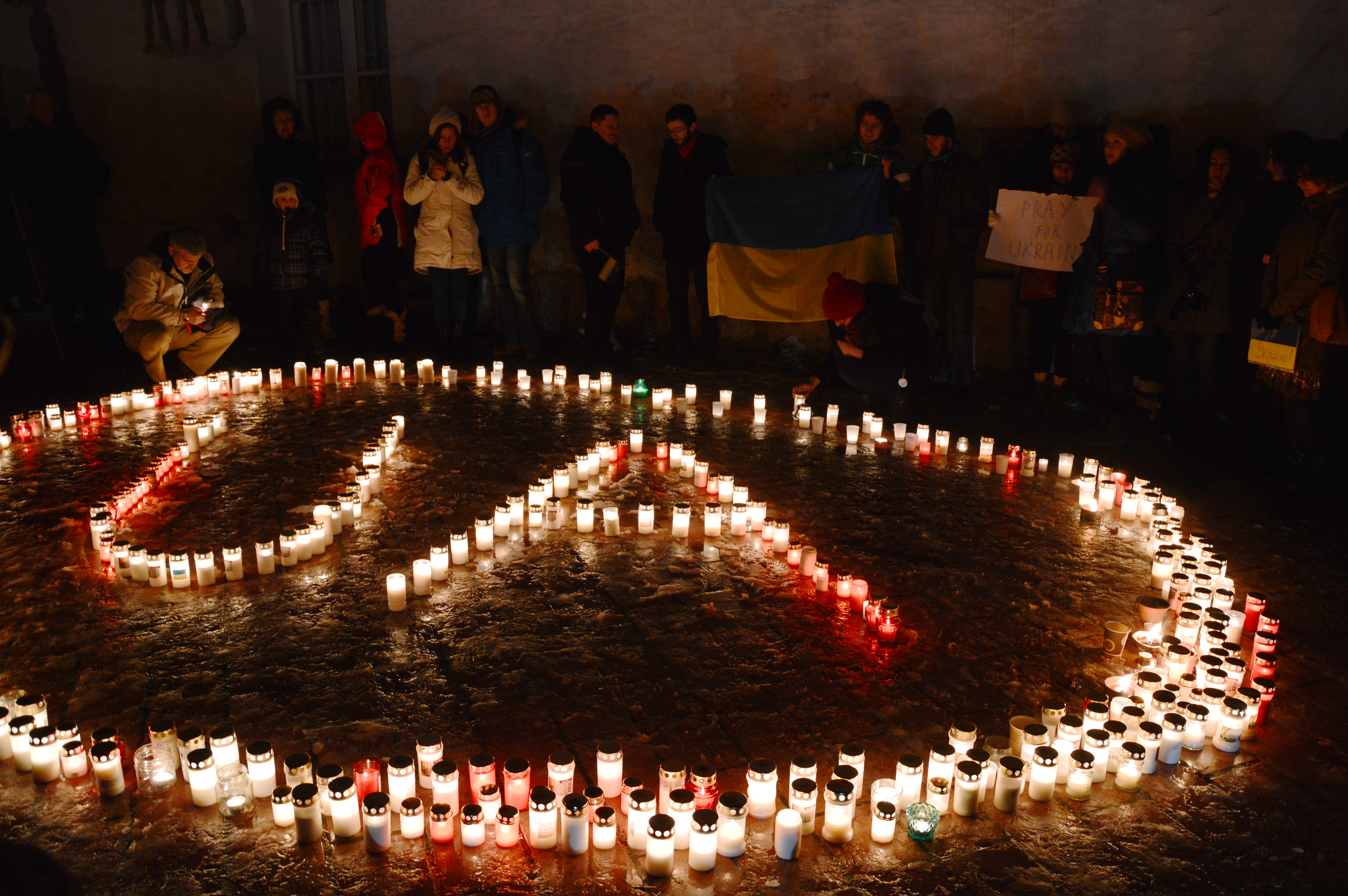
Поминання загиблих у Тарту (Естонія)

Під час Євромайдану влада Януковича застосовувала такі види репресій :
- Побиття, «розгін» учасників акцій. Найбільші «розгони та штурми Євромайдану»:
 — 30.11.2013 (див. Силовий розгін Євромайдану в Києві),
 — 1.12.2013 (див. Події біля Адміністрації Президента України 1 грудня 2013 року),
 — в ніч з 10 на 11.12.2013 (див. Штурм Євромайдану),
 — «протистояння на вул. Грушевського» 19—20.1.2014,
 — «протистояння на вул. Інститутській» 18—20.1.2014.

«Розгони Євромайдану» відзначалися брутальним побиттям сотень, та навіть тисяч протестувальників, десятків журналістів. При цьому час для «зачисток» підбирався з особливим цинізмом, наприклад, «зачищення» 10—11.12.2013 проводили в переддень приїзду делегації Євросоюзу на чолі з комісаром Кетрін Ештон. Поступово ці «штурми та розгони» переросли у велетенські акції спротиву, в яких брали участь десятки тисяч протестувальників, підтягували сотні тисяч, били дзвони церков, кожен штурм сприймався в Україні як «боротьба не на життя, а на смерть».
- Звільнення з роботи. Влада Януковича звільняла з роботи журналістів, медиків (навіть за постановку правильного діагнозу щодо важкості каліцтв протестувальників), дипломатів (генконсул у Туреччині Богдан Яременко), здійснювався тиск на студентів. Великий резонанс набуло звільнення (11.12.2013) лікаря «Лікарні швидкої допомоги Києва» Валентини Григор'євої за те, що вона поставила чесний діагноз побитому «Беркутом» на Майдані Незалежності хлопцеві, що врятувало хлопця від арешту в СІЗО.[317][318]
- Заборона проведення акцій. Влада Януковича (впродовж усього свого існування з 2010 року) абсолютно довільно, й без будь-яких підстав — часто вдалася до такої міри як «заборони судами — протестних акцій та зібрань на певній території, на термін у кілька днів або навіть й місяців».
- Перешкоджання приїзду на протестні акції. Влада Януковича (впродовж усього свого існування з 2010 року) постійно вдавалася до блокування проїзду автобусів із протестувальниками з міста в місто; в період найбільших акцій — інколи блокували навіть продаж квитків на залізницю; перевізників, власників автобусів залякувала міліція та державна адміністрація, яка погрожувала «відібрати ліцензію на перевезення».
- Посягання на майно активістів Євромайдану та його пошкодження. Під час Євромайдану влада Януковича (через кримінальні та напівкримінальних найманців «тітушок») здійснювала підпал автомобілів, квартир, будинків протестувальників. Ці підпали та погроми відбувалися фактично на усій території України — від Львова до Луганська. Не минало дня, щоб не відбувся черговий підпал чи погром. У Києві невідомі спалили десятки машин із номерами із Західної України. Практично жодного з цих таємних, чи навіть явних нападників, не було затримано міліцією. Особливо масово ці дії організовувалися «владою Януковича» в «мирний період протестів» (до 19 січня 2014).

Зокрема, 27 листопада лідеру громадянського руху «Спільна справа» Олександрові Данилюку спалили автівку, припарковану під його будинком. Також, за інформацією Андрія Іллєнка, було спалено мікроавтобус, який належить члену київської міської організації «Свободи» Віктору Поштарю.
6 грудня у Луганську напередодні автопробігу на підтримку Євромайдану двома невідомими вчинено підпал авто адвоката Ігоря Чудовського, який надавав юридичну допомогу учасникам протестних акцій. В автівці повністю вигорів моторний відсік.
- Напади зеленкою. Візитною карткою Харківських «регіоналів та тітушок» (в організації нападів підозрювали Кернеса та Добкіна) стало плескання «стакану з зеленкою» в обличчя протестувальників. Мабуть, разів із 3—4 був облитий зеленкою захисник Юлії Тимошенко — Сергій Власенко. Напади з зеленкою були здійснені на Яценюка, Авакова, десятка інших депутатів «Батьківщини». Причому зазвичай напади здійснювалися в людному місці, на очах міліції, навіть в охоронній зоні «Харківської залізничної лікарні, де знаходилася в ув'язненні Юлія Тимошенко» — міліція не намагалася ловити зловмисників, а коли протестувальники все ж ловили зловмисників та передавали міліції, то суд назначав сміховинні покарання (штраф у розмірі близько ста гривень). Водночас за кидання снігу в регіоналів — прокуратура в Києві порушували карні справи за статтею «напад на державного діяча» з санкцією 5—7 років позбавлення волі.

Зокрема, 28 грудня 2013, під час виступу Юрія Луценка на харківському Євромайдані, невідомий плеснув йому в обличчя зеленку. Ще двоє чоловіків та жінка здійснили спробу, але були зупинені та затримані міліцією.
Наприкінці ці «харківські метальники» спробували (на щастя невдало) кидати в опонентів навіть людські екскременти, знов-таки в людних місцях Харкова поруч із нарядами міліції.
- Напади, побиття, викрадення, вбивства. Серед найбільш відомих випадків — 24 грудня 2013, ввечері у центрі Харкова стався напад двох невідомих на одного з організаторів місцевого Євромайдану Дмитра Пилипця, якому завдано кілька ножових поранень, зокрема у стегно[324] — це був один із перших нападів із ножами, з реальними тяжкими пораненнями, з «замахом на вбивство».

Широкого (навіть й міжнародного) резонансу набуло викрадення та тримання в полоні Дмитра Булатова, лідера «Автомайдану».
3 січня 2014 р. біля Шевченківського РВ УМВС у м. Києві десятком невідомих було побито народного депутата України від ВО «Свобода» Андрія Іллєнка та адвоката-свободівця Сидора Кізіна, коли вони повертались із надання пояснень у райвідділі, на яке Іллєнко був запрошений із приводу хуліганських дій, вчинених 1 січня під час смолоскипної ходи, яку організувало ВО «Свобода» на честь дня уродин Степана Бандери.
Ще 22 листопада 2013 невідомий облив фарбою та вдарив в обличчя організатора феодосійського Євромайдану голову кримського осередку «Демальянсу» Сергія Мокренюка, коли той повертався додому з дітьми.
- Напади на журналістів. Найбільш відомим був напад (який кваліфікували як «замах на вбивство») одного з найбільш відомого журналіста України — Тетяну Чорновол. В ніч з 24 на 25 грудня 2013, близько опівночі, на бориспільській трасі на Київщині трьома нападниками по-звірячому побито відому журналістку-розслідувальницю та активістку, активну учасницю Євромайдану Тетяну Чорновол, коли вона поверталася на власному авто до дому у селі Гора. Побиттям їй завдано перелом носу, гематоми обличчя, важкий струс мозку та численні забої тіла, через які її було шпиталізовано.[327]

23 листопада у Житомирі в під'їзді власного будинку двоє чоловіків напали на головного редактора газети «20 хвилин» Владислава Пучича, одного з організаторів місцевого Євромайдану. Його повалили на підлогу і били ногами.
29 листопада за повідомленням «Громадського телебачення», у Києві побили журналістів Дмитра Гнапа та Якова Любчича й розбили їхню камеру за те, що вони знімали «людей спортивної статури», які збирались біля Маріїнського палацу.
- Напади на «наметові містечка» протестувальників.

24 листопада у Дніпропетровську 40 «тітушок» розгромили наметове містечко Євромайдану, побивши координатора Віктора Романенка, завдавши йому травми голови і руки. За словами Романенка нападниками були члени федерації дзюдо Дніпропетровської області, яку очолює народний депутат України, член Партії регіонів Іван Ступак.
- Участь міліції та прокуратури в «дахуванні злочинців».

Наприклад, 28 листопада 2013, у Житомирі близько 23:20 біля офісу партії «Демократичний Альянс» по вул. Хлібна, 25 організована група «тітушок», озброєних дерев'яними палицями з вкрученими шурупами напали на активістів ДемАльянсу Дмитра Ткачука, Владислава Пучича, Івана Фурлета, Юрія Жуковського та Андрія Гординчука. В результаті нападу Жуковського та Пучича з травмами голови забрала «швидка». Не зважаючи на те, що одного з нападників було затримано на місті, жодній особі не пред'явлено підозру про скоєння злочину.
- Заборони та перешкоджання на участь студентів ув акціях.

3 грудня 2013, прокуратура вимагала від Київського національного університету імені Тараса Шевченка списки студентів та викладачів, які без поважних причин з 29 листопада були відсутні в університеті, а також імена активістів, які закликали студентів виходити на Майдан. У відповідь, 4 грудня 2013, студенти пікетували Міністерство освіти і науки. Міністерство видало наказ, відповідно до якого вишам рекомендовано організувати навчальний процес таким чином, щоб вони могли мітингувати.
- Масові арешти учасників протестних акцій (див. наступний розділ).
- Репресії проти свідків.
- Найбільш брутальним класом репресій були вбивства (та завдання каліцтв) міліцією та «Беркутом» — людям, які прийшли на мітинги та демонстрації. Найбільш відомі :
 — під час подій на вул. Грушевського (19—20.1.2014 та в наступні дні) декілька людей було вбито, понад десятку протестувальників — вибито око «гумовими кулями», десятки людей зазнали тяжкого побиття та каліцтва;
 — звіряче побиття «Беркутом» сотень протестувальників у Маріїнському парку 18.2.2014 (поруч із будівлею Верховної Ради та Кабміну) — сотні важкопоранених, десятки людей померли від побиття;
 — розстріл сотень людей на вул. Інститутській 18—20.2.2014.

### Масові арешти учасників протестних акцій
5 грудня 2013, у відповідь на масові арешти — група протестувальників прийшла під генпрокуратуру, хлопці лягли на ступені генпрокуратури, аби працівники генпрокуратури «переступали через них» — акція називалася «Переступили через закон — переступайте через українських громадян».
З початку протестів (22.11.2013) майже щодня міліція здійснювала затримання активістів по всій Україні, ось деякі пам'ятні арешти, які потрапили у випуски телевізійних новин :
- 24 листопада, на організаторів Євромайдану у Рівному відкрито кримінальне провадження за статтею «хуліганство», за кульки, які полетіли в небо із портретом Януковича.[336]
- 2 грудня, у Києві ввечері міліція затримала активістів ГР «Відсіч», які поширювали листівки із закликом виходити на Майдан у гуртожитках НПУ ім. Драгоманова по вулиці Космічній. Міліціонери побили студентів та застосували проти них сльозогінний газ, внаслідок чого молоді люди отримали опіки[337].
- 3 грудня у Шевченківському райсуді м. Києва відбувся суд над людьми, які начебто брали участь у нападі на Беркут під адміністрацією президента. Журналіст Дмитро Гнап оприлюднив наявний у нього перелік: Остащенко Олександр, Притуленко Є. С., Превір Єгор, Гарагуц В. В., Черепко Г. А., Можненко С. Н. та Загоровка Владислав. Депутати від опозиції намагалися взяти цих хлопців на поруки, однак безуспішно[338]. Суд заарештував на 60 днів 9 осіб за підозрою в організації масових заворушень 1 грудня[339].
- 5 грудня УБОЗ затримало двох активістів «Дорожнього контролю» Андрій Дзиндзю та Сергія Хаджинова. Затримання пов'язують із розслідуванням подій, що відбулися 1 грудня на вулиці Банковій поблизу адміністрації президента[340] Його намагалися взяти на поруки народні депутати, але марно.
- 9 грудня, ввечері спецзагонами міліції було завдано удар по партії «Батьківщина»:

 — захоплено офіс партії «Батьківщини», вилучено сервери, знищено сайт партії «Батьківщина». Захоплення відбувалося вночі — озброєні силовики перелізли через паркан, вибили двері в будинок, та в окремі кімнати. Це зафіксували камери спостереження, відео виклали в youtube;
 — захоплено редакцію газети «Батьківщини» — «Вечерние вести»;
 — захоплено приміщення телеканалу INTV, офіс видання-сайту «Цензор.нет».
- 9 грудня у Львові затримали фотокореспондента, який був присутнім біля АП під час подій 1 грудня. Очевидець затримання: «В нього руки були за спиною в наручниках, вони його фактично волочили по землі, я чула, що він кричав люди допоможіть, я активіст, я фотограф, мене звати Олег Панас, я зрозуміла, що це мій знайомий, я його спочатку навіть не впізнала, бо він був побитий»[343].
- 11 грудня координатору луцького Євромайдану Маї Москвич було вручене повідомлення про підозру у вчиненні нею кримінального правопорушення за ч. 2 ст. 296 ККУ (хуліганство, вчинене групою осіб) під час акції Євромайдану в Луцьку 2 грудня 2013 року, коли Москвич зі сцени заявила, що з портретів Януковича, вилучених активістами з приміщення волинської ОДА, один потрібно спалити, інший — повісити на дерево, а третій — віддати людям, щоб вони зробили з ним все, що захочуть.[344]
- 31 грудня працівниками міліції затримано активіста донецького Євромайдану художника Євгена Насадюка та примусово доставлено до Куйбишевського райвідділку з мотивуванням, що від його сусідів надійшла заява про розбещення ним неповнолітньої.[345]
- 2 січня 2014 р., в соціальних мережах з'явилися десятки повідомлень від учасників Автомайдану про візити до них працівників ДАІ із запрошенням прийти для давання пояснень щодо буцімто порушень ними ДТП 29 грудня, в день акції під Межигір'ям.[346]

## Розслідування репресій проти протестувальників

### Криза в правоохоронних органах за правління Януковича
За часів правління Януковича — різко впала довіра народу до правоохоронних органів. Причиною були кричущі приклади деградації правоохоронної системи:
1) У 2010—2013 роках з'явилися численні випадки політичних переслідувань — див. Політичні репресії за президентства Януковича.
2) Довіра до судів була підірвана десятками замовних політичних процесів (див. Політичні репресії за президентства Януковича, Карні справи щодо соратників Тимошенко з 2010 року), зокрема, протягом трьох років (2010—2013) телебачення безперервно демонструвало деталі цих карних справ — через карні справи та ув'язнення пройшли близько 35 відомих особистостей (до десяти міністрів в Уряді Тимошенко, народні депутати, керівники відомств), хоча усіх їх навіть не звинувачували у «привласнення майна чи грошей», а лише — у «перевищенні повноважень». 
З прізвища судді Кіреєва (який судив Тимошенко) утворився термін «Кіреївщина», яким стали називати «демонстративно неправедний суд».
3) Стихійні протестні акції в Україні та світі викликали:
 — справа Оксани Макар (березень 2012);
 — справа Марини Крашкової (Врадіївська справа), влітку 2013 року.
У «Врадіївській справі» майже весь районний відділ міліції діяв як «злочинне угрупування», а міліцейські начальники області та України — намагалися приховати жахливий злочин.
4) Ще до Євромайдану проявилося таке явище як використання владою Януковича кримінальних найманців — «тітушок», злочинній діяльності яких сприяли міліція та судді.
У перший же місяць після закінчення влади Януковича — суспільство отримало численні докази того, що вище керівництво держави займалося масовими розкраданнями, а вищі представники правоохоронних органів (прокуратури, суди, міліція, СБУ) отримували корупційні доходи:<
 — «притчею во язицех» став будинок генпрокурора Пшонки, де позолота та антикваріат були на кожному кроці;
 — до палацу Януковича в Межигір'ї люди ходили як на екскурсію в царські палати;
 — ще більшим за розміром виявився комплекс палаців у Конча-Заспі, побудований восени 2013 року. Інформацію про цей комплекс оприлюднила Тетяна Чорновол, яка назвала його «Межигір'я-2», власником комплексу був чи то Янукович, чи людина з його найближчого оточення (земляк Януковича з міста Єнакієве) Юрій Іванющенко, знаний як «Юра Єнакіївський».
Зрозуміло, що за таких умов годі було сподіватися на чесність прокуратури та судів. Така правоохоронна система працювала лише на репресії проти протестувальників.

### Розслідування репресій проти протестувальників

#### Розгін Євромайдану 30 листопада 2013 р.
14 грудня
Під тиском Євромайдану лише 14 грудня 2013 р. Генпрокурор України Віктор Пшонка зробив офіційну заяву на пресконференції, що заступника секретаря РНБО Володимира Сівковича, начальника київської міліції Валерія Коряка і голову Київської міської держадміністрації Олександра Попова покарають за розгін Євромайдану 30 листопада 2013 р. Він зазначив:
|  | Володимиру Сівковичу, Олександру Попову вже вручена підозра в перевищенні влади й службових повноважень ... Сьогодні і Валерій Коряк, і його заступник Петро Федчук також сповіщені про підозру в перевищенні влади й службових повноважень. Усім цим чотирьом особам буде обрано запобіжний захід. |

За версією ГПУ, Коряк, Сівкович і Попов давали команду бити студентів.
На допиті в ГПУ 13 грудня Олександр Попов повідомив, що розгін мітингу на Майдані стався після того, як секретар РНБО Андрій Клюєв зажадав там встановити ялинку вже 29 листопада 2013 р. За словами Попова, саме Андрій Клюєв повідомив йому, що подальші вказівки Попов отримає від заступника секретаря РНБО Володимира Сівковича. Наприкінці робочого дня Володимир Сівкович прибув до кабінету Олександра Попова для того, щоб мати змогу оперативно реагувати на ситуацію і пробув там майже до 4 годин ранку. Окрім нього у кабінеті голови КМДА перебувало ще 6 депутатів із фракції Партії регіонів, серед яких були Ельбрус Тедеєв, Нестор Шуфрич та Олександр Єгоров. Пізно ввечері 29 листопада до Попова знову передзвонив Клюєв, щоб переконатися, що всі накази для встановлення ялинки Попов віддав. Біля 4-ї години ранку Сівкович віддав команду готувати техніку до завезення й після цього Попов та Сівкович кожен окремо поїхали до начальника київської міліції Коряка. Коряк дав свідчення в ГПУ, що йому був зателефонував міністр внутрішніх справ Віталій Захарченко і наказав виконувати всі команди Володимира Сівковича. Слід зазначити, що Сівкович жодного разу під час допиту в ГПУ прізвища Клюєва не назвав. Фотокопії протоколів допиту були викладені на форумах деяких видань і в файлообмінних мережах.

## Силові структури і роль спецслужб
Силові спецпідрозділи України, що виступили проти демократичної акції «Євромайдану»:
1. «Ягуар» залучення проти «Євромайдану»[350];
2. «Барс» залучення проти «Євромайдану»[350];
3. «Омега» (МВС) залучення проти «Євромайдану»[351][352];
4. «Сокіл» (МВС) залучення проти «Євромайдану»[351][352];
5. «Гепард» (МВС) виїжджав на 4 автобусах проти «Євромайдану»[353];
6. «Лаванда» (МВС) застосовувала вогнепальну зброю та снайперів проти «Євромайдану» під керівництвом полковника Асавелюка Сергія Івановича 20 лютого 2014 р.[354][355], офіційно ВВ МВС відреагувало 22 лютого 2014 р. буцімто полковник Асавелюк С. І. не служить у Криму та не керує спецпризначенцями[356]. За офіційними даними полковник МВС України Асавелюк С. І. один із тих, хто керував вбивством учасників демократичного мітингу «Євромайдан», а МВС України офіційно надало свідомо неправдиву інформацію[351][352]; Полковник Асавелюк заперечив те, що його підрозділ «Омега» взагалі стріляв у протестуючих, цей загін прибув на місце вже об 11-й ранку. Також він бачив, як у 4 майданівців вцілили з боку готелю[357].
7. «Тигр» (МВС) брав участь проти демократичної акції «Євромайдану» під керівництвом Миколи Балана[358];
8. «Беркут» (МВС) — чинив основну протидію демократичній акції «Євромайдану».
9. СБУ[351][352]: спецпідрозділ «Альфа» був залучений проти «Євромайдану»[350]; полковник Магеря Григорій Васильович координував дії кримінальних бандформувань «тітушок»[359][360][361][362]. Офіційно визнано використання державними службовцями правоохоронних органів та спецслужби кримінальних бандитських формувань «тітушок» проти демократичної акції «Євромайдану»[363]. Офіційно надано громадськості всі імена керівників спецпідрозділів та назви спецпідрозділів із їхнім планом обстрілу демократичної акції «Євромайдану»[350].

Після кількох спроб силового придушення протестів в українських ЗМІ обговорювалась тема можливої причетності російських спецслужб до подій на «Євромайдані», пов'язаних із насильством, як безпосередньо, так і через українських політиків.

### Вплив через українських політиків
Російський вплив на Євромайдані пов'язували з деякими українськими політиками, як-от Віктор Медведчук, Володимир Сівкович, Андрій Клюєв.

#### Віктор Медведчук
Віктора Медведчука, як кума Володимира Путіна і лідера проросійського Українського вибору неодноразово звинувачували в намаганні придушити мирні протести. Медведчука пов'язують із президентом Росії не тільки дружба і кумівство, а й відношення до КДБ, в радянські часи Віктор Медведчук потрапив у спеціальну групу дуже довірених адвокатів, яким органи МВС і КДБ доручали вести важливі для них справи, сам Медведчук брав участь у засудженні поета і дисидента Стуса.
Віктора Медведчука неодноразово пов'язували з усіма кривавими подіями на Євромайдані — Силовий розгін Євромайдану в Києві 30 листопада, побиття людей під час подій біля Адміністрації Президента 1 грудня та Штурм Євромайдану 11 грудня 2013 р.
Активісти Євромайдану вважають, що одним з замовників розбійного нападу на журналістку Тетяну Чорновол міг бути саме Віктор Медведчук.

#### Володимир Сівкович
Володимир Сівкович у радянські часи працював в органах КДБ СРСР, давній друг Медведчука і «людина Медведчука», звинувачувався в зв'язках із кримінальними групами, які займались «вибиванням боргів». Вважається співробітником однієї зі спецслужб Російської Федерації.
14 грудня 2013 року названий серед відповідальних за силовий розгін та побиття мітингувальників Євромайдану.

#### Андрій Клюєв
Клюєв Андрій Петрович — зять генерала КДБ у відставці, який має досить дружні відносини з Путіним і за його ж словами «друг Медведчука».

У своєму розслідуванні, оприлюдненому на Українській правді, провідні українські політичні журналісти Сергій Лещенко та Мустафа Найєм з'ясували, що саме на Андрієві Клюєві лежить відповідальність за кривавий розгін Євромайдану 30 листопада 2013 року. Зокрема, у статті зазначається:
Джерела розповідають, що до зачистки Майдану почали готуватися ще на початку минулого тижня — Клюєв разом зі своїм першим заступником Володимиром Сівковичем відбирали загони Беркуту, якому буде доручено брудну роботу.
У своєму інтерв'ю Клюєв заявляв про можливий розпад України на три частини, вважав цей сценарій цілком можливий. Можливість розколу України пов'язують із планами президента Росії Путіна, який як альтернативу Януковичу розглядає Медведчука або Клюєва і за словами колишнього радника Путіна має кілька варіантів можливого контролю над Україною (від управління Україною через свою людину до розколу України або від'єднання від неї деяких регіонів) і для цього може використати тонкі засоби впливу, наприклад, через українських політиків.

#### Тітушки і провокатори
З іменем Медведчука і Клюєва пов'язують початок застосування «тітушок» для боротьби з опозицією, також у використанні тітушок бачать вплив спецслужб Росії.
У червні 2005 Віктор Медведчук заявив, що розцінює Дмитра Корчинського (якого вважають агентом російських спецслужб і професійним провокатором) «як істинного борця за свободу і демократію в Україні».

#### Віктор Янукович
Громадянин України Віктор Федорович Янукович письмово просив президента Росії Володимира Путіна ввести російські війська до України.

### Докази втручання Росії
20 лютого на майдані Незалежності протестувальники під час штурму зірвали з офіцера шеврон МВС Росії, і як речовий доказ продемонстрували його на сцені майдану.
Були затримані два «не українських» снайпери в Києві, котрі стріляли однаково в українських працівників МВС і в активістів Євромайдану. Не випадково Президент Росії В. В. Путін вирішував долю України в Москві з керівниками саме силових структур Росії. СБУ офіційно визнало, що окремі депутати України вели сепаратні переговори з представниками іноземних держав про розділ території України на користь Росії. А 22 лютого 2014 р. Псковська дивізія ПДВ Росії приведена у повну бойову готовність у зв'язку з подіями в Україні з метою «можливого відправлення в Київ». Є військова база Росії в Криму, та на території України у м. Керч піднято державний прапор Росії біля державної споруди української мерії. На території суверенної держави Україна над українською будівлею Верховної ради Автономної Республіки Криму піднято державний прапор Російської Федерації, мером міста став громадянин Росії. Представник Росії відмовився підписувати договір мирного врегулювання ситуації, хоча інші підписали його.
Офіційно визнано, що українська влада використовувала спецслужбу ГРУ Російської Федерації. Росія вважає загрозу своїм інтересам «Євромайдан» в Україні. Росія відкликала повноважного посла Російської Федерації в Україні в Росію. Росія стягує війська до кордонів України. Росія вважає не легітимною владу в суверенній державі Україна. 25 лютого 2014 р. раптово в український Крим прилетіли російські державні службовці Державної Думи з обіцянками розглянути приєднання до Російської Федерації територій суверенної держави Україна, і почали організовувати видачу російських паспортів громадянам України. Росії не подобається втрата контролю над Україною. Консультант Кремля Дмитро Орлов організовує агентів для контрпропаганди «Євромайдану», організації масових акцій та дестабілізації в Україні. У зв'язку з чим 26 лютого 2014 р. Росія транспортувала в українське місто Севастополь 11 тисяч російських військових; окрема бригада спецпризначенців ГРУ з Тольятті.
Нова офіційна влада держави Україна визнає будь-який вихід російських військ із зон базування у Криму як військову агресію, а також звернулася до керівництва Російської Федерації дотримуватися угоди про присутність російських військових на території України та в місті Севастополі.
28 лютого 2014 р. Росія почала проти України військову агресію, захоплення державних установ, анексію території та інше.
1 березня 2014 р. Росія стала на шлях офіційної війни проти України та на порушення Будапештського меморандуму. Російські експерти планують шляхом окупації України укріпити падіння валютного курсу рубля.
Голова СБУ повідомив про причетність працівників ФСБ РФ та помічника президента РФ Владислава Суркова до розстрілу мітингувальників та правоохоронців у Києві на Майдані Незалежності.
20 лютого 2019 року Генеральний прокурор України Юрій Луценко повідомив, що слідством встановлена присутність співробітників Федеральної служби безпеки Росії у Києві під час подій Євромайдану, зокрема, з 13 до 15 грудня 2013 року на території України знаходилися 27 працівників ФСБ, а з 20 по 21 лютого — сім осіб, у тому числі помічник президента Росії Владислав Сурков. Голова СБУ часів Януковича Олександр Якименко забезпечував умови для роботи, харчування та проживання співробітників ФСБ у січні та лютому 2014 року.
9 лютого 2022 року, за результатами здійснення спеціального досудового розслідування, слідчі ДБР повідомили, що колишні експосадовці, а саме Міністр внутрішніх справ України, його заступник та начальник Департаменту матеріального забезпечення МВС України у січні 2014 року незаконно постачали з території Російської Федерації до України ручні газові гранати «Дрейф-2», світло-шумові гранати «Заря-2», «Факел-С», «Пламя-М» та ручні димові гранати. Вказані спецзасоби не проходили експертизи щодо можливості та порядку їх застосування до людей, однак були застосовані підрозділами МОП «Беркут» МВС України проти учасників акцій протесту в центрі Києва.

### Інше
Пол Крейг Робертс з «Волл-стріт джорнел» вважає організаторами протестів в Україні ЦРУ і Державний департамент США. Їх мета — це завадити Україні зупинятися на дорозі до асоціації з Європейським Союзом. Бо геополітичному пануванню США заважають Іран, Китай та Росія. Україна ними розглядається як інструмент впливу на Росію. США закликає Росію не вводити війська до Криму (на територію України). Експерт США Річард Пайпс вважає, що Росія введе війська, якщо Україна не поділиться. Радник президента США, пані Сьюзен Райс вважає грубою помилкою намір Росії ввести війська на терени суверенної держави України. 3 березня 2014 р. через окупацію Росією півдня України скасовано саміт Великої вісімки в Сочі запланований на червень 2014 р..

### Державна зрада в Україні
Офіційно визнано в Україні факти державної зради, моральної нестійкості державних службовців України.

## Інформаційна війна та контроль інформаційного простору проти Євромайдану
Офіційно визнана інформаційна війна та контроль інформаційного простору Росії проти України.
Росія організовує переїзд на автобусах в Україну провокаторів із метою формування антиукраїнських мітингів, фільмування для ЗМІ з метою представлення таких акцій за позицію всього українського народу.
Уряд Росії обманює світову громадськість та зробив «гарматним м'ясом» російських солдатів, які окупували південь України, офіційно відмовившись від російської армії громадян Росії на теренах України.

### Україна

#### Цензура і дезінформація в ЗМІ
За словами тележурналістів, Перший національний та інші канали показують «викривлену» картину подій на Майдані, причину цього пояснюють позицією керівництва. Так, за словами одного із журналістів, ставились «дискримінаційні» завдання, наприклад, показувати «бомжів» на Євромайдані. За даними «Української правди», станом на 12 грудня із Першого Національного уже звільнилось 4 журналісти, незгідних із висвітленням подій в Україні.
13 грудня
13 грудня в палаці «Україна» під час круглого столу за участю президента, прем'єра і лідерів опозиції, пряма трансляція з круглого столу за участю президента Віктора Януковича, яку вели телеканал 24, hromadske.tv, Еспресо.TV, перервалася одразу після того, як почали виступати лідери опозиції. За словами журналістів, трансляцію свідомо глушили. Коли журналісти намагалися ретранслювати звук із круглого столу через мобільні телефони, то через деякий час заглушили і мобільний зв'язок. Після виступу лідерів опозиції трансляція поновилась. Засідання не показував жодний загальноукраїнський телеканал.
У той же день у Євпаторії судові виконавці за участю міліції зупинили трансляцію телекомпанії «Моріон», яка вела трансляцію Євромайдану.

#### Людина року 2013
Журнал «Фокус» наприкінці 2013 року назвав Людину Майдану найвпливовішою людиною року, що минає, в Україні, відповідно до рейтингу «200 найвпливовіших українців». «Людина Майдану» описана як «носій суверенітету та єдине джерело влади в Україні». Уперше в історії свого рейтингу часопис «Фокус» поставив на перше місце не конкретну людину, а збірний образ.

### Росія
Журналісти із проурядових каналів заявляли про те, що вони працюють під тиском: московське керівництво вимагає від них применшувати масштаби протестів.

#### Росія-1
- 24 листопада під час масових заходів журналісти Телеканалу 24 записали одного з учасників, який розповідає про те чому він прийшов на мітинг підтримки рішення уряду.[452] В інтерв'ю учасник розповів, хто і скільки обіцяв заплатити йому за мітинг. А вже 25 листопада на центральному російському телеканалі «Росія-1» у підсумковій програмі «Вести» був показаний сюжет, де відео було використане з власною інтерпретацією і змонтоване так, що це розповідає саме учасник Євромайдану.[453] Також журналісти телеканалу «Росія-1» вважають, що першими газ випустили саме мітингувальники, а міліції довелося захищатися. Крім того, в сюжеті повідомляється, що таким провокаціям учать на спеціальних семінарах у посольстві США.[454]
- Російський телеканал «Росія 1» в програмі «Вести недели» з Дмитром Кисельовим показав телеглядачам перекручену хронологію подій у Києві: події 1 грудня передують подіям 30 листопада.[455]
- Про маніпулятивний і замовний характер передач каналу «Росія 1» щодо Євромайдану пише канадська газета «Toronto Star» у статті «Росія йде в туалет»[456]

#### Росія-24
- 30 листопада приблизно о 10:08 за московським часом був показаний сюжет про розгін мітингувальників Беркутом. В сюжеті події подаються як «захист від агресивних протестувальників».[457]
- 8 грудня під час прямої трансляції з Майдану український журналіст Віталій Седюк під скандування «Правду-правду!» мітингарями вручив кореспонденту каналу статуетку «Оскар» за брехливе висвітлювання подій.[458]

### Сербія
- 23 грудня Срджа Попович в інтерв'ю «Радіо Свобода» назвав події в Україні ненасильницьким масовим рухом людей або просто «Рух».

## Стереотипи, піар та політтехнології
З подіями Євромайдану і сприйняттям цих подій громадськістю журналісти та аналітики пов'язують значну кількість стереотипів, які існують як у середовищі українського суспільства, так і закордоном. Серед них виділяють такі:
- антиросійська направленість Євромайдану і проросійська орієнтація української влади[459][460]
- націоналістичний характер Євромайдану («На Майдані стоять націоналісти»);[460]
- Євромайдан — звичайна реалізація певної політтехнології;[460]
- насильство проти Євромайдану було спровоковане нападами учасників протестів на представників силових структур[460].

14 грудня на провладному мітингу Микола Азаров заявив про те, що Україні для отримання безвізового режиму з ЄС необхідно узаконити одностатеві шлюби і прийняти закон про рівність сексуальних меншин. Заява була спростована головою представництва ЄС в Україні Яном Томбінським, за його словами ця заява не має нічого спільного з реальністю.
Журналісти також звернули увагу на поєднання теми Євромайдану з темою одностатевих шлюбів у коментарях Дмитра Кисельова.

## Реакція

### Позиція уряду
Прем'єр-міністр Микола Азаров в ефірі програми «Шустер live» (22 листопада 2013 року) заявив:
|  | Ми пояснювали, і продовжуємо стверджувати, що ми націлені на інтеграцію з Європейським Союзом. Ми націлені на підписання Угоди про асоціацію з ЄС. А зараз взяли паузу. І я абсолютно ніякої трагедії не бачу, і ніякої «історичності» в цьому моменті — якщо ми через пів року повернемося до цього питання. |

За словами Миколи Азарова, змінилася тактика, але не стратегія.
24 листопада в інтерв'ю російському «Першому каналу» прем'єр-міністр України Микола Азаров заявив, що на його думку, під час Помаранчевої революції було «втілено технологію повалення законного уряду», натомість із Євромайданом влада «не має наміру гратися». Азаров обґрунтував рішення уряду рецесією, обсягами світової кризи, умовами фінансового ринку та економічним тиском Російської Федерації:
|  | Хто міг знати, що рецесія набере такі форми й обсяги? Кризу 2008-2009 років жоден лауреат Нобелівської премії з економіки не міг передбачити. Поки Lehman Brothers не завалився, ніхто не міг зрозуміти обсяги кризи. Тому коли ми починали переговори в 2010-му, а закінчили у 2012-ому — зовсім різні були обставини. Ми розраховували на одну реакцію Російської Федерації, наприклад, отримали зовсім іншу, чекали одного стану фінансового ринку, отримали інший. Мудрість політиків, як я її розумію — визнати свої прорахунки, визнати, що щось не врахували, але ухвалити своєчасно потрібне рішення для країни. |

Водночас Михайло Чечетов, заступник голови фракції Партії регіонів у парламенті, повідомив, що на його думку, акція протесту править за аргумент сили, який на президента Віктора Януковича «не вплине».

### Реакція у провладній партії
Різка зупинка підготовки до Асоціації України з ЄС шокувало деяких представників проєвропейського крила провладної Партії Регіонів. Так народний депутат від Партії регіонів Інна Богословська у своєму блозі заявила, що не вірить у те, що сталося. Народний депутат із фракції Партії Регіонів Давид Жванія закликав Президента України відправити прем'єр-міністра Азарова та віцепрем'єр-міністра Бойка у відставку та розцінив їх дії як урядову змову на користь Росії. Також Жванія висловив підтримку майданові та пообіцяв долучитися до нього у разі непідписання Угоди про Асоціацію.
25 листопада фракція Партії регіонів у Луцькій міськраді в повному складі підтримала звернення до Президента з вимогою відставки уряду Миколи Азарова за зраду національних інтересів.
30 листопада уповноважений Верховної Ради України з прав людини, Валерія Лутковська, а також депутат від Партії Регіонів, Сергій Тігіпко засудили розгін Євромайдану в ніч на 30 листопада, а також закликали відповідні органи розслідувати якнайшвидше цей інцидент.
Того ж дня депутат від Партії Регіонів, Інна Богословська, вийшла з партії, а також із фракції Партії Регіонів у парламенті. Серед іншого політик заявила:
|  | Центр і Захід все одно відкинуть страх і масово будуть відстоювати себе і власну країну. Впевнена, що на Півдні і Сході серед молоді абсолютна більшість хочуть європейських цінностей, а значить, і їхні батьки підтримають своїх дітей |

Тоді ж за Богословською з Партії Регіонів вийшли ще двоє депутатів, Давид Жванія та Микола Рудьковський. наступного дня за даними порталу УНН провладну партію та фракцію можуть покинути ще шість депутатів: Олександр Волков, Іван Мирний, Іван Фурсін, Ірина Горіна, Світлана Фабрикант та Сергій Тігіпко. Того ж дня із «Партії Регіонів» вийшла Юлія Льовочкіна.
Осередки Партії регіонів на Львівщині масово самоліквідуються.

### Реакція органів місцевого самоврядування

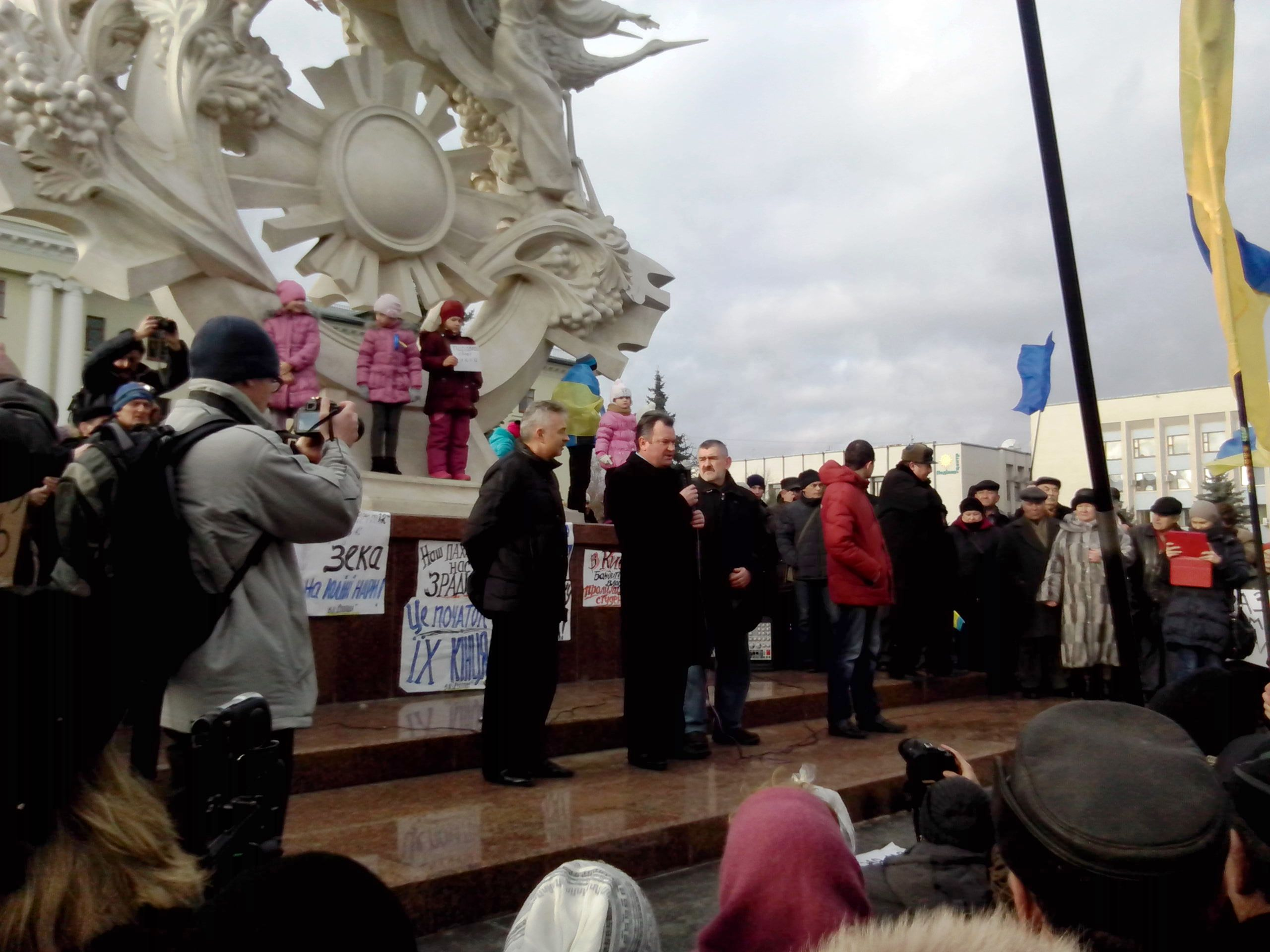
Мер Хмельницького Сергій Мельник перед мітингувальниками

На Львівщині мешканці прикордонного містечка Рава-Руська на народному вічі закликали Євросоюз підписати Угоду про асоціацію з їхнім містом окремо.
На позачерговій сесії 26 листопада Хмельницька міська рада ухвалила рішення перейменувати вулицю Червоноармійську на Європейську.
28 листопада Вінницька міська рада ухвалила рішення про перейменування скверу Козицького по вулиці Грушевського (у цьому сквері знаходиться один із символів міста — Водонапірна вежа); відтепер це Європейська площа.

### Реакція діячів культури та спорту
Про підтримку Євромайдану заявили багато українських діячів культури та спорту: Іван Андрусяк, Катерина Бабкіна, Андрій Бондар, Святослав Вакарчук, Галина Вдовиченко, Юрій Винничук, гурт Гайдамаки, Анатолій Дністровий, Сергій Жадан, Оксана Забужко, Ірена Карпа, Брати Капранови, Максим Кідрук, Володимир Кличко, Михайло Кополовець, Дара Корній, Вадим Красноокий, Андрій Кузьменко, Дмитро Лазуткін, Руслана Лижичко, Андрій Любка, Олекса Манн, Марія Матіос, Артем Мілевський, Світлана Поваляєва, Ада Роговцева, Ірен Роздобудько, Олександр Ройтбурд, Олег Скрипка, Сергій Фоменко, Олександр Шовковський тощо.

Скульптура Олександра Бартосіка на підтримку Євромайдану

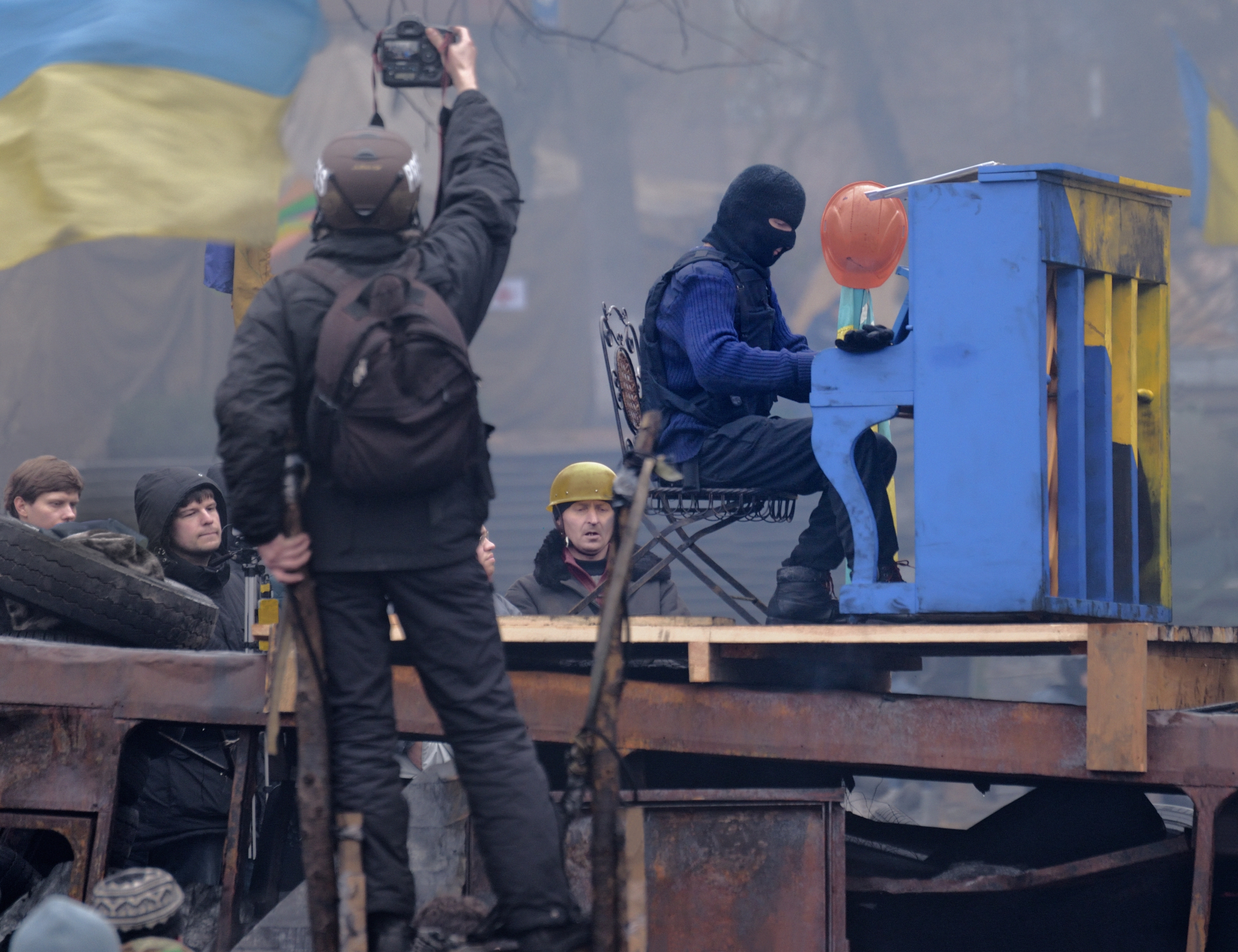
«Піаніст-екстреміст» Богдан грає на даху спаленого автобуса «Беркута». Барикада на вул. Грушевського. 10.02.2014

Також на підтримку Євромайдану 12 грудня в селі Іваньки (Черкаська обл.) було встановлено скульптуру, виконану українським художником Олександром Бартосіком.
Також багато відомих українських музикантів зробили кліп на підтримку мітингарів на пісню «Брат за брата» гурту Kozak System на слова Сашка Положинського. Серед тих, хто знявся у кліпі були: Kozak System, Марія Бурмака, Святослав Вакарчук, Олена Грозовська, Олександр Доній, Юрій Журавель, Ірена Карпа, Вадим Красноокий, Дмитро Лазуткін, Руслана Лижичко, Антін Мухарський, Євген Нищук, Сергій Пантюк, Олександр Піпа, Едуард Приступа, Сергій Присяжний, Анжеліка Рудницька, Олег Собчук, Сергій Фоменко та Тарас Чубай.
Також український Євромайдан підтримали багато іноземних діячів культури. Серед них: гурт Limp Bizkit, Лія Ахеджакова, Мартін Гор, Микита Джигурда, Джордж Клуні, Джаред Лето, гурт Ляпис Трубецкой, Гейден Панеттьєр, Олександр Розенбаум, Саша Грей, Арнольд Шварценеггер.
1 грудня на російському сайті «Colta.ru» з'явився відкритий лист 54 російських літераторів до протестувальників на Євромайдані.

### Реакція бізнесу
25 січня, після смертей учасників Євромайдану, холдингова компанія СКМ та енергетична компанія ДТЕК Ріната Ахметова закликали до мирного розв'язання політичної кризи, зауваживши, що: «Людське життя — це головна цінність».

### Реакція релігійних організацій

#### Українська Греко-Католицька Церква
24 листопада, перебуваючи у Римі, Глава Української Греко-Католицької Церкви Блаженніший Святослав (Шевчук) заявив, що підтримує учасників Євромайданів та закликав «і тих, хто є на майданах, і тих, хто сьогодні має відповідальність перед народом, як наші народні обранці, і тих, хто є представниками різних громадських організацій і політичних партій, працівниками правоохоронних органів, нашу владу — не допустити насилля», «не допустить пролиття жодної краплі крові, щоб ми не зруйнували нашого майбутнього».
Про підтримку учасників Євромайдану заявив попередник Святослава Шевчука на посаді настоятеля Української Греко-Католицької Церкви Любомир (Гузар):

| Влада як така нас водила за ніс. Народ це відчув, зрушився і це дуже-дуже добре, бо люди пішли за свої корінні інтереси, за свободу.«...» Якщо хтось з Європи дивиться на Майдан – він побачить вже інший народ, іншу, справжню Україну! |
Любомиру Гузару лише хвороба не дозволила особисто прийти на Майдан Незалежності у Києві. За словами Мирослава Поповича, «Блаженніший Любомир (Гузар) також хотів прийти на Майдан Незалежності, однак не зміг, бо захворів. Він просив передати учасникам акції найщиріший привіт та бажання всім вам перемогти в цій боротьбі».
1 грудня блаженніший Любомир Гузар під час свого виступу на Майдані Незалежності закликав всіх чинити добро: «Ми мусимо бути того свідомі, що у нашому народі є група людей, для яких найважливіша їхня власна вигода», «Яка на це може бути ефективна відповідь? Серед нас дуже багато добрих людей. Але замало бути добрим — треба чинити добро. Якщо хочете жити у нормальній державі, передати її дітям і внукам — чинімо добро».

#### Секта Догнала
У неділю 24 листопада в Дрогобичі колона людей (40—50 осіб) з незареєстрованого релігійного угруповання УПГКЦ (так звана «секта Догнала») з вигуками і транспарантами проти Євросоюзу намагалась спровокувати на площі Ринок біля ратуші сутичку з учасниками більш ніж 1000-го віче на підтримку «Євромайдану». Коли прихильники євроінтеграції витіснили опонентів із головної площі міста, останні здійснили спробу зірвати Богослужіння у храмі Петра і Павла УГКЦ, але були звідти вигнані парафіянами та учасниками мітингу, до яких приєдналось чимало небайдужих дрогобичан.

#### Римо-Католицька Церква
В Одесі на підтримку мітингувальників до них приїхали священнослужителі Римо-Католицької церкви прочитати молитву.
Конференція Римсько-Католицьких Єпископів України засудила ті події, що відбулися на майдані Незалежності у ніч з 29 на 30 листопада і закликала «представників влади невідкладно вжити кроків, які відкриють дорогу до суспільного порозуміння та діалогу».
Папа Римський Франциск запевнив у своїй підтримці український народ. «Папа Франциск запевняє про свої молитви за мир і згоду для улюбленого українського народу», йдеться в листі на ім'я Блаженнішого Святослава, настоятеля УГКЦ.

#### Духовне управління мусульман України «Умма»
30 листопада 2013 р. було зроблено перше офіційне звернення від мусульманських громад ДУМУ «Умма» до всіх сил, політичних партій, державних органів та громадян України з закликом не допустити повторного побиття мирного цивільного населення, а також не піддаватися на провокації.
| Релігійні громади ДУМУ «Умма» засуджують насильство, що вчинили працівники правоохоронних органів до учасників мирної акції протесту на головному майдані столиці.«...» Закликаємо всі сторони до діалогу, миру та взаємного порозуміння. Маємо надію, що влада почує вимоги громадян та візьме їх до уваги. Закликаємо вірян до спільної молитви за Україну та мир в нашій країні. |
В другому зверненні ДУМУ «Умма» щодо ситуації в Україні від 3 грудня 2013 р. йшлося:
| Мусульмани України, як громадяни цієї країни та її невіддільна частина, з самого початку зіткнень на площах країни, закликали сторони до компромісу і толерантності, а також засудили агресію правоохоронних органів проти мирних громадян.«...» Україна перебуває на етапі формування громадянського суспільства, яке є атрибутом відкритої правової держави. Релігійні і громадські організації як інститути громадянського суспільства не можуть залишатися осторонь від подій, що відбуваються.«...» Ми, ВАГО «Альраід» і ДУМУ «Умма», офіційно заявляємо, що мусульмани — патріоти нашої спільної Батьківщини, які готові відстоювати її суверенітет і територіальну цілісність. Наші одновірці, як і люди інших релігійних поглядів, виходять на мирні мітинги, відкрито висловлюючи свою громадянську позицію.«...» |
На День Соборності 2014 року муфтій ДУМУ «Умма» Саід Ісмагілов закликав політиків і громадян шукати один в одному те, що об'єднує, а не розділяє, підкреслив свій патріотизм, прагнення вирішення суперечок шляхом діалогу та припинення кровопролиття. Зосередив увагу на тому, що священнослужителі різних віросповідань у ці тривожні дні надають один одному небувалу підтримку, а також висловив свою підтримку комюніке, що було прийняте 22 січня 2014 р. Всеукраїнською радою церков і релігійних організацій на екстреному засіданні, в якому учасники закликали до негайного припинення кровопролиття, засуджують використання церков і релігійних організацій у політичних маніпуляціях, а також просять про термінову зустріч із Президентом України та лідерами опозиції.
31 січня 2014 року в Ісламському культурному центрі Києва муфтій Саід Ісмагілов провів молитву (ду'а) наголосивши на тому, що для тутешніх мусульман Україна — це Батьківщина:

| «...» ця країна, де ми сповідуємо і проповідуємо іслам; де ми виросли самі й будемо ростити наших дітей. І навіть ті, хто народився в іншій країні і приїхав в Україну, повинні пам’ятати приклад Пророка Мухаммада, мир йому і благословіння, який народився в Мецці, але всім серцем полюбив Медину, мешканці якої дали йому притулок та підтримку; активно брав участь в суспільному житті міста і відстоював інтереси своїх нових співгромадян незалежно від їх національності та віросповідання. Мусульманин ніколи не повинен стояти осторонь від свого суспільства. «...» |
20 лютого 2014 р. з'явилося чергове звернення ДУМУ «Умма» з приводу подій 18—20 лютого 2014 р. зі свідоцтвами про застосування автоматичної вогнепальної зброї, гранат та важкої бронетехніки, а також із закликами до припинення насильства, відновлення мирних переговорів, закликом вийти за межі конфлікту, взявши до уваги людську гідність. Висловлюється сподівання на сприяння міжнародної спільноти вирішенню конфлікту та заклик до неї виступити гарантом переговорів і дотримання прав і свобод. А також заклик до співгромадян обстоювати єдність і неподільність країни, давши відсіч сепаратистським настроям і заявам окремих діячів.
Під час традиційної п'ятничної молитви 21 лютого 2014 р. муфтій Саід Ісмагілов прочитав у проповідь про цінність людського життя та важливість дотримання закону і справедливості.
Підсумок та значення всіх зимових подій для ДУМУ «Умма» сконцентровано у зверненні до мусульман України і всього українського народу від 27 лютого 2014 р., в якому наголошується на тому, що мусульмани України — невід'ємна і важлива частина українського суспільства. Зокрема, події зими 2013—2014 рр. називаються продовженням незавершеної раніше національно-демократичної революції, яка покликана закріпити незалежність України, утвердивши принципи верховенства права, гарантування захисту прав, свобод, інтересів особи і громадянина. Було висловлено сум за загиблими на Майдані, кращими синами народу, які є прикладом справжнього патріотизму і любові до України і стали відомі як «Небесна сотня». Зазначено, що наразі народжується нове українське суспільство, але країна стоїть на межі фінансового колапсу та існує загроза територіальній цілісності держави, задля збереження якої всім силам слід консолідуватися. Далі йде заклик до всіх мусульман країни активно долучитися до процесів створення нової України, в якій буде подолано корупцію і безвідповідальність влади. Примітно, що в поточному звернені зазначається на символічності даних подій напередодні 200-річчя Т. Г. Шевченка і навіть процитовано кілька рядків із його вірша. Наостанок були висловлені сподівання, що нове керівництво України буде приділяти увагу вдосконаленню церковно-державної політики та відтворить дієздатний і кваліфікований орган із питань релігії.

#### Українська Православна Церква Київського Патріархату
11 грудня, після чергової спроби застосувати силу для «зачистки» Євромайдану, патріарх Київський і всієї Руси-України Філарет підписав Заяву, у якій наголошено на неприпустимості таких дій влади та силових структур:
| 1. Застосування сили для обмеження конституційних прав громадян на свободу мирних зібрань і свободу висловлення своєї думки, чому весь світ став свідком цієї ночі, є неприйнятним. Теперішня політична та суспільна криза не має вирішуватися силовими засобами, які лише ведуть до зростання напруги. Наслідком силових дій може бути лише радикалізація протесту та сповзання нашої держави у повномасштабний громадянський конфлікт. [...] 4. Судові рішення не можуть вважатися достатньою умовою для вчинення, особливо під покровом ночі, силових акцій, спрямованих на обмеження конституційних прав на свободу мирних зібрань і свободу висловлення думки. Не слід забувати, що і розп'яття Господа Ісуса Христа, і страта мучеників давнього та нового часу, і численні репресії XX століття також відбувалися за рішенням судів – але це не зробило беззаконня законним. 5. Звертаючись найперше до представників держави, але також і до учасників громадянських акцій, закликаю всіх не чинити насильства. Пам'ятаймо, що за всяке слово і всяку дію, за неправду, за насильство і пролиття крові кожен особисто дасть відповідь перед Богом. Зло ніколи не залишиться без покарання, а добро і миротворчість будуть винагороджені. |
21 січня, після штурмів 19 та 20 січня, патріарх Київський і всієї Руси-України Філарет підписав Заяву, у якій закликав пам'ятати про особисту відповідальність:
| ... Замість діалогу відбувається ескалація насильства. Все розпочалося з побиття міліцейськими загонами учасників мирної акції на Майдані Незалежності в ніч на 30 листопада минулого року. Попри заяви та обіцянки, розслідування цього побиття досі не завершене, винні не притягнуті до відповідальності. ... Три останні дні у центрі Києва палає вогнище відкритого силового протистояння, пролилася кров, є важко поранені. Це – плід відсутності мирного діалогу, наслідок глухоти влади до вимог протестувальників. Суспільство наближається до межі, за якою - громадянська війна. Тому Церква закликає Президента, як главу держави, і опозицію невідкладно розпочати прямі, і що найважливіше – плідні переговори для досягнення виходу з кризи. Я звертаюся до тих, хто сьогодні стоїть по обидва боки конфлікту, до протестувальників і до озброєних представників влади, а також до тих, хто впливає на них наказами чи закликами: кожен з вас перед Богом відповідатиме за свої слова і дії, за пролиту кров і завдані каліцтва. Цієї відповідальності ніхто не уникне, від неї ніхто не буде звільнений! Категорично неприйнятними є заклики до екстремізму чи сепаратизму. ... Закликаю всіх вірян молитися за Україну, за примирення ворогуючих, подолання міжусобиці. Переконаний, що з Божою допомогою наш народ пройде випробування цих важких днів, захистить і збереже соборну, незалежну і неподільну Україну. Писання свідчить, що у правді, а не в силі - Бог. Тому правда переможе, а відповідно переможе кожен, хто стоїть на боці Божої правди. Закликаю на весь український народ Боже благословення! |
20 лютого 2014 року Священний Синод Української Православної Церкви Київського Патріархату визначив припинити поминання влади за богослужінням, «враховуючи, що державною владою не були почуті неодноразові заклики Церкви до неї не застосовувати зброю проти народу, який обрав владу для служіння собі та Україні…». Також Синод постановив закликати владу негайно припинити застосування зброї проти українського народу та нагадати про особисту відповідальність перед Богом. Оскільки в Священному Писанні є настанова про необхідність піднесення молитви за владу, а за Конституцією України єдиним джерелом влади є український народ, постановили, на термін до наступного рішення Священного Синоду підносити молитви під час богослужіння за формулою: «за Богом бережену Україну нашу й український народ.»

#### Українська Лютеранська Церква
В Одесі на підтримку мітингувальників до них приїхали священнослужителі Української Лютеранської церкви прочитати молитву.
- МУХОМОРОВА, Тетяна (4 лютого 2014). Крапля в морі: історії служіння на Майдані від Лютеранської Церкви. risu.org.ua. Релігійно-інформаційна служба України. Процитовано 26 листопада 2014.[521]

#### Міжконфесійні акції
Під час Всесвітнього тижня гармонійних міжконфесійних відносин і толерантності в Донецьку 6 лютого 2014 р. відбувся круглий стіл на тему «Образ майбутнього створюємо разом. Погляд громадських, релігійних організацій і органів влади на шляху духовно-морального відродження суспільства», який зібрав на діалог із місцевою владою представників 22 конфесій регіону, зокрема ДУМУ «Умма» (Саід Ісмагілов), ДЦМУ (Руслан  Абдікєєв), УГКЦ (о. Тихон (Кульбака) та Михайло Неїжмак), Всеукраїнська жіноча єврейська організація «Проект Кошер» (Наталія Байсара), Релігійне товариство Свідомості Крішни (Олександр Плахов), Церква ІХСвОД (Роберт Локхед) та пастори різних протестантських деномінацій та громадських організацій. Ініціаторами заходу виступили Центр релігієзнавчих досліджень та міжнародних духовних стосунків, ВАГО «Альраід», ДОГО "Центр розвитку і гармонізації людини «Схід» і «Етнографічний комплекс Донбас».
Саід Ісмагілов у своєму виступі підкреслив, що вірян незалежно від конфесійної приналежності об'єднують безліч факторів як близькі морально-етичні цінності та соціальне служіння, що особливо гостро постали в ході останніх подій у країні.
За результатами круглого столу було ухвалено рішення щодо розробки проєктів спільних заходів у сферах екології (прибирання вулиць, парків), духовно-моральної просвіти і благодійності. Також учасники одноголосно підтримали ідею відновлення діяльності Ради церков і релігійних організацій Донецького регіону, до складу якої мали б увійти не лише керівники релігійних громад, а й представники державної влади, ЗМІ, громадські і правозахисні організації.
17 лютого 2014 р. миряни УГКЦ ініціювали у Львові щогодинну публічну спільну екуменічну молитву за Україну на площі львівського Євромайдану. Це стало прикладом для виникнення молитовних майданчиків і в інших місцях України, зокрема 21 лютого 2014 р. через сторінку спільноти Євромайдан у Фейсбуці закликали до спільної 15 хвилинної молитви на всіх майданах країни о 15 годині 23 лютого, а 25 лютого починає свою діяльність молитовний Майдан у Донецьку «За мир, любов та цілісність України»

#### Релігійні виші України

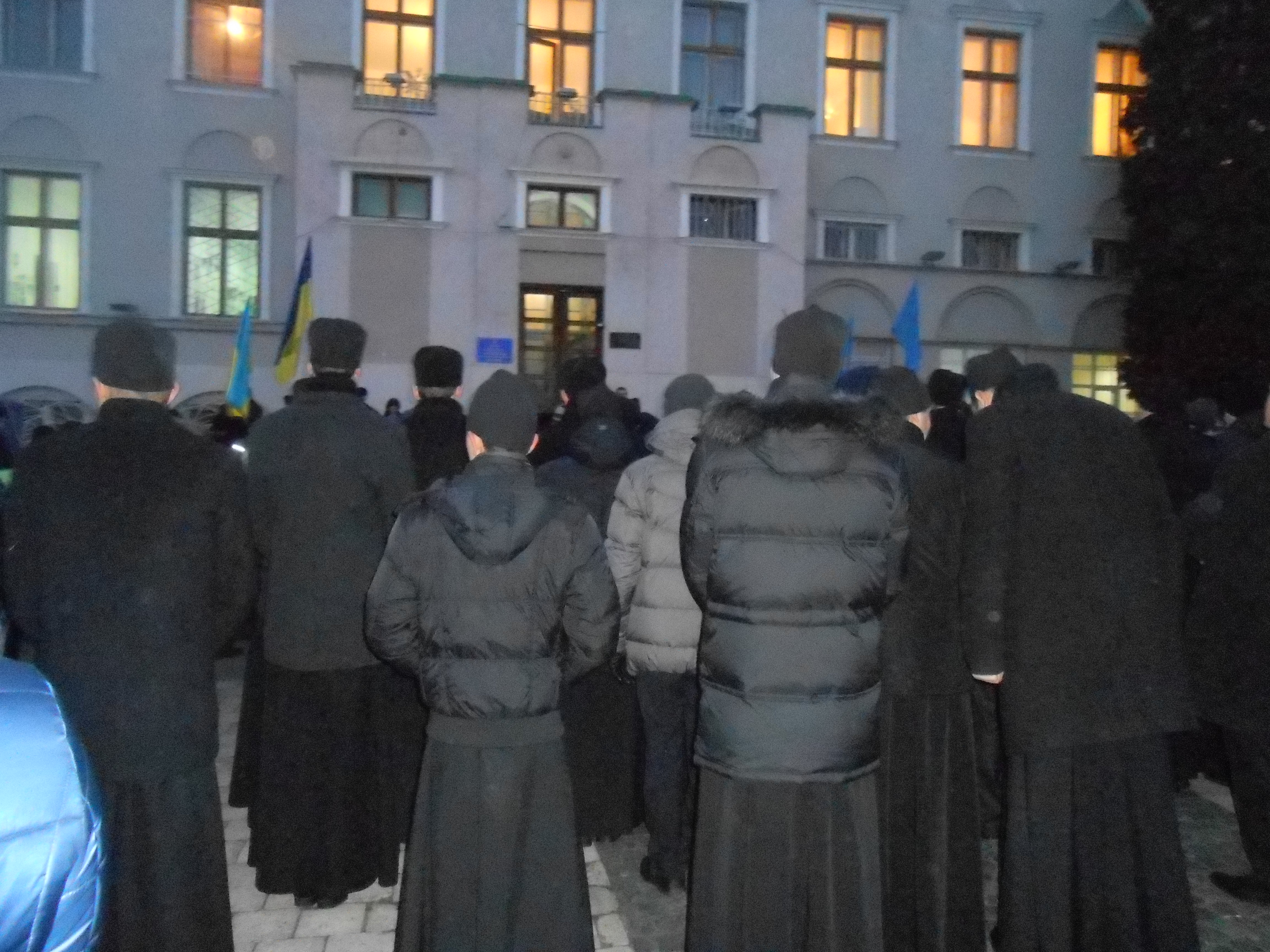
Семінаристи Дрогобицької духовної семінарії блаженних священномучеників Северина, Віталія та Якима УГКЦ на мітингу 27 листопада 2013 року в Дрогобичі на підтримку Євромайдану.

Про підтримку Євромайдану та його учасників заявили ректор Українського католицького університету (УКУ) отець Богдан Прах та президент УКУ владика Борис (Ґудзяк), ректор Ужгородської української богословської академії УПЦ МП ім. свв. Кирила і Мефодія та Карпатського університету ім. Августина Волошина професор, архімандрит Віктор Бедь.

#### Релігієзнавчі дослідження та архівні матеріали
Українські релігієзнавці випустили окрему книгу «Майдан і Церква. Хроніка подій та експертна оцінка», яка є наслідком моніторингу подій зими 2013—2014 рр.. Фокус зроблений на зборі та аналізі інформації про реакцію релігійних організацій України та їх лідерів на мирні протестні акції та спроби їх силового придушення. До збірки увійшли офіційні документи ВРЦіРО та окремих релігійних організацій, звернення та заклики релігійних лідерів до народу і до влади, неофіційні висловлювання та коментарі звичайних вірян та їх пасторів, експертні оцінки політиків, державних діячів і релігієзнавців.
Книга містить короткий моніторинг подій, підбірку експертних оцінок подій у хронологічному порядку, якій ґрунтується на матеріалах публікацій різних авторів у різних інтернет-виданнях (url-адреси наводяться наприкінці кожної публікації), переважно на РІСУ та «Релігія в Україні». У розділі «Ілюстративні матеріали» зібрано в хронологічній послідовності звернення офіційних представників релігійних організацій із наверненням посилань на їх офіційні сайти, а також матеріали щодо дій Всеукраїнської ради церков та релігійних організацій, окремих представників релігійних організацій, тощо.

### Реакція світової спільноти
- 10 січня 2013 року: «Вони (правлячий клан Януковича — „EU Observer“) є доведеними брехунами і бандитами», — пише видання, цитуючи слова «дипломатичного джерела однієї великих країн ЄС». — «Ми не повинні більше проводити ніяких переговорів з ними, тому що це було б зрадою стосовно Євромайдану, і єдине, до чого вони приведуть, — допоможуть Януковичу з бартером на дешевші ціни на газ з Росією».

#### Міжнародні організації
- Європарламент — 26 листопада ЗМІ поширили інформацію про офіційну заяву представників Європарламенту стосовно можливості серйозних наслідків для уряду України у тому разі, якщо він використає силу проти прихильників євроінтеграції під час масових акцій протесту.[544] |  | Українська влада не має права застосовувати силу проти демонстрантів, які проводять мирний протест на Європейській площі, проти рішення українського уряду не підписувати Угоду про асоціацію з ЄС. Інакше будуть серйозні наслідки... |
- НАТО — 28 листопада у відповідь на питання журналістів про «тиск на Україну» — генеральний секретар НАТО Андерс Фог Расмуссен заявив: «Якщо хтось чинить тиск на Україну, щоб відвернути її від рішення про підписання угоди про асоціацію — то це грубо суперечить принципам, які ми всі підписали багато років тому у 1999 році…».[545]
- 3 грудня голова Freedom House Девід Кремер закликав до санкцій проти президента Януковича та членів його родини.[546]

#### Країни
- Європейський Союз — див. Санкції Євросоюзу проти громадян України, підозрюваних у незаконному привласненні державних коштів і порушенні прав людини (2014 р.)
- Канада — 25 листопада після пертурбацій із політичним курсом України та Євромайданом скасовано зустріч голови Конґресу Українців Канади Павла Ґрода з головою ВРУ Володимиром Рибаком. 30 листопада перший секретар посольства України в Канаді Наталія Голуб склала повноваження держслужбовця на знак протесту проти дій української влади щодо жорстокого розгону Євромайдану у Києві.[547] Того ж дня канадський уряд в особі міністра закордонних справ Канади, Джона Берда, засудив розгін демонстрантів на Майдані Незалежності. Серед іншого міністр додав:[548][549]

|  | Свобода слова і свобода зібрань є фундаментальними принципами будь-якої справді демократичної країни. |

6 грудня міст Peace Bridge між містом Баффало штату Нью-Йорк та містечком Форт Ері канадської провінції Онтаріо став «жовто-блакитним» — згідно з рішеннями мерій обидвох міст на підтримку Євромайдану.
Понеділкова, 9 грудня газета Toronto Metro, за матеріалами The Associated Press повідомляє про сотні тисяч протестувальників, які заповнили Майдан Незалежності «скільки сягає око», а також про повалення пам'ятника Леніну, після чого, за словами Кличка, «…диктатура ніколи більше не виживе в нашій країні».
11 грудня прем'єр-міністр Канади Стівен Гарпер, заявив про можливість застосування санкцій проти української влади..
6 березня Стівен Гарпен заявив про введення санкцій проти представників режиму Януковича одночасно із введенням санкцій проти Росії.
- Польща — 26 листопада професор Ягеллонського університету Володимир Мокрий звернувся з відкритим листом до українського політикуму, в якому наголошував на необхідності прийти до домовленості й прийняти компромісні, але необхідні для євроінтеграції закони. За його словами, «припинення євроінтеграційних прагнень України означає повернення до недотриманого царською владою Переяслава і відкинення європейських цінностей».[554]

6 грудня впливові польські газети почали кампанію по підтримці європейських прагнень українців; журналісти закликають членів ЄС підтримати українців. Газета Rzeczpospolita оприлюднює заяву з вимогою від польських та європейських політиків скасувати візи для українців та закликом до польських політиків вплинути на керівників ЄС для прийняття спільного рішення щодо України.
Колишній керівник «Солідарності» Збіґнєв Буяк заявив, що спостерігаючи за «больовими прийомами» Росії щодо України і Білорусі, він переживає про майбутнє Польщі. Також Буяк назвав три тижні перебування на Майдані в 2004—2005 роках «найкращим досвідом у своєму житті через можливість порівняти революцію Солідарності з Помаранчевою революцією».
- Грузія — 27 листопада на знак солідарності з українським Євромайданом депутати парламенту Грузії прийшли на роботу зі стрічками у вигляді українського прапора.[557][558]
- Литва — 27 листопада Лорета Граужінене, спікер Сейму Литви виступила на київському Євромайдані з підтримкою вимог про європейську інтеграцію України. Українська влада висловила своє невдоволення виступом пані Граужінене, а Голова Верховної Ради скасував зустріч із литовською колегою[559]. 30 листопада, голова МЗС Литви, Лінас Лінкявічус закликав українську владу припинити застосування сили проти демонстрантів.[560]
- Німеччина — 27 листопада канцлер Німеччини, Ангела Меркель, заявила, що буде розмовляти з представниками Росії щодо політичного тиску на Україну і нагадала, що Холодна війна вже закінчилася.[561]
- США — 28 листопада на саміті «Східного партнерства» держсекретар США Джон Керрі заявив: «звичайні громадяни кожної країни-члена — Вірменії, Азербайджану, Білорусі, Україні і Грузії — відіграють важливу роль у інтеграції з міжнародним товариством, що триває, і це дуже важливо». Після нападу тітушок на журналіста 29 листопада Посол США в Україні Джеффрі Р. Паєт заявив: «Ми рішуче підтримуємо право на свободу слова, друку і зібрань громадян, та засуджуємо сьогоднішні напади на українських журналістів».[562]

Заступник державного секретаря США Вікторія Нуланд закликала українську владу розслідувати розгін демонстрантів на Майдані Незалежності в Києві в ніч на 30 листопада. Про це вона сказала на початку пресконференції у Тбілісі: «Відповідальні за насильство 30 листопада мають постати перед правосуддям, а затриманих потрібно відпустити. Минуло шість днів, а відповідальності немає».
8 січня 2014. Сенат США ухвалив резолюцію на підтримку українського народу і його права на незалежне та демократичне майбутнє. Сенат вирішив, що «у разі подальшого державного насильства щодо мирних демонстрантів президент і Конгрес мають розглянути, чи слід застосовувати цілеспрямовані санкції, зокрема візові обмеження і заморожування активів щодо осіб, відповідальних за накази про насильство або вчинення насильства».
- Болгарія — 29 листопада президент Болгарії Росен Плевнелієв закликав українську владу «прислухатися до голосу народу», а також заявив, що буде працювати в напрямку можливого підписання Угоди про асоціацію між Європейським Союзом і Україною.[564]
- Швеція — 30 листопада Карл Більдт — Міністр закордонних справ Швеції — заявив: репресії проти прихильників євроінтеграції його турбують; сказав, що у Швеції пильно стежать за усім, що відбувається в Україні.[565]
- Велика Британія — 30 листопада Девід Лідінгтон — міністр у справах Європи МЗС Великої Британії — закликав українську владу «поважати право на мирний протест і провести ретельне розслідування розгону мітингу на підтримку євроінтеграції на майдані Незалежності».[560]
- Білорусь — Білорусь молиться за успіх України[566], в Білорусі за підтримку Євромайдану штрафують[567], є заборони підтримувати Україну[568], державна влада Білорусі перешкоджала організованій поїздці білорусів в Україну на допомогу Євромайдану та почала білоруська політична опозиція досліджувати український досвід[569], білоруси дистанційно впливали на противників Євромайдану масовим надсиланням SMS[570].
- Австрія — було заморожено активи 18 українських громадян, причетних до насильства у Києві, за підозрою в порушенні прав людини та корупції. Рішення про це було ухвалено 19 лютого.[571]
- Швейцарія — 26 лютого швейцарський уряд ухвалив рішення заморозити в швейцарських банках будь-які рахунки, пов'язані з колишнім президентом Януковичем.[572] Пізніше стало відомо, що заморожено активи 20 громадян України, серед яких Віктор Янукович та 19 осіб із його оточення.[573]
- Ліхтенштейн — 28 лютого Ліхтенштейн заморозив рахунки Януковича та його оточення вслід за аналогічним рішенням швейцарського уряду з тим самим списком підозрюваних.[574]

#### Реакція у Росії
- 22 листопада президент Росії Володимир Путін розкритикував ЄС та звинуватив у шантажі України щодо підписання угоди про асоціацію.[575]

Опитування, проведене Левада-Центром показує, що 30 % росіян європейську інтеграцію країни-сусіда вважають «зрадою» «слов'янської єдності». Водночас трохи менше 61 % респондентів не вважають Україну закордоном, а це дещо більше, ніж у випадку з Білоруссю. Лише 3 % висловлюються на користь європейської інтеграції для колишньої радянської республіки (Максим Кірєєв у Die Zeit).

## Транспаранти і гасла
- «Україна — це Європа!»[577]
- «Європа починається з тебе!»[578]
- «Чорні брови, карі очі, я до Путіна не хочу!»[579]
- «Путяра, іди геть!»[580]
- «Путин, если любишь — отпусти» (рос.)[581] (укр. «Путін, якщо любиш — відпусти»)
- «Януковича в жопу, Україну в Європу»[582]
- «Зека на Йолку»[583]
- «Єднайтеся українці, та не з москалями!»[584]
- «Ні кроку назад, позаду Москва!»[585]

### Гасла студентських страйків
- «Молодь нації за євроінтеграцію!»[141]
- «Слава Україні! Героям слава!»[141]
- «Студенти за ЄС!»[141]
- «Зека — на нари, тоді підем (піду) на пари!»[586]

## Ставлення населення
За результатами соціологічних досліджень, проведених у грудні 2013 — січні 2014 рр. акції Євромайдану підтримували майже половина населення України, від 42 до 50 відсотків респондентів. Не підтримували — від 35 до 50 відсотків респондентів.
| опитування                             | дата         | підтримують | не підтримують | нейтрально важко сказати байдуже |
| СОЦІС                                  | грудень 2013 | 42,0        | 35,6           | 22,4                             |
| Research & Branding Group              | грудень 2013 | 45,0        | 50,0           | 6,0                              |
| Фонду Демініціативи та Центр Разумкова | січень 2014  | 50,3        | 42,5           | 7,2                              |
| КМІС та СОЦІС                          | січень 2014  | 47,7        | 46,1           | 6,2                              |

У Києві, де відбуваються основні події Євромайдану, його підтримували 64 % респондентів (не підтримували — 26 %) за даними грудневого опитування компанії Research & Branding Group. Найвища підтримка була зафіксована серед респондентів віком 40—49 років (71 % за, 23 % проти) та молоді до 30 років (69 % за, 21 % проти). Найкритичніше до Євромайдану відносилися респонденти старше 55 років, серед яких підтримували акції протесту 54 %, не підтримували 36 %

## Учасники протестів

### Мітинги
За даними соціологічного опитування, проведеного Фондом «Демократичні ініціативи» 7—8 грудня, серед протестувальників на київському Євромайдані мешканці Києва становили 49,8 %, приїжджі з інших регіонів — 50,2 %. За опитуванням Інституту Горшеніна, проведеним 2 грудня, серед протестувальників кияни становили 50,5 %, мешканці інших регіонів — 49,5 %.
Абсолютна більшість приїжджих учасників Євромайдану (92 %) приїхали самотужки, приїзд 6 % був організований якоюсь громадською організацією або громадським рухом і 2 % — однією з партій.
Абсолютна більшість учасників Євромайдану (92 %) не належали до жодної партії та громадської організації. Членами партій були тільки 4 % протестувальників, до громадських організацій належали 3,5 %, до громадських рухів — 1,0 %.
Серед учасників Євромайдану чоловіки за чисельністю переважали над жінками (56 % проти 44 %), Соціально-демографічна структура учасників Євромайдану «молодша», ніж населення країни загалом: середній вік учасника — 36 років (38 % віком від 15 до 29 років, 49 % — 30—54 роки, 13 % — 55 років і старше.
За освітнім рівнем на Євромайдані переважали люди з вищою освітою (64 %), з середньою та середньою спеціальною — 22 %, незакінченою вищою — 13 %, неповною середньою — менше 1 %.
Дещо більше половини учасників Євромайдану вдома спілкується української мовою, 27 % — російськомовні, 18 % — спілкуються і українською, і російською, 1 % — іншомовні.
За родом занять серед учасників Євромайдану найбільшу групу (40 %) становили спеціалісти з вищою освітою, представлені були також студенти (12 %), підприємці (9 %), пенсіонери (9 %), керівники (8 %), робітники (7 %).

### Постійне населення
За даними соціологічних опитувань, проведених Київським міжнародним інститутом соціології та Фондом «Демократичні ініціативи» 3 лютого 2014 року, соціально-демографічні характеристики мешканців стаціонарних точок Майдану (наметів, Будинку профспілок, будівлі КМДА, Жовтневого палацу, Українського дому та ін.) були такими:
За статтю:
- чоловіки — 88,2 %
- жінки — 11,8 %

За віком (середній вік 37 років):
- 18—29 років — 33,2 %
- 30—54 роки — 56,0 %
- старше 55 років — 10,8 %

За освітою:
- вища — 43,1 %
- загальна середня та середня спеціальна — 43,1 %
- незакінчена вища — 9,5 %
- неповна середня — 4,3 %

За родом занять:
- спеціалісти — 26,7 %
- підприємці — 17,4 %
- робітники −15,2 %
- студенти — 6,2 %
- пенсіонери — 7,4 %
- керівники — 4,5 %
- службовці — 4,2 %
- працівники правоохоронних органів, військові — 3,0 %
- сільськогосподарські робітники, фермери — 2,9 %
- інші — 0,5 %
- без постійного місця роботи — 13,0 %

За місцем проживання:
- кияни — 12,4 %
- приїжджі — 87,6 %
  - з західних областей — 48,0 %
  - з центральних областей — 20,1 %
  - з південних та східних областей — 18,4 %

За мовою:
- українська — 59,0 %
- українська і російська — 24,0 %
- російська — 15,6 %
- інша — 0,8 %

## Наслідки Євромайдану
Результатами Євромайдану стали:
- Усунення від влади Януковича
- Відставка уряду Азарова
- Звільнення політв'язнів
- Призначення нових президентських виборів і виборів до деяких органів місцевого самоврядування.
- Прихід до влади праволіберально-консервативного уряду на чолі з Арсенієм Яценюком.
- Початок російської інтервенції.
- Масові повалення пам'ятників Леніну по території всієї Україні.

Панорама Майдану 13 травня 2014 року

### Гаазький суд про Євромайдан
У доповіді, представленій 12 листопада 2015 р., прокурором кримінального Міжнародного суду в Гаазі Фату Бенсуда, як передає Deutsche Welle, зазначено, що під час зіткнень на Майдані в Києві були серйозно порушені основні права людини, але не скоювалися злочини проти людяності.
Як зазначила прокурор, насильницькі дії влади на Майдані були спрямовані «проти цивільного населення», проте достатні докази того, що це відбувалося «широкомасштабно або систематично», відсутні.
У квітні 2014 року Київ визнав юрисдикцію міжнародного суду щодо злочинів, скоєних з листопада 2013 року по лютий 2014 року.
Усього, за даними міністерства охорони здоров'я України, в ході акцій протесту в Києві та інших містах країни загинули 106 чоловік.

Утім, як повідомляли «Коментарі», це лише офіційні цифри, з якими не згодні, наприклад, медики-волонтери Майдану. Вони стверджували, що кількість загиблих у ході протистояння на Майдані Незалежності в Києві, а також у пов'язані з ним події досягає 780 осіб.
Наскільки нам відомо, 780 людей загинули. У це число входить близько 300 осіб, які пропали з лікарень (БСП, інших медустанов), їх вивезли і далі спалили в крематоріях. У Будинку профспілок (на 4—8 поверхах) були близько 200 поранених, які не могли самостійно пересуватися, не могли бачити, з черепно-мозковими травмами — вони заживо згоріли живцем. Звідти трупи вивозили в невідомому напрямку мікроавтобуси VW чорного кольору без номерів,
— про це повідомляла в квітня 2014 року волонтер-медик Анастасія Поліщук.

## Цікаві факти

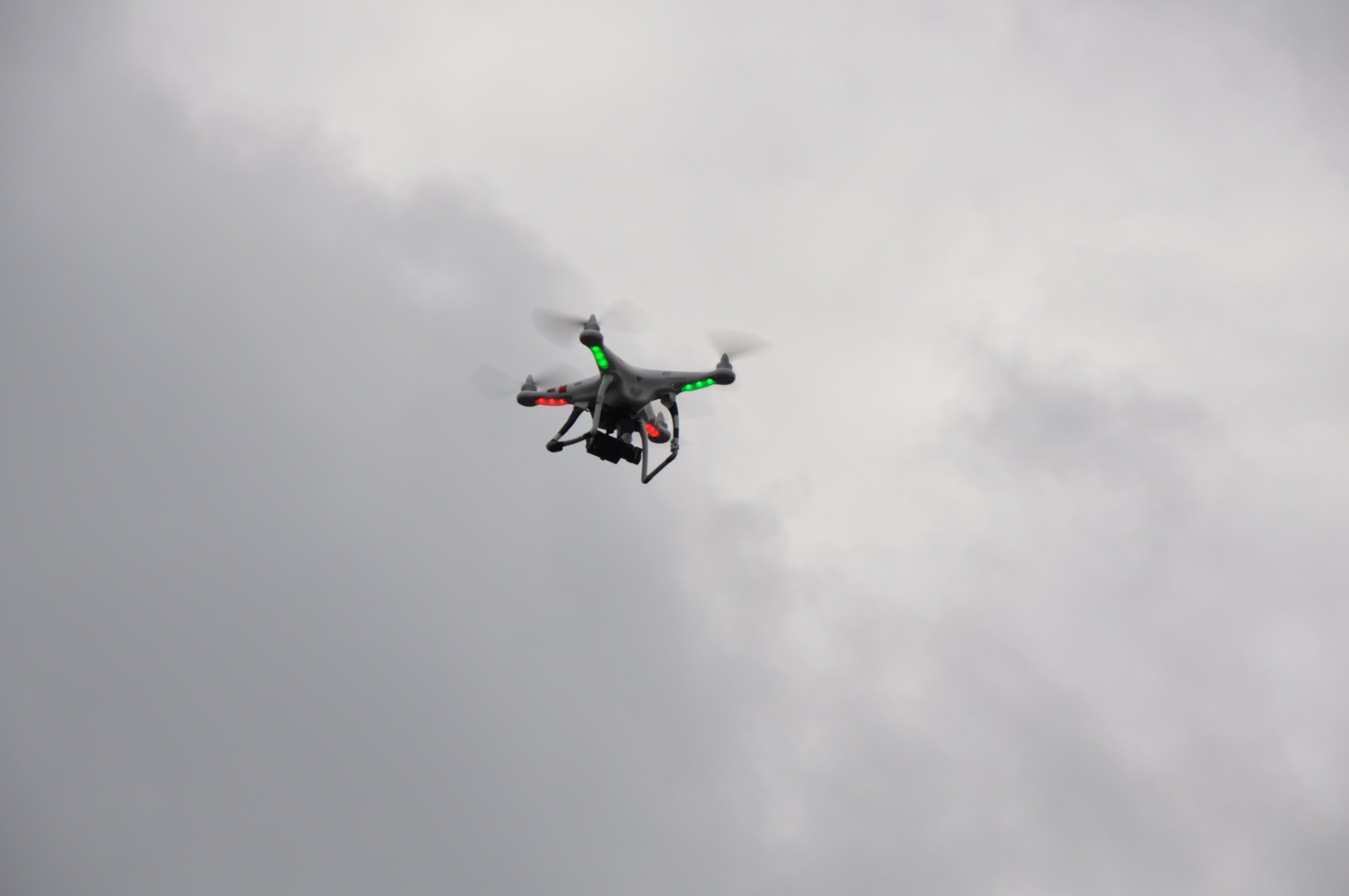
Радіокерований дрон із прикріпленою до нього камерою у небі над львівським євромайданом, 1 грудня 2013

- Початок протестів на «Євромайданах» збігся з 9-ю річницею Помаранчевої революції. Саме 22 листопада 2004 року розпочалася кампанія протестів, мітингів проти фальсифікацій результатів президентських виборів 2004 року. Крім того, 23 листопада 2013 року в Україні відзначали День пам'яті жертв голодоморів.
- Речник пресслужби Державної прикордонної служби України повідомив, що нібито через несприятливі погодні умови чартерний рейс Гамбург — Київ, яким Віталій Кличко повертався в Україну після консультацій із європейськими політиками, відмовилися прийняти в аеропортах «Бориспіль» та «Жуляни».[595] Літак посадили о 12:40 лише в аеропорту Кривого Рогу, звідки Віталій Кличко добирався автомобілем до Києва. Деякі ЗМІ повідомили, що посадку заборонили, щоб перешкодити участі Кличка у Євромайдані в Києві, оскільки попри погодні умови аеропорт «Бориспіль» цього дня приймав рейси[596]. Окрім того, прикордонна служба звинувачує Кличка у тому, що він порушив режим пропуску через держкордон, бо під час прильоту літака співробітників митної служби в аеропорту не було.[597] Віталій Кличко стверджує, що мав при собі дипломатичний паспорт і, відповідно, не був зобов'язаний проходити митний огляд.[598]
- Можливо, міліція стежила за протестами, крім стаціонарних камер спостереження, також за допомогою радіокерованих дронів із прикріпленими до них камерами. Такі апарати були помічені у небі над євромайданами у Львові та Києві.[599] Хоча не факт, що міліція, або — і міліція, і звичайні громадяни-радіоаматори. Бо в інтернеті з'явилися гарні відеосюжети та музичні кліпи про Євромайдан, записані з таких дронів.[600]
- Слово «Євромайдан» стало словом 2013 року за версією словника сучасної української мови та сленгу «Мислово»[601] а також найпопулярнішим неологізмом у Росії.[602]
- Член Європейського парламенту, колишній прем'єр-міністр Бельгії Гі Вергофстадт назвав Євромайдан найбільшою проєвропейською демонстрацією в історії ЄС.[603]
- 19 лютого 2014 року гірськолижниця Богдана Мацьоцька відмовилась брати участь у зимових Олімпійських іграх 2014 року, протестуючи проти насильницьких зіткнень у Києві.[604]

### Пародії
- На Youtube можна знайти кліп, в якому проводиться порівняння уявного засідання в кабінеті Януковича після спроби розігнати Євромайдан 11 грудня 2013 р. з подіями у бункері Гітлера напередодні взяття союзниками Берліну під час другої світової війни.[605]

### День заступника Києва
Цікаво, що саме 21 листопада Православна Церква відзначає день архангела Михаїла. За Біблією, саме архістратиг Михаїл першим повстав проти сатани та інших пропащих ангелів, очолив битву та скинув їх із неба.
Як пише митрополит Макарій, Михаїл вважається патроном усіх вірних Богу, які виступають проти сил зла.[джерело?]
Архистратиг Михаїл вважається заступником Києва. Його скульптура встановлена на Майдані Незалежності. У правиці Михаїл тримає вогненний меч.

## Вшанування пам'яті
21 лютого на Майдані відбулось прощання із загиблими повстанцями. У жалібних промовах їх назвали «Небесною сотнею». Під час прощання із загиблими зі сцени Майдану звучала жалобна пісня «Гей, пливе кача…».

### Топоніміка
Рішенням Вінницької міської ради від 21 лютого 2014 р. було перейменовано площу Радянську на площу Героїв Майдану, з метою увічнення пам'яті загиблих героїв Майдану в Києві.
Площа Героїв Євромайдану з'явилася в Тернополі.
У Хмельницькому вулицю театральну перейменували на вулицю Героїв Майдану.
Площа Героїв Майдану також з'явилася в Дніпрі.
У Львові вулицю Гвардійську рішення Львівської міськради було перейменовано на вулицю Героїв Майдану.
Схожі топонімічні пропозиції обговорюються у Кропивницькому, Луцьку тощо.

### Пам'ятники
Перший тимчасовий пам'ятний знак загиблим героям був встановлений у Києві на вулиці Грушевського 25-26 січня 2014 як міжнародний арт-проєкт «Слава Героям Майдану», автори  О. Харч і В. Ахунов . 22 лютого постав  ситуативний меморіал загиблим на Майдані також на вул. Грушевського. і пізніше, продовж кінця лютого — березня 2014 на вул. Інститутській громадянами було Пам'ятний хрест загиблим героям Євромайдану, низку пам'ятних знаків, а також Каплицю непорочного серця матері новомучеників України. У кінці березня 2014 було оголошено відкритий конкурс проєктів матеріалізації подій революції гідності, який згодом отримав назву «Територія гідності», переможці якого були оголошені у червні 2015 року. Згідно з розпорядженням Кабінету міністрів України, у 2016 році заплановано утворити державний заклад «Меморіальний комплекс Героїв Небесної Сотні — Музей Гідності», і віднести його до сфери управління Українському інституту національної пам'яті. Крім того, у Києві лунають пропозиції спорудити пам'ятник Героям Майдану на місці поваленого пам'ятника Леніну.
Одними з перших відкрилися пам'ятники героям Небесної сотні у Луцьку, у Ківерцях (серпень 2015), Чемерівцях (грудень, 2015).
У вересні 2015 року був відкритий перший у США пам'ятник Небесній сотні в м. Блумінгдейл (Bloomingdale, Illinois), поблизу Чикаго.
Конкурс на спорудження пам'ятнику Небесної сотні було проведено у Хмельницькому, його результати було оголошено у жовтні 2015.
Увічнення трагічних подій у камені обговорюється громадами Миколаєва, Херсону, Дніпра, Маньківки Черкаської області, Сум.

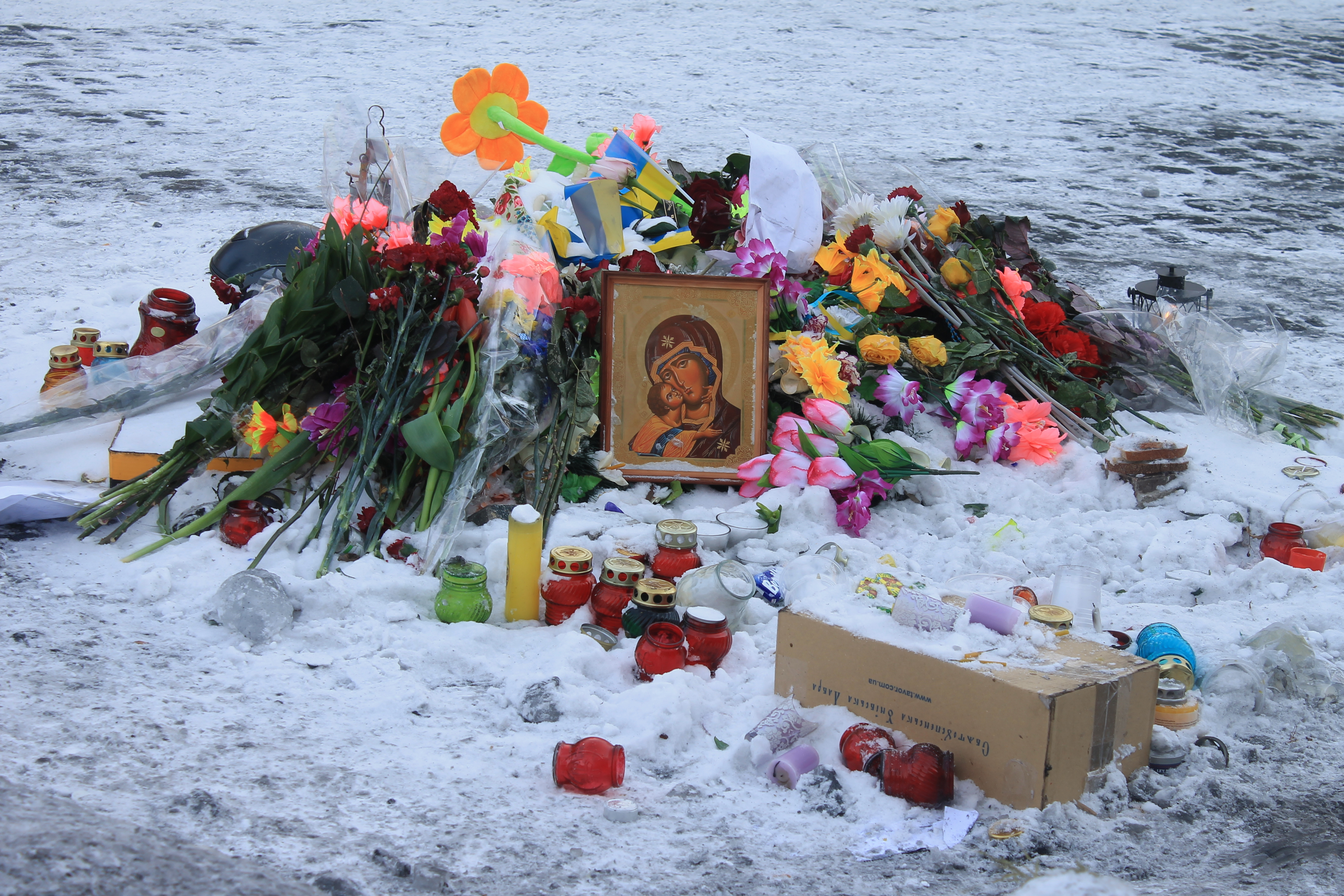
Меморіал загиблим під час Євромайдану
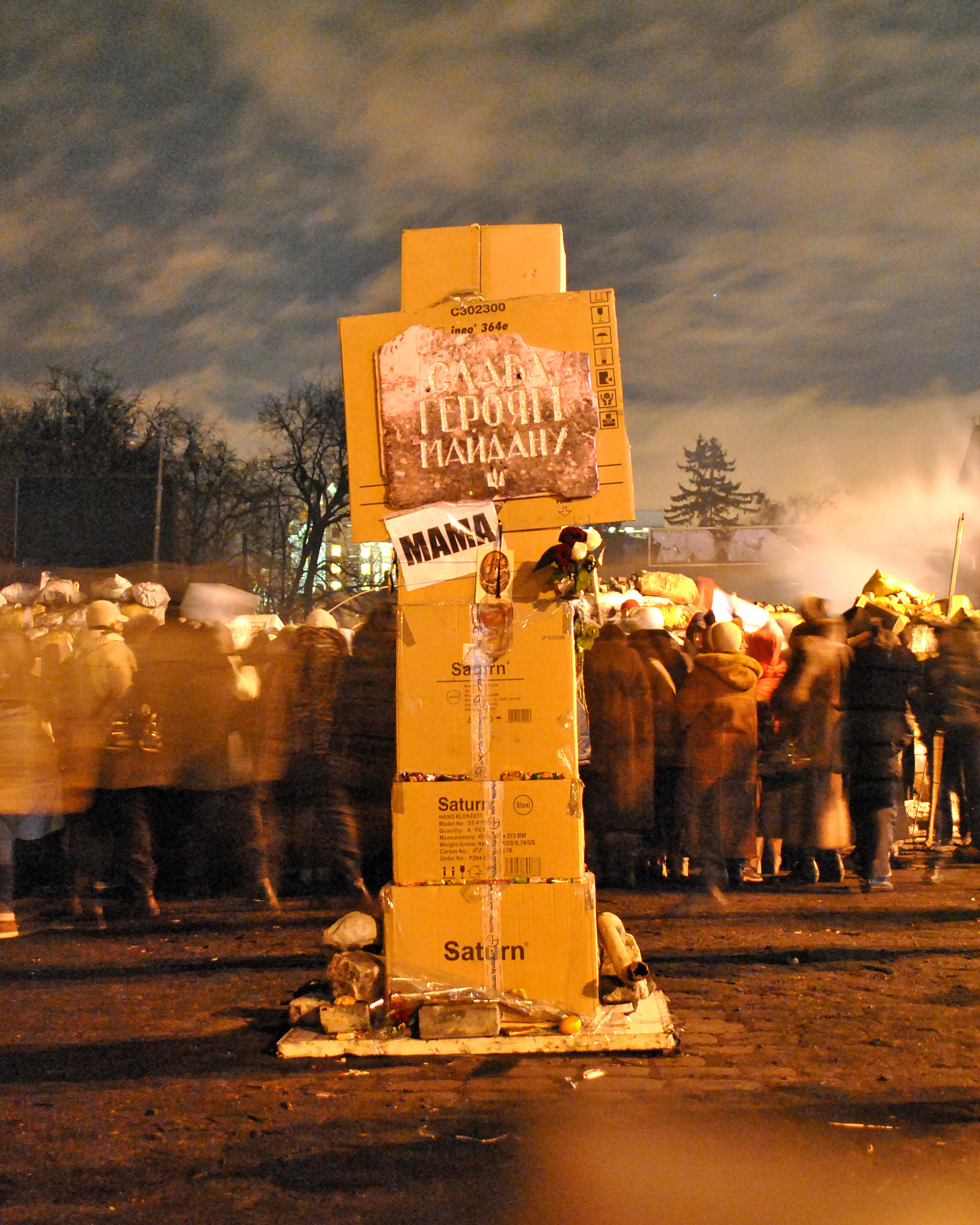
Тимчасовий пам’ятний знак загиблим Героям, встановлений 25-26 січня 2014, автори  О. Харч і В. Ахунов
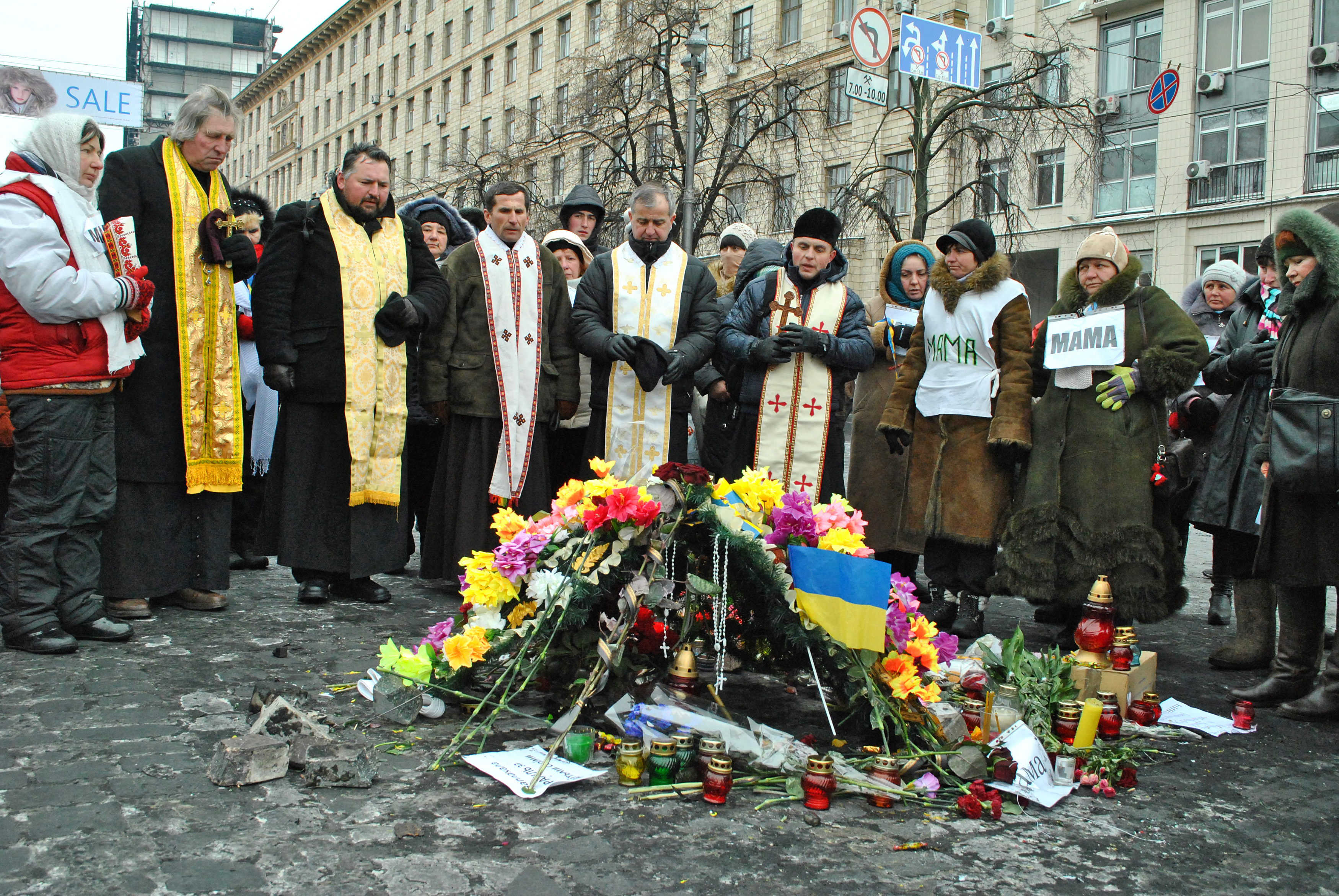
Молитва біля тимчасового меморіалу загиблим під час Євромайдану
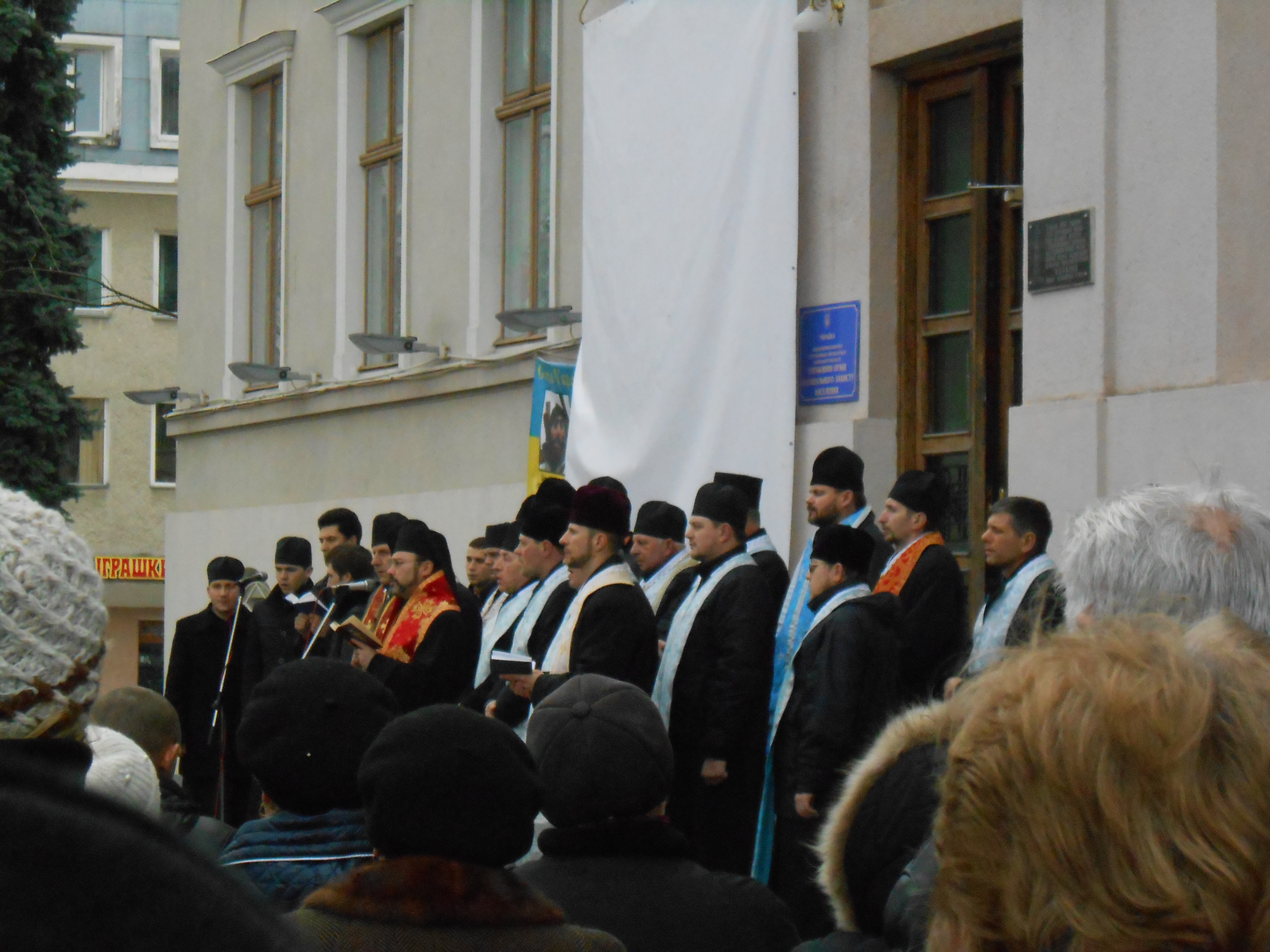
Молитва 20 лютого 2014 року в Дрогобичі за вбитими на Євромайдані
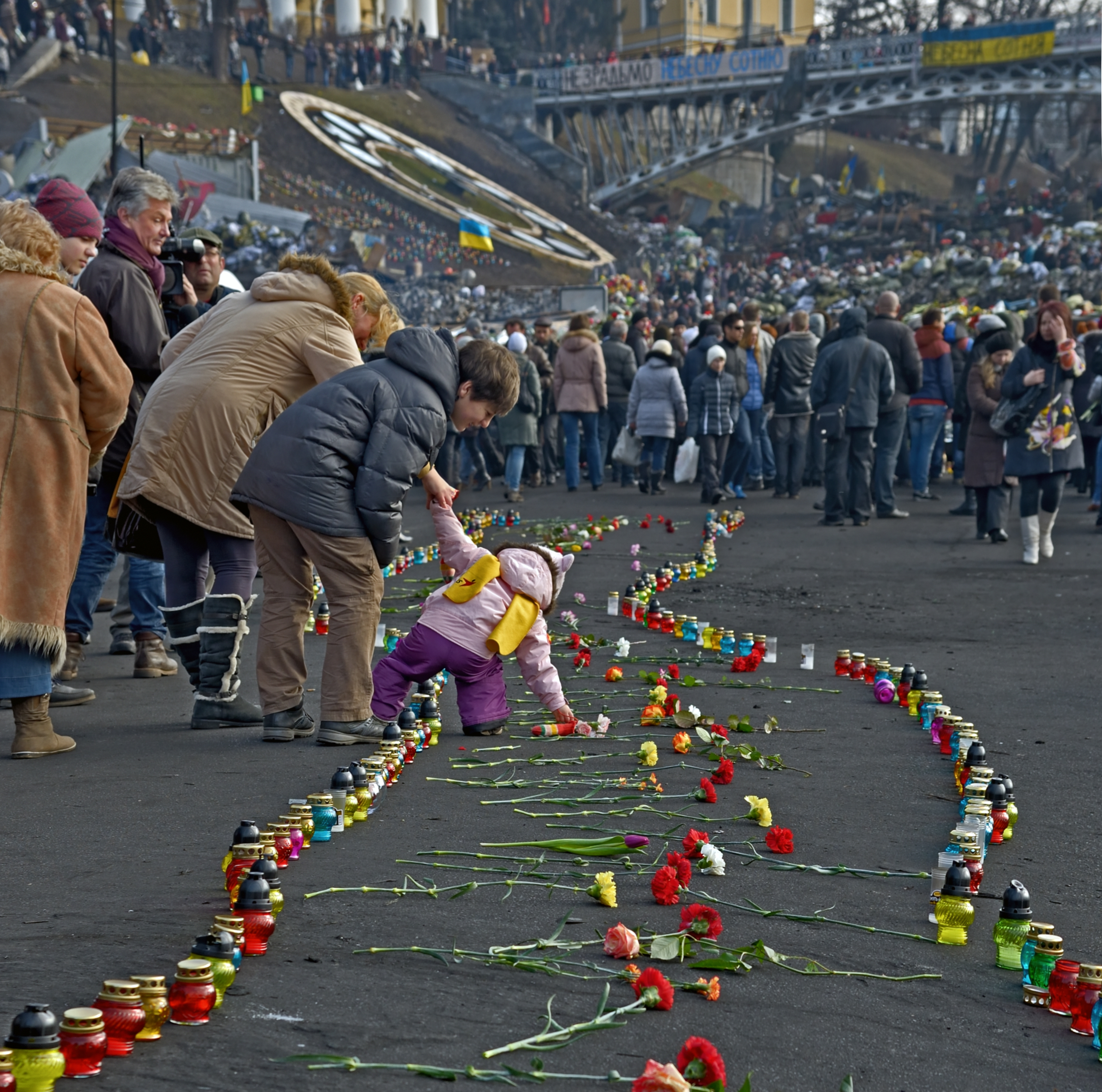
Шлях Небесної сотні. Вул. Інститутська. 24.02.2014
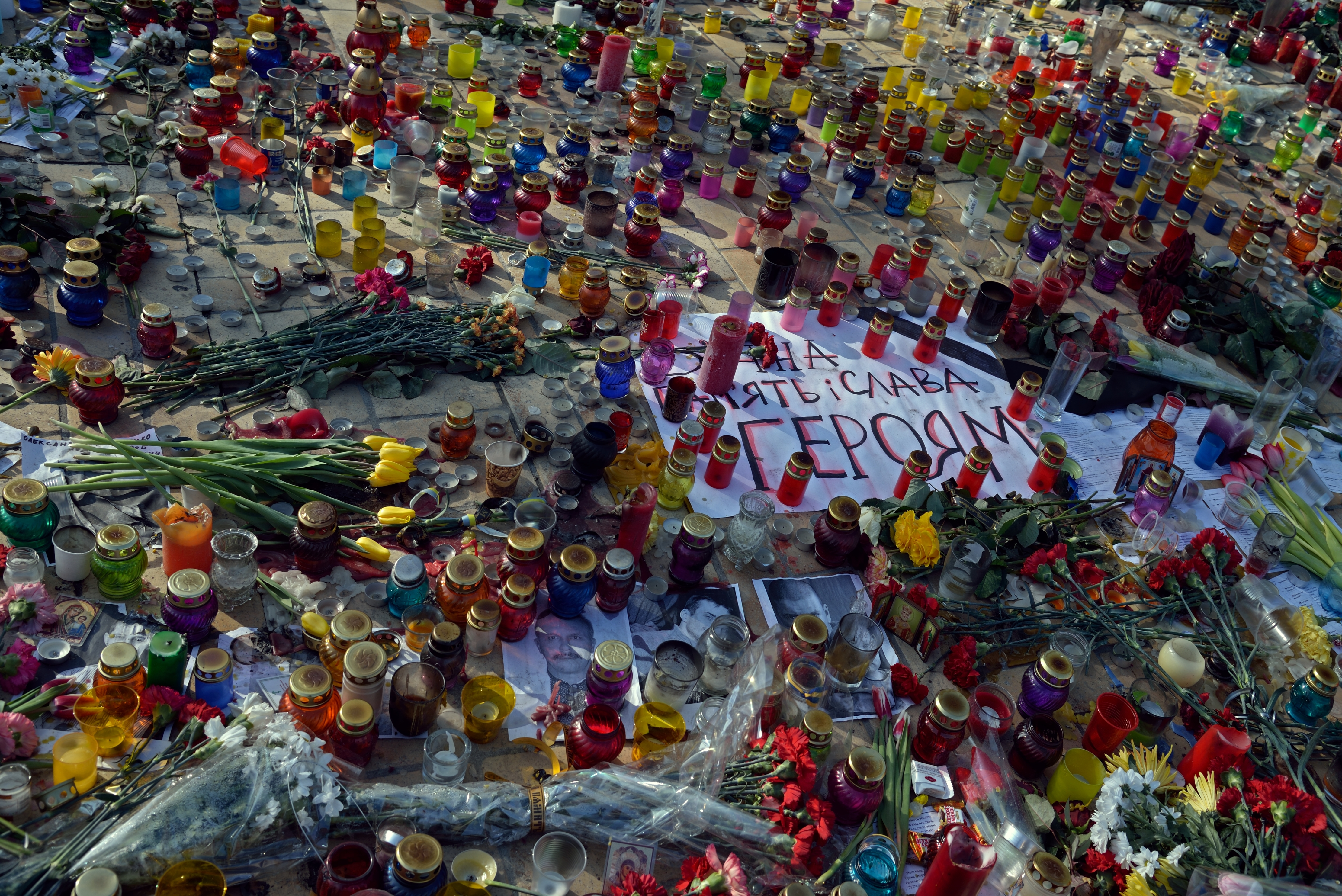
Софійська площа в Києві 24.02.2014
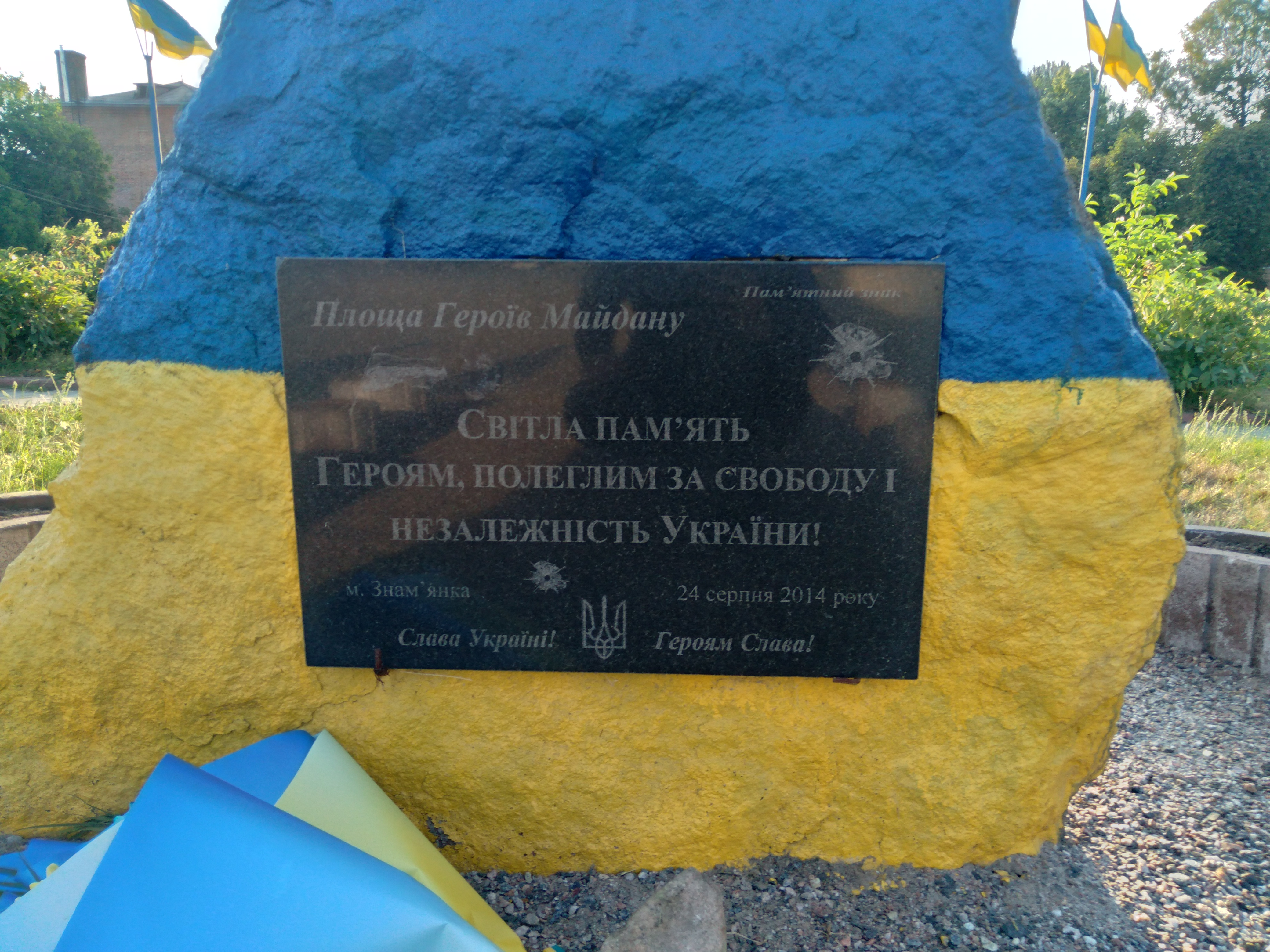
Пам'ятник у м. Знам'янка, Кіровоградська область
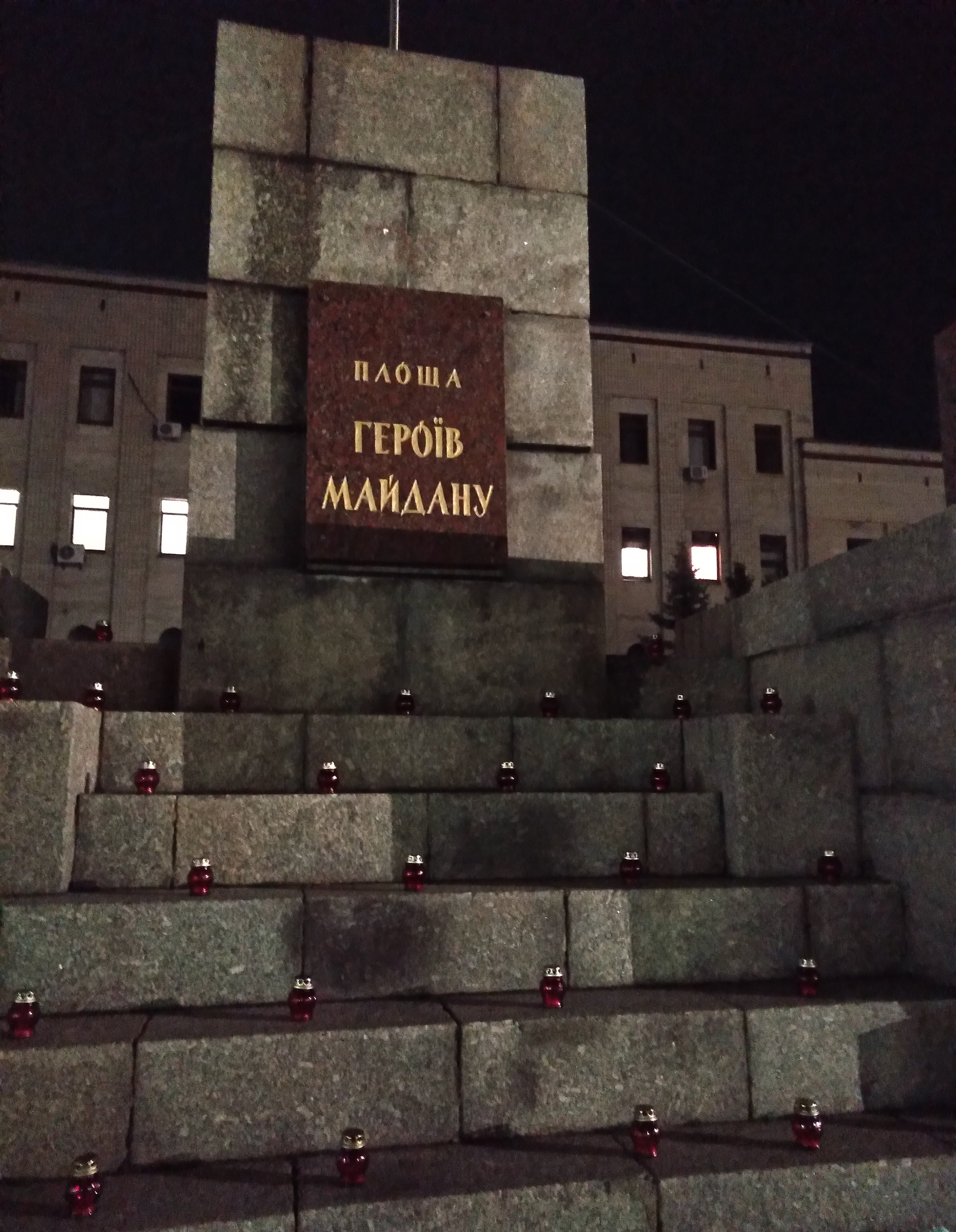
Пам'ятник  у Кропивницькому

Київська міська державна адміністрація планує встановити пам'ятник «Небесній сотні» у центрі Києва.

### У музиці
- Під час прощання із загиблими зі сцени Майдану 21 лютого 2014 року звучала жалобна пісня «Пливе кача по Тисині…», що стала неофіційним гімном «Небесної сотні»[624].
- Російська реп-група 25/17 посвятила Небесній Сотні і подіям на Майдані свою пісню «Рахунок».
- Неофіційним гімном Революції гідності стала пісня Ростислава Хитряка (Artisto) «Revolution Ukraine».[джерело?]
- Подіям Євромайдану та Російсько-української війни присвячена пісня гурту Бумбокс «Злива».

### У філателії
1. Поштова марка України, спецпогашення 22 серпня 2014 р.

### У нумізматиці
18 лютого 2015 року було введено до обігу три монети з серії «Героям майдану».

## У культурі
Під час революції були сформовані мистецькі об'єднання: Мистецький барбакан, Мистецька сотня та інші, які робили багато акцій: виставок, кінопоказів, перформансів. Одна із таких акцій — перформанс «Митець-борець», зроблений Мистецькою сотнею на барикадах Грушевського, який ставив на меті показати присутність на революції митців, та можливість використовувати мистецтво, як інструмент у боротьбі зі свавіллям та несправедливістю.
Події Євромайдану зафіксовані в численних фільмах та книгах.

### Основний сайт
- Сайт «Євромайдан»

### Відеоновини
- hromadske.tv — «Громадське телебачення»

### Сайти-візитки
- euromaidan.eu

### Статті
- Олена Білозерська. «ЄвроМайдан» 21.11.2013 (репортаж про перші часи «Євромайдану»). — Білозерська.INFO
- Валентин Дегтяр. Протести проти міліції та репресивні дії режиму як рушії Євромайдану. — «Спільне» (Київ). — 29.11.2014
- Володимир Іщенко. Міфології Майдану. Рецензія на книжку ендрю вілсона «Українська криза». — «Спільне» (Київ). — 07.10.2015
- Иван Качановский. «Резня на Майдане»: дело о киевских снайперах. — «Група інформації за злочинами проти особи». — 10.11.2014 (рос.)
- Альона Ляшева. Чи лише «Беркут» убивав «небесну сотню»? Запитання без відповідей про події 20 лютого. — «Спільне» (Київ) — 22.10.2014
- Андрій Мовчан. Влада і ультраправі на штурмі Банкової. — «Ліва» (Київ). — 07.12.2013
- Павло Казарін. Розруха в головах.— РИА Новый Регион — Киев. 21.02.14 (рос.)
- Колектив «Лівої опозиції». Захоплене Міносвіти: самоорганізація без тягнибоків і табачників. — «Гасло» (Київ). — 24.02.2014
- Роман Тиса. Українська ідеолоґія. Частина 1. Евроентузіязм (2014). — «Вперед» (Київ). — 03.03.2014
- Європейський Майдан. Стрічка новин на телеканалі «24 каналі»
- Пряма трансляція з Майдану Незалежності. Радіо Свобода.
- Інтерактивна карта євромайданів, створена Богданом Цапом.
- Онлайн-трансляция суда над Дзиндзей
- Євромайдан у 3D, проєкт Іллі Кошковського
- Євромайдан із пташиного польоту в 3D. (рос.)
- Події Євромайдану очима китайських ЗМІ.
- Штурм Администрации президента, Киев, фоторепортаж про події 1 грудня — ЖЖ московського репортера Ільї Варламова (рос.)
- Штурм Майдана, фоторепортаж про події вночі проти 11 грудня — ЖЖ московського репортера Ільї Варламова (рос.)
- Як відстоювали Майдан (ФОТО, ВІДЕО), події вночі проти 11 грудня — ЖЖ Олени Білозерської
- Жизнь на Евромайдане, фоторепортаж (рос.)
- Євромайдан очима калінінградця Частина 1, Частина 2, Частина 3 (рос.)
- Хроніка донецького Євромайдану, ресурс «Новости Донбасса» (рос.)
- Ulrich Rippert, «Factional struggle intensifies between Ukraine's oligarchs», Wsws.org, 11 December 2013 (англ.)
- Alec Luhn, «The Ukrainian Nationalism at the Heart of ‘Euromaidan’», The Nation, 21 January 2014 (англ.)
- Seumas Milne, «In Ukraine, fascists, oligarchs and western expansion are at the heart of the crisis», The Guardian, 29 January 2014 (англ.)
- Мустафа Найєм «#Євромайдан. Архіви влади. Документи» // «Українська правда. Блоги»: Частина 1 (20 листопада 2014) (рос.)
- Генпрокурор: «Чорну сотню» з Києва вивела людина, яка була у лавах майданівців

### Соціальні мережі
- Офіційна сторінка київського Євромайдану у Facebook
- Спільнота Євромайдану ВКонтакті
- Євромайдан Twitter
- #Євромайдан Twitter

### Книги
- Список книг про Євромайдан
- Українська Революція гідності, агресія РФ і міжнародне право: Монографія
- Майдан від першої особи. 45 історій Революції гідності
- Наталія Мусієнко. Мистецтво Майдану. К. : Майстер-принт, 2015